# Antisémitisme
Ne doit pas être confondu avec Antijudaïsme, Judéophobie ou Antisionisme.

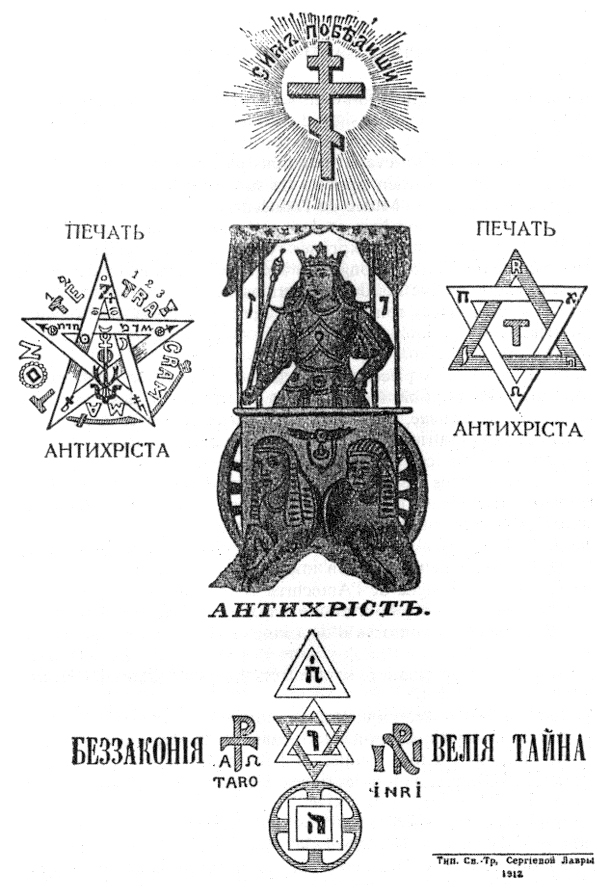
Les Protocoles des Sages de Sion

L'antisémitisme est la discrimination et l'hostilité manifestées à l'encontre des Juifs en tant que groupe ethnique, religieux ou supposément racial.
Étymologiquement, ce terme pourrait s'appliquer aux peuples sémites parlant l'une des langues sémitiques (comme l'amharique), mais il désigne en fait, dès sa formulation vers la fin du XIXe siècle, une forme de racisme à prétentions scientifiques et visant spécifiquement les Juifs.
Les motifs et mises en pratique de l'antisémitisme incluent divers préjugés, des allégations, des mesures discriminatoires ou d'exclusion socio-économique, des expulsions, des massacres d'individus ou de communautés entières.

## Origine et définitions

### Origine du terme

#### Création
Le terme « antisémitisme » et ses dérivés apparaissent en Allemagne à la fin du XIXe siècle bien que les faits qu'ils décrivent soient plus anciens.
Pour l'historien Alex Bein, le terme fut utilisé pour la première fois (dans un seul article et de façon isolée), en 1860 par l'intellectuel juif autrichien Moritz Steinschneider dans l'expression « préjugés antisémites » (« antisemitische Vorurteile »), afin de dénoncer les idées d'Ernest Renan qui affuble les « peuples sémites » de tares culturelles et spirituelles (la désignation des peuples du Levant sous ce terme remontait à 1781). Cette utilisation isolée a eu une postérité limitée.
Le mot « Antisemitismus » traduit ici par« antisémitisme » est introduit dans le discours politique en 1879 par le journaliste allemand Wilhelm Marr. Rejetant le concept d'une assimilation possible, il plaide pour une expulsion de tous les Juifs vers la Palestine. À la fin de sa vie, Marr finira par publier à Hambourg un essai final intitulé Testament d'un antisémite, où il explique avoir rejeté la « misérable folie romantique du Germanisme ».
Le spécialiste du négationnisme Gilles Karmasyn rappelle que c'est le journaliste allemand Wilhelm Marr qui invente véritablement le terme « Antisemitismus » dans le sens « d'hostilité aux Juifs », à l'occasion de la fondation d'une « ligue antisémite » en 1879 et non, comme il est parfois rapporté, dans son pamphlet anti-juif Victoire du judaïsme sur la germanité considérée d'un point de vue non confessionnel, publié la même année mais où l'expression n'apparaît pas. Le mot n'est pas issu des lexiques religieux mais se teinte de scientisme en créant ce substantif en .isme pour stigmatiser les juifs sur de fallacieux critères de race et d'ethnie.
« S’il est vrai que chez les philologues et historiens la catégorie de Sémite réunit les Juifs et les Arabes, la fièvre antijuive de la fin de siècle (XIXe siècle) va utiliser le terme presque exclusivement pour les premiers ».
Après avoir traduit l'hostilité basée sur la religion puis sur la « théorie des races », le terme « antisémitisme » désigne toute manifestation de haine, d'hostilité ou la discrimination à l'égard des Juifs ou non-Juifs sympathisants.

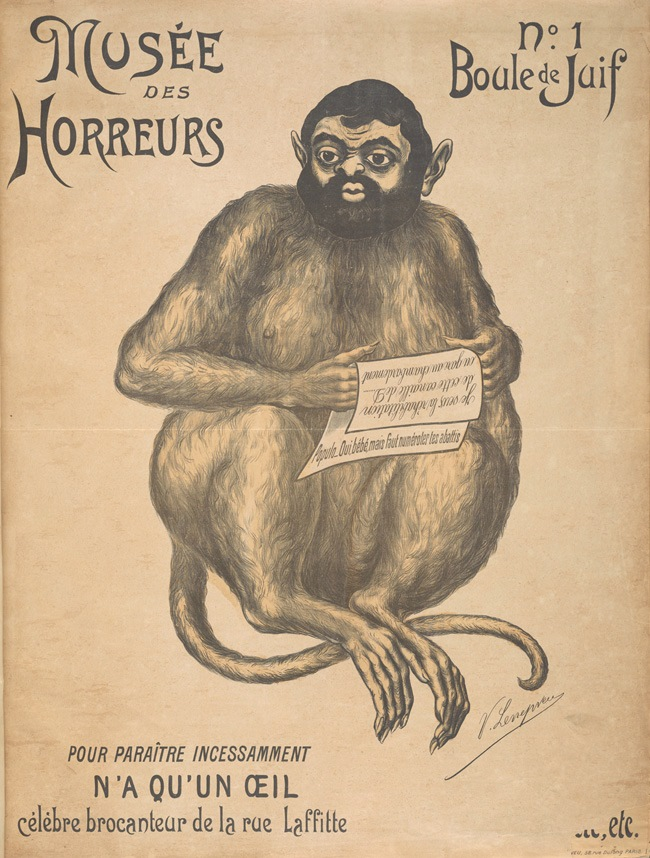
Caricature anti-dreyfusarde : « Boule de juif » figurant Joseph Reinach en singe (1899).

#### Histoire et évolution
La traduction française d'Antisemitismus par « antisémitisme » apparaît, selon le dictionnaire Le Robert, en 1866, suivi de l'épithète « antisémite » trois ans plus tard. Toutefois, Karmasyn a mis au jour les traductions « antisémitique » et « antisémite » dans le journal Le Globe dès novembre 1879. L'historien Jules Isaac précise que le terme « antisémitisme » est par lui-même équivoque, alors que « son contenu […] est essentiellement anti-juif ». W. Marr utilise en effet le mot « Semitismus » comme synonyme de « Judentum », lequel désigne indifféremment le judaïsme, la communauté juive et la judaïté.
Le mot « antisémitisme » abandonne donc la signification spécifiquement religieuse de l'hostilité anti-juive pour se prêter au concept de « race juive » par lequel on a commencé par désigner des Juifs baptisés, justifiant la poursuite des discriminations à leur égard alors qu'ils ont apostasié. Des théories pseudo-scientifiques sur la conception de « race » se sont répandues en Europe dans la seconde moitié du XIXe siècle, particulièrement chez l'historien prussien Heinrich von Treitschke, dont les idées seront reprises dans les théories nazies.
Le terme « antisémitisme » peut paraître équivoque ou même « complètement inapproprié », soit parce qu'il vise les autres populations de langue sémitique dont les Arabes, soit parce que les Juifs d'aujourd'hui ne seraient plus que très partiellement sémites.
En dépit de l'origine du terme « antisémitisme », forgé pour désigner l'hostilité revendiquée contre les personnes juives, leur culture, ou les institutions juives, ou perçues comme telles et nullement contre d'autres locuteurs de langues sémitiques, et qu'il est toujours employé dans ce sens, le terme est sémantiquement vague. Toutefois, avec l'apparition de l'« antisémitisme arabe » pour désigner l'hostilité des Arabes envers les Juifs, alors que le monde arabe est « lui-même sémite, l'expression devient aberrante et il faut revenir à l'idée d'antijudaïsme, sans référence désormais au "déicide" », selon Edgar Morin.

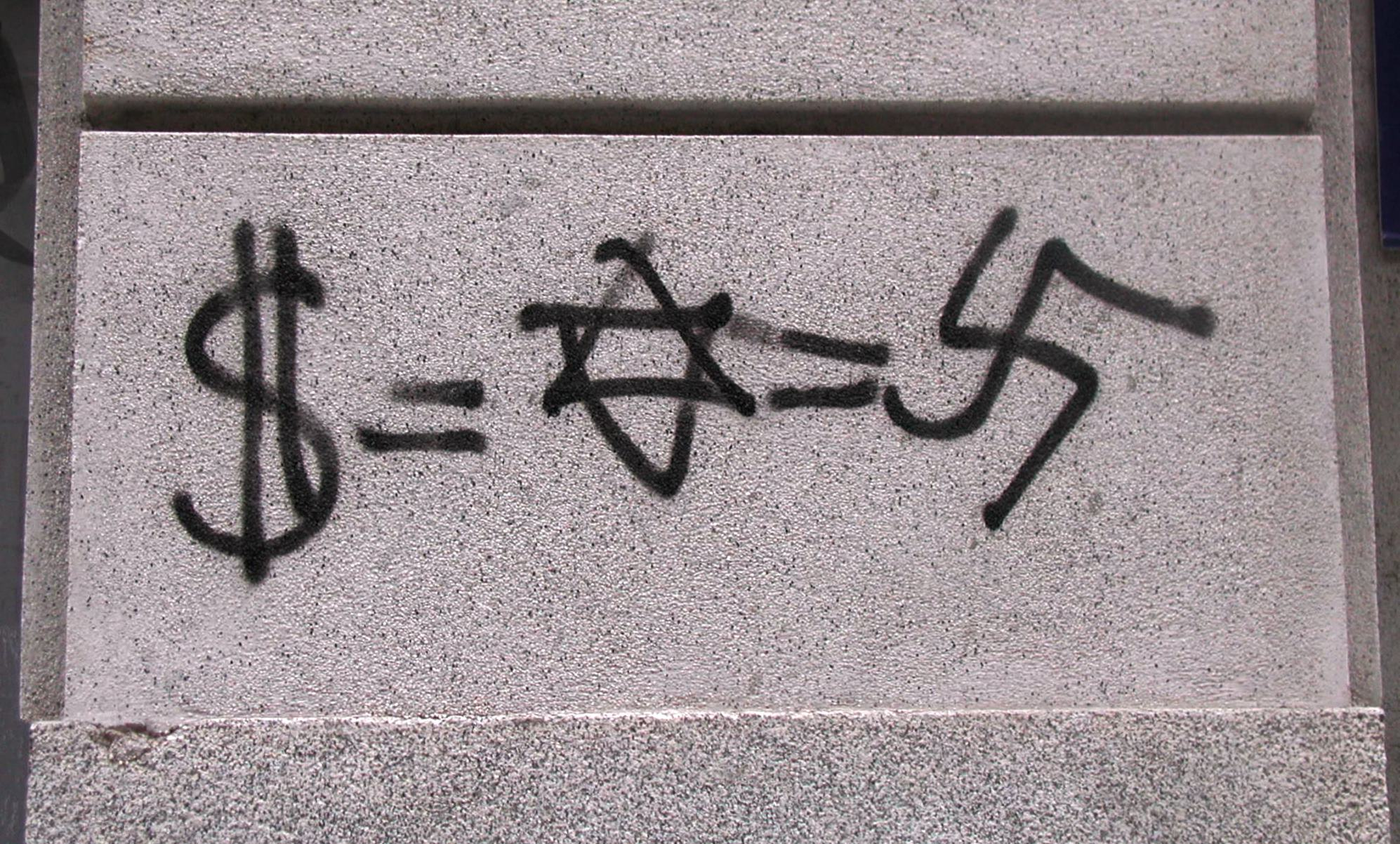
Graffiti à Madrid, Espagne (2003).

De nos jours, l'affaissement de la dimension proprement et ouvertement raciste de l'hostilité envers les Juifs permet de penser que l'antisémitisme englobe une notion plus large que la conception raciale originelle du XIXe siècle et du début du XXe siècle. C'est qu'il a en réalité existé sous des formes qui ne s'appuient parfois ni sur des conceptions raciales, ni sur des fondements religieux, ce qui rend le concept difficile à définir de manière précise.
Le philosophe et politologue Pierre-André Taguieff préfère le terme de « judéophobie », pour désigner l'ensemble des formes anti-juives dans le monde depuis la Seconde Guerre mondiale et le distinguer de l'antisémitisme lié aux thèses racialistes. D'autres préfèrent parler de « nouvel antisémitisme » pour qualifier les idéologies plus récentes qui s'appuieraient sur la dénonciation d'un « supposé lobby juif ou du sionisme pour masquer leur antisémitisme »,,. Le négationnisme et la compétition des victimes s'ajoutent à l'antisionisme pour définir les trois axes du nouvel antisémitisme, selon Bernard-Henri Lévy.
Nicole Gnesotto, titulaire de la chaire « Union européenne » au Conservatoire national des arts et métiers, propose de distinguer trois sources de l'antisémitisme contemporain en France :

« L’antisémitisme historique d’abord, fondé sur les stéréotypes liés à l’argent […]. Il a toujours existé et on pourrait qualifier cet antisémitisme de populaire. Il y en a un deuxième, plus politique, dont parle Nonna Mayer, lié aux évènements du Moyen-Orient et à la politique d’Israël, celui-là est plutôt repris par ce qu’on appelle l’islamo-gauchisme (la défense des musulmans contre la politique d’Israël). Il y en a enfin un troisième, un antisémitisme identitaire, fondé sur l’illusion d’une pureté de la nation. Celui-là appartient plutôt à l’extrême-droite, c’est celui qui s’est manifesté contre Alain Finkielkraut quand on a entendu des choses comme “on est chez nous ici, rentre chez toi”. »

La confusion s'accroit encore lorsque le président Emmanuel Macron, en février 2019, devant le CRIJF, annonce que l'antisionisme est « une des formes modernes de l'antisémitisme », reprenant ainsi les propos du ministre Robert Badinter de décembre 2016 devant l'UNESCO, avant de faire voter une résolution validant la nouvelle définition de l'antisémitisme, proposée par l'Alliance internationale pour la mémoire de l'Holocauste.

### Définitions

#### Définitions encyclopédiques françaises
D'un point de vue encyclopédique, l'antisémitisme se manifeste essentiellement envers les personnes, mais peut se généraliser envers la communauté, la culture ou tout ce qui peut être perçu comme juif.
- « Hostilité manifestée à la race juive et érigée parfois en doctrine ou en mouvement réclamant contre les juifs des mesures d'exception. »[24] ;
- « Doctrine ou attitude systématique de ceux qui sont hostiles aux juifs et proposent contre eux des mesures discriminatoires. »[25] ;
- « Hostilité contre les Juifs ; racisme dirigé contre les Juifs. »[26] ;
- « Racisme dirigé contre les Juifs et tout ce qui est perçu comme juif »[27].

#### Définition de l'Alliance internationale pour la mémoire de l'Holocauste (IHRA)
« L’antisémitisme est une certaine perception des Juifs qui peut se manifester par une haine à leur égard. Les manifestations rhétoriques et physiques de l’antisémitisme visent des individus juifs ou non et/ou leurs biens, des institutions communautaires et des lieux de culte. »

Cette définition fait l'objet de nombreuses oppositions, tant de la Ligue des droits de l'Homme, que de la Commission nationale consultative des droits de l'Homme, ou de chercheurs et journalistes. Il lui est reproché son imprécision créant des amalgames, son absence d'universalisme en se démarquant de la lutte globale antiraciste et surtout sa dérive dans l'assimilation de la critique légitime de l'État d'Israël et de sa politique à de l'antisémitisme.
Si l'antisionisme ou l'antiisraélisme n'est pas explicitement mentionné dans cette définition de l'antisémitisme, celle-ci inclut d'une part les termes « institutions communautaires », et d'autre part dans ses exemples, les références à l'État d'Israël, tendant ainsi à s'écarter de son objet premier et permettant de qualifier d'infraction antisémite toute manifestation contre l'État d'Israël.
Toutefois, le 1er juin 2017, le Parlement européen a adopté cette définition de l'antisémitisme de l'IHRA, accompagnée d'exemples, et demande à tous les États membres de l'Union européenne de la partager,,, :
Au 5 décembre 2019, vingt pays dont seize de l'Union européenne, notamment la France ont adopté cette définition.

#### Références législatives

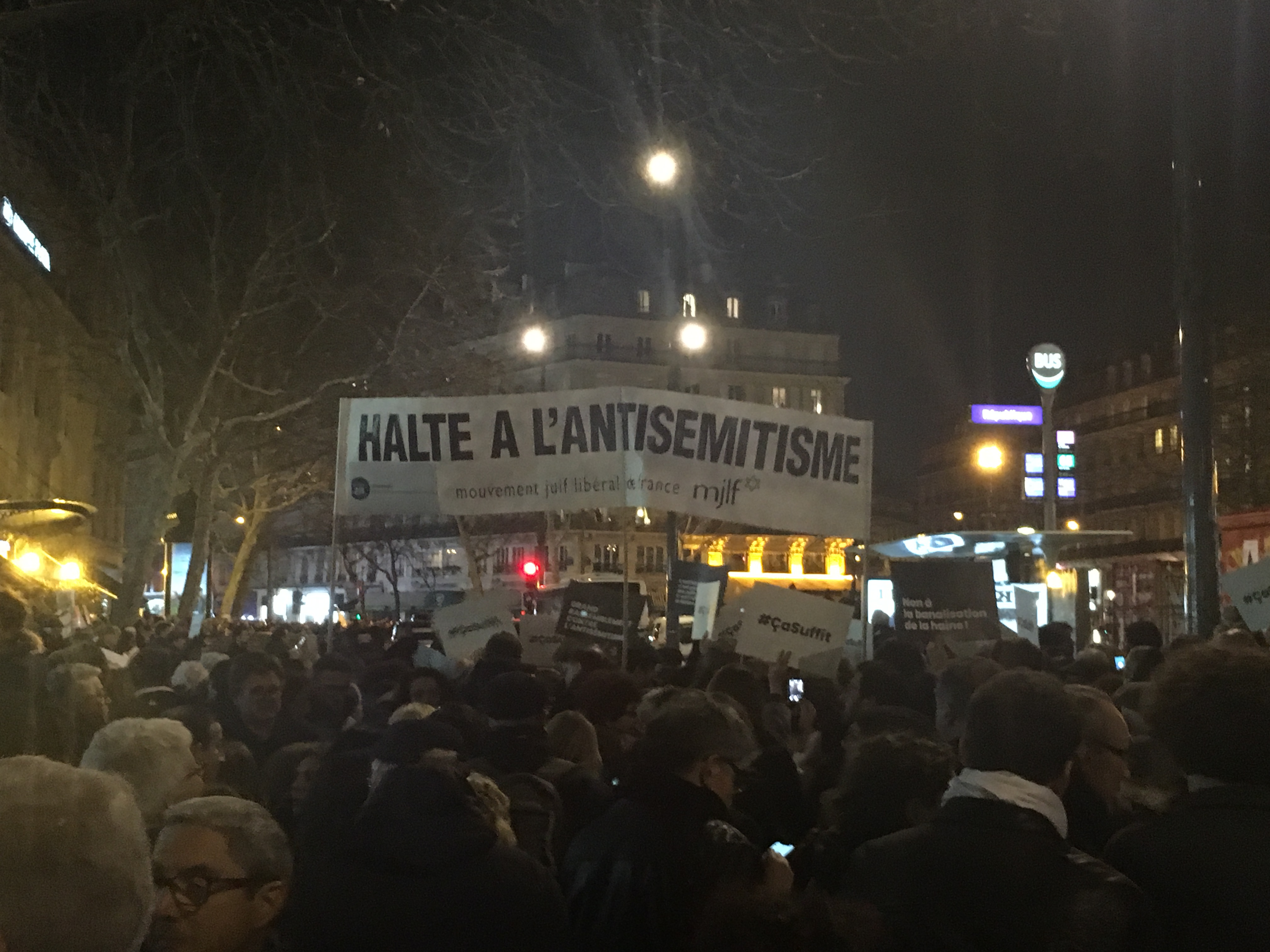
Manifestation contre l'antisémitisme, place de la République à Paris, 19 février 2019

## Principes de l'antisémitisme
L'historienne américaine Barbara Tuchman, prix Pulitzer, identifie trois « principes » à la source de l'antisémitisme :
1. « Il est vain d'espérer de la logique – c'est-à-dire l'expression raisonnée d'un esprit éclairé », dès qu'il s'agit d'antisémitisme[Note 3] ;
2. L'apaisement est futile : « Ici, la règle du comportement humain est que céder aux exigences de l’ennemi ne suffit pas. Au contraire, adopter une position de faiblesse augmente encore le ressentiment. Au lieu de faire disparaître l’hostilité, la soumission la stimule »[Note 4] ;
3. « L'antisémitisme est indépendant de son objet. Ce que les Juifs font ou omettent de faire n'est pas un facteur déterminant. L'impulsion provient des besoins des persécuteurs et d'un climat politique spécifique »[36],[37].

| « Ici sur terre, tous les peuples se détestent les uns les autres et ensemble, ils détestent les Juifs », Mark Twain. |

## Formes d'antisémitisme

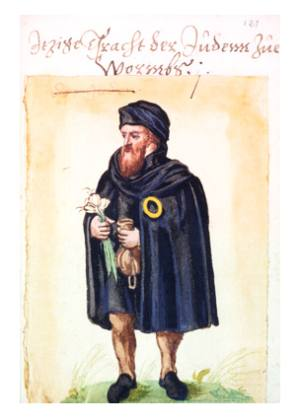
Aquarelle du XVIe siècle représentant un Juif de Worms portant la rouelle. Il est également accompagné d'une bourse d'or, motif illustrant la cupidité attribuée aux Israélites.

Même si, dans son étymologie, le mot « antisémitisme » prend une tournure raciale et laïque, il est dès sa création utilisé pour qualifier tous les actes anti-juifs qui peuvent avoir lieu, quel qu'en soit le motif, ainsi que pour désigner les actes hostiles aux Juifs avant l'invention du terme « antisémitisme » au XIXe siècle.
On peut donc en distinguer plusieurs formes distinctes qui évoluèrent dans leur conception au cours de l'Histoire, qui ne sont d'ailleurs pas forcément complémentaires et ne s'appuient pas toujours sur les mêmes fondements. L'antisémitisme, dans son acception globale, n'est donc pas nécessairement une idéologie racialiste (qui ne se développe d'ailleurs que tardivement à partir du XIXe siècle) et, par conséquent, n'est pas toujours une forme de racisme.
René König mentionne l'existence d'antisémitismes sociaux, économiques, religieux ou politiques. Il avance que les formes diverses qu'a pris l'antisémitisme démontrent que « les origines des différents préjugés antisémites sont ancrés dans différentes périodes de l'Histoire ». Pour lui, les divers aspects des préjugés antisémites au cours des époques et leur distribution variable au sein des classes sociales « rend particulièrement difficile la définition des formes de l'antisémitisme ».
L'historien Edward Flannery distingue, lui aussi, plusieurs variétés d'antisémitisme :
- « l'antisémitisme économique et politique », donnant comme exemples Cicéron[43] ou Charles Lindbergh[44] ;
- « l'antisémitisme religieux » ou antijudaïsme ;
- « l'antisémitisme nationaliste », citant Voltaire et d'autres penseurs des Lumières qui attaquèrent les Juifs sur leurs supposées arrogance et avarice[45] ;
- « l'antisémitisme racial », exprimé par le nazisme[46].

Enfin, le documentariste Louis Harap distingue, quant à lui, l'antisémitisme « économique » de l'antisémitisme « politique », et fusionne ce dernier avec l'antisémitisme « nationaliste » au sein d'un « antisémitisme idéologique ». Il ajoute également un antisémitisme social, avec les propositions suivantes :

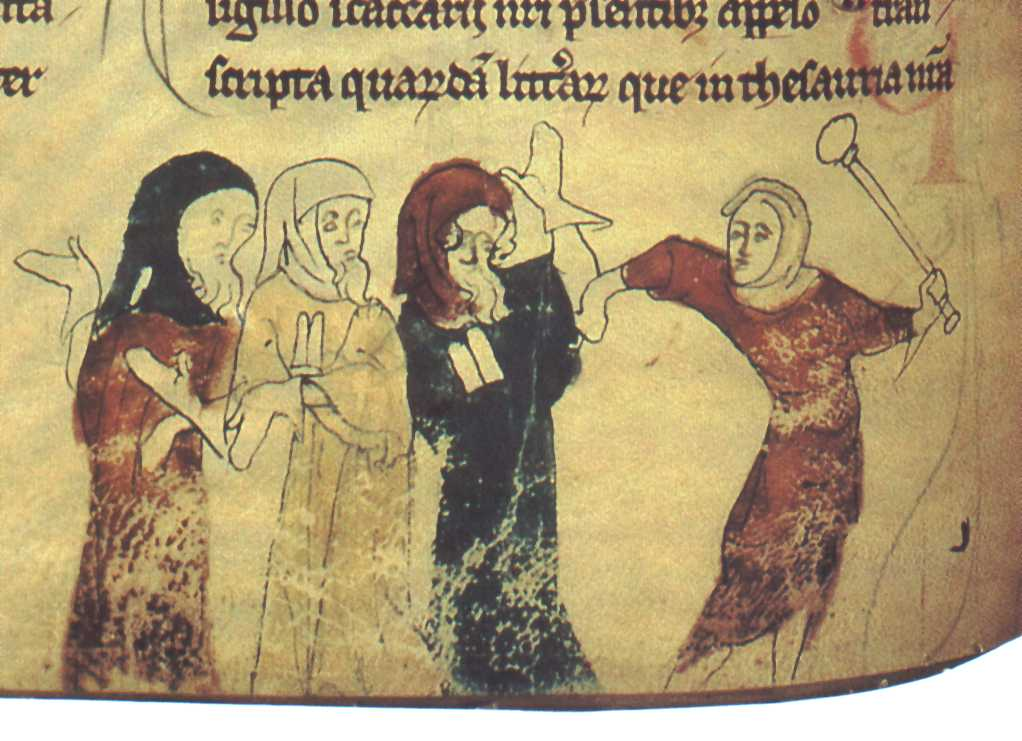
Persécutions des Juifs à l'époque de leur expulsion d'Angleterre, arborant sur la poitrine la tabula imposée par Henry III, Rochester Chronicle (1290).

- religieux : « les Juifs sont les assassins du Christ » (peuple déicide) ;
- économique : « les Juifs sont des banquiers et des usuriers obsédés par l'argent » ;
- social : « les Juifs sont socialement inférieurs » et doivent être tenus à l'écart du reste de la société dans des ghettos et porter un signe permettant de les distinguer des chrétiens, comme la rouelle, la tabula et le Judenhut au Moyen Âge, ou l'étoile jaune sous le régime nazi ;
- racial : « les Juifs sont une race inférieure » ;
- idéologique : « les Juifs sont des révolutionnaires complotant pour renverser le pouvoir en place » (théorie du complot juif, judéo-maçonnerie, judéo-bolchevisme) ;
- culturel : « les Juifs corrompent la morale et la civilisation du pays dans lequel ils vivent par leur culture ».

### Antisémitisme culturel
Louis Harap définit l'antisémitisme culturel comme une « forme d'antisémitisme qui accuse les Juifs de corrompre une culture donnée et de vouloir supplanter ou de parvenir à supplanter cette culture ».
Pour Eric Kandel, l'antisémitisme culturel se fonde sur l'idée d'une « judéité » vue comme « une tradition religieuse ou culturelle qui s'acquièrent par l'apprentissage, à travers des traditions et une éducation distinctives ». Cette forme d'antisémitisme considère que les Juifs possèdent des « caractéristiques psychologiques et sociales néfastes qui s'acquièrent par l'acculturation ».
Enfin, les historiens Donald Niewyk et Francis Nicosia décrivent l'antisémitisme culturel comme une idée se focalisant sur la supposée « attitude hautaine des Juifs au sein des sociétés dans lesquelles ils vivent ».

### Antisémitisme religieux

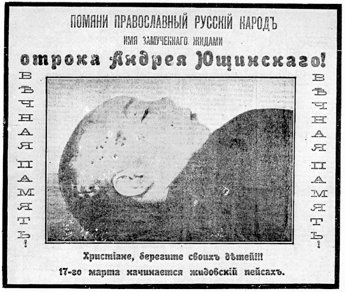
Tract distribué à Kiev avant le procès de Mendel Beilis, accusé de « meurtre rituel », recommandant aux parents chrétiens de veiller sur leurs enfants durant la Pâque juive (années 1910).

L'antisémitisme religieux (ou antijudaïsme) se définit comme l'opposition aux croyances juives et au judaïsme. Il n'attaque donc pas les Juifs en tant que peuple ou ethnie, et prône même parfois leur conversion au christianisme. Mais, dans ce cas, les persécutions peuvent persister envers ces « Nouveaux chrétiens », suspectés de rester secrètement fidèles à leur religion ou à leurs traditions, comme ce fut le cas des marranes, des Juifs espagnols et portugais convertis au catholicisme à partir du XVe siècle et qui continuaient de pratiquer en secret.
Alerté au milieu du XXe siècle notamment par l'historien Jules Isaac qui écrivit L'Enseignement du mépris. Vérité historique et mythes théologiques en 1962, le pape Jean-Paul II fit repentance pour les persécutions commises contre les Juifs. Le concile Vatican II supprime la prière dite aux « juifs perfides » (pro perfidis Judaeis) de la liturgie du Vendredi saint et considère dorénavant les Juifs comme « nos frères aînés dans la foi ». Pour le christianisme, la Nouvelle Alliance que Dieu a conclue avec l'Église catholique ne se substitue plus mais s'ajoute à l'Ancienne Alliance jadis nouée avec Israël (qui redevient le peuple élu). Le théologien Jean-Miguel Garrigues explique que cette « doctrine de la substitution » est la cause pendant près de deux millénaires des persécutions que l'Église a infligées au peuple juif en le condamnant comme déicide.
Les Juifs sont, par exemple, accusés de crimes rituels, souvent au travers de légendes d'enlèvement d'enfants pour de supposés « sacrifices ». Il s'agit de l'une des allégations antisémites les plus anciennes de l'Histoire : de la légende du meurtre d'Anderl von Rinn en 1492 jusqu'à l'affaire Beilis en 1911. Selon l'historien Walter Laqueur, il y aurait eu plus de 150 accusations et probablement des milliers de rumeurs de ce type dans l'Histoire.
L'antijudaïsme en Europe provient aussi d'une méconnaissance des traditions de la religion juive, lesquelles sont perçues comme étranges et parfois maléfiques. Par exemple le mot shabbat, sabbat, employé pour désigner le jour de repos hebdomadaire sacré des Juifs (l'équivalent du dimanche pour les chrétiens) devient dans cet imaginaire un moment de culte au diable. Et le « nez crochu » prêté aux Juifs fut ensuite celui attribué aux sorcières, les rituels juifs deviennent sataniques dans les légendes créées par cet antijudaïsme.

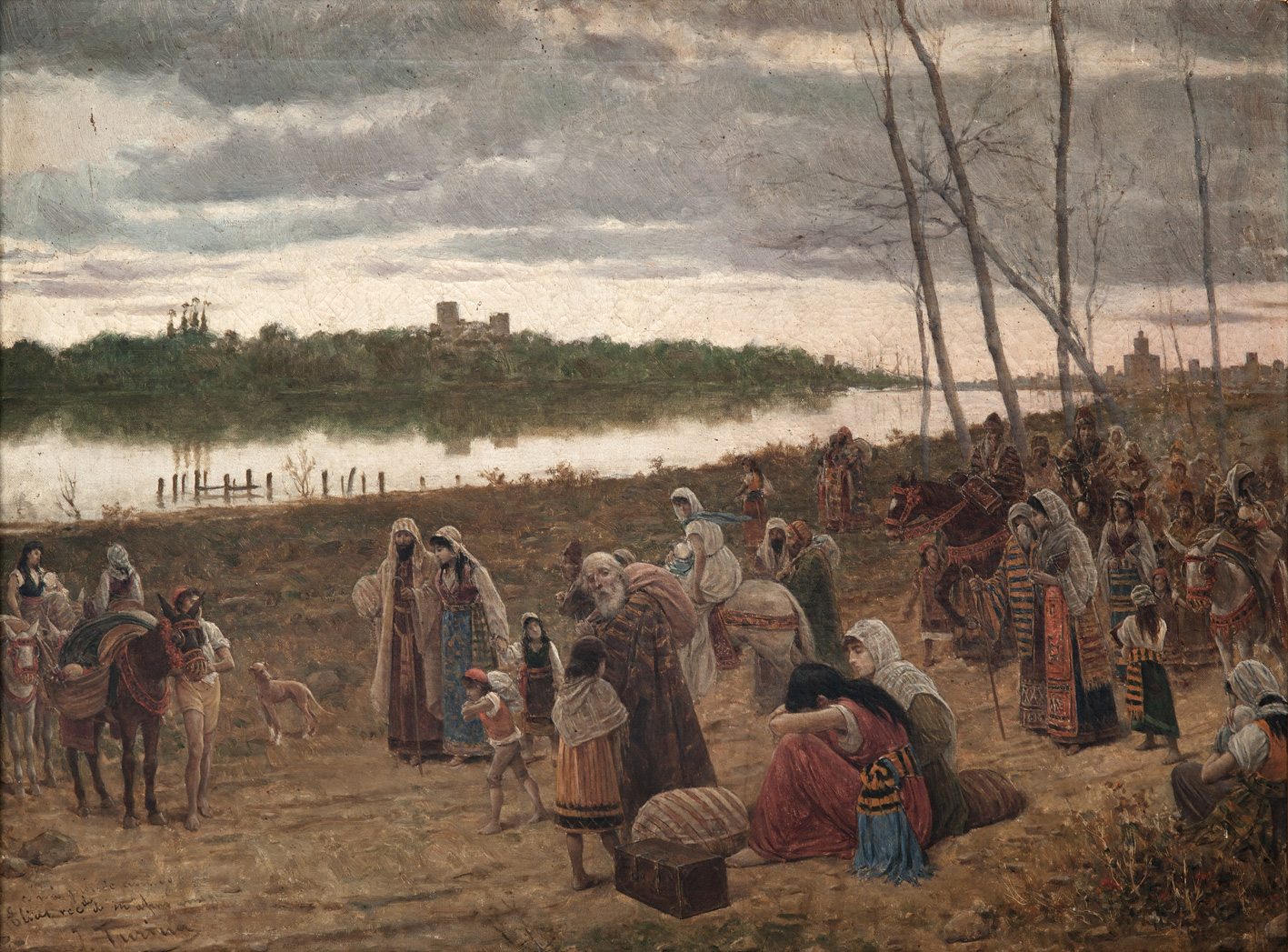
Expulsion des Juifs de Séville, Joaquín Turina y Areal, (v. 1850).

En 1391, les royaumes espagnols furent le théâtre des « baptêmes sanglants » qui virent de nombreuses conversions forcées de Juifs sous la pression de « pogroms » populaires. En 1492, les rois catholiques, par le décret de l'Alhambra, expulsèrent tous les Juifs d'Espagne, mesure à l'origine de la Diaspora séfarade. Seuls restèrent les convertis ou ceux qui acceptèrent de le devenir. Mais le bruit se répandit que les juifs convertis continuaient à pratiquer leur religion en secret.
Pour mieux les stigmatiser et les identifier, plusieurs professions furent interdites aux « nouveaux chrétiens ». Et cela, bien que beaucoup de ces nouveaux chrétiens, instruits dans la religion catholique depuis plusieurs générations, aient été sincères. Si bien que, dans les familles ibériques, l'usage vint de demander des « certificats de pureté de sang » contrôlés par l'inquisition avant de contracter mariage, ou pour exercer telle ou telle profession. Nombre d'entre eux s'efforcèrent de fuir les territoires hispano-portugais et, une fois relativement en sécurité en France, en Turquie, au Maroc, aux Pays-Bas ou en Angleterre à partir de Cromwell, ils y redécouvrirent la religion de leurs ancêtres. Ce fut le phénomène du marranisme, porteur d'une mémoire secrète, souterraine, cachée, malgré la disparition des synagogues, des textes, et l'impossibilité de suivre les rites interdits. Les marranes, accusés de « judaïser en secret » gardèrent, pour certains d'entre eux, la mémoire de leurs origines, avant d'y revenir parfois, c'est-à-dire lorsque la situation le leur permettait. Nombre de descendants de marranes, ces chrétiens convertis de force, ont essaimé en Europe, avec des destins divers, et jusqu'en Amérique, ou même en Asie, où l'Inquisition continua à les poursuivre longtemps après leur départ du Vieux Continent, pour tenter de faire disparaître le judaïsme.

#### Traditions
La mémoire de ces événements se loge dans la documentation mais quelquefois aussi dans des rituels culturels scoriacés et vivaces. 

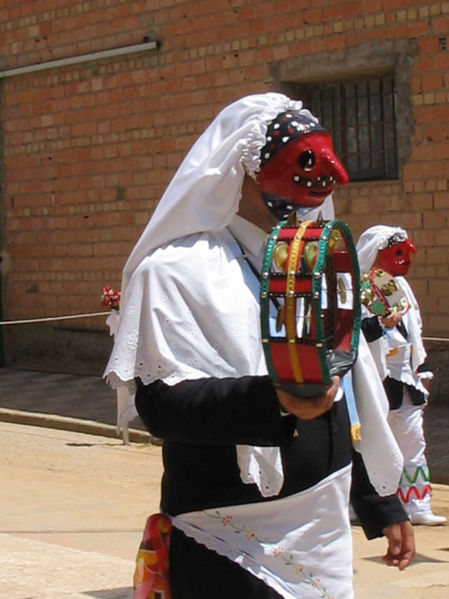
Danzante dit judío à Camuñas en Espagne (2006).

##### En Pologne
En 2019 encore, lors de la cérémonie du Vendredi saint dans la ville de Pruchnik en Pologne, les habitants mettent en scène un procès traditionnel public pour la trahison de Jésus par Judas « le traître » représenté en effigie avec un long nez rouge, des papillotes et une tenue de juif orthodoxe, que la foule doit bastonner puis pendre avant de le brûler (bûcher de Judas). 

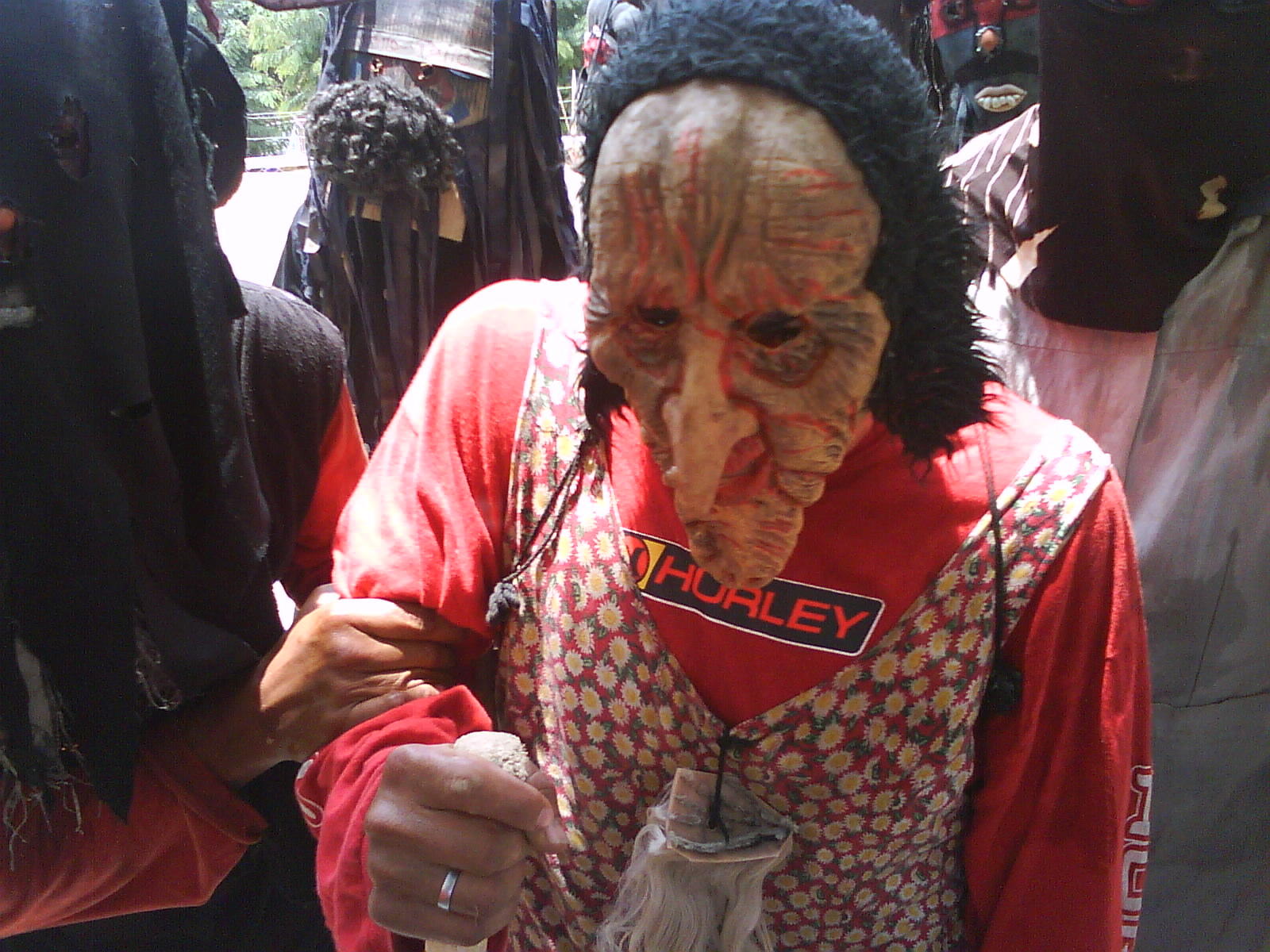
Masque lugubre porté pour les judios de Pavon au Nicaragua (2010).

##### Au Nicaragua, en Espagne
Plus subtilement encore, comme depuis plusieurs siècles, dans le village de Pavon au Nicaragua ou à Camuñas près de Tolède en Espagne, un rituel « sauvage », (appelé Pecados y Danzantes de Camuñas (es)) durant plusieurs jours lors de la Fête-Dieu (Corpus Christi) célébrant l'Eucharistie, oppose le groupe de pecados (péchés) portant un masque pourvu de cornes et d'un petit nez camus à celui des danzantes (danseurs) appelés aussi judíos (juifs), portant un masque au long nez busqué, dans un tintamarre de percussions, de rugissements et d'agressivité. À leur tête, se trouvent un pecado mayor (péché majeur) appelé aussi « gueule de cochon » (bocagorrino) et un judío mayor (juif majeur) se disputant le rôle du Bien et du Mal, qui interrogent encore ethnologues et exégètes,.

##### En Belgique
Dans la ville flamande d'Alost, le carnaval voit défiler annuellement, avant le mercredi des Cendres, un char « représentant des juifs orthodoxes au nez crochu, entourés de rats et juchés sur des sacs d’argent ».
En 2013, un char du carnaval d'Alost ressemblait à un wagon de train utilisé pour le transport les Juifs vers les camps de la mort. « Une affiche sur le wagon montrait des politiciens belges flamands déguisés en nazis et tenant des bonbonnes présentées comme contenant du Zyklon B », le poison utilisé pour exterminer les Juifs dans les chambres à gaz pendant la Shoah. En 2019, certaines caricatures représentent à nouveau « des Juifs orthodoxes avec des nez rouges crochus et des dents en or », assis sur des sacs d'argent, et sur l'épaule de l'un d'eux court un rat, mais devant les critiques, il est répondu que ces caricatures « ne sont pas contre les Juifs » mais protesteraient « contre l’augmentation du coût de la vie ».
Accusé d'antisémitisme pour l'avoir dans un premier temps soutenu au titre de la « transgression carnavalesque », le bourgmestre Christoph D'Haese décide le 1er décembre 2019 de retirer son carnaval de la liste du patrimoine de l'humanité de l'Unesco où il était inscrit depuis 2010, avant que l'ONU ne le fasse,,.

### Antisémitisme économique
L'antisémitisme économique (en) est caractérisé par l'idée que les Juifs produiraient des activités économiques nuisibles à la société, ou bien que l'économie deviendrait nuisible lorsqu'elle est pratiquée par ceux-ci.

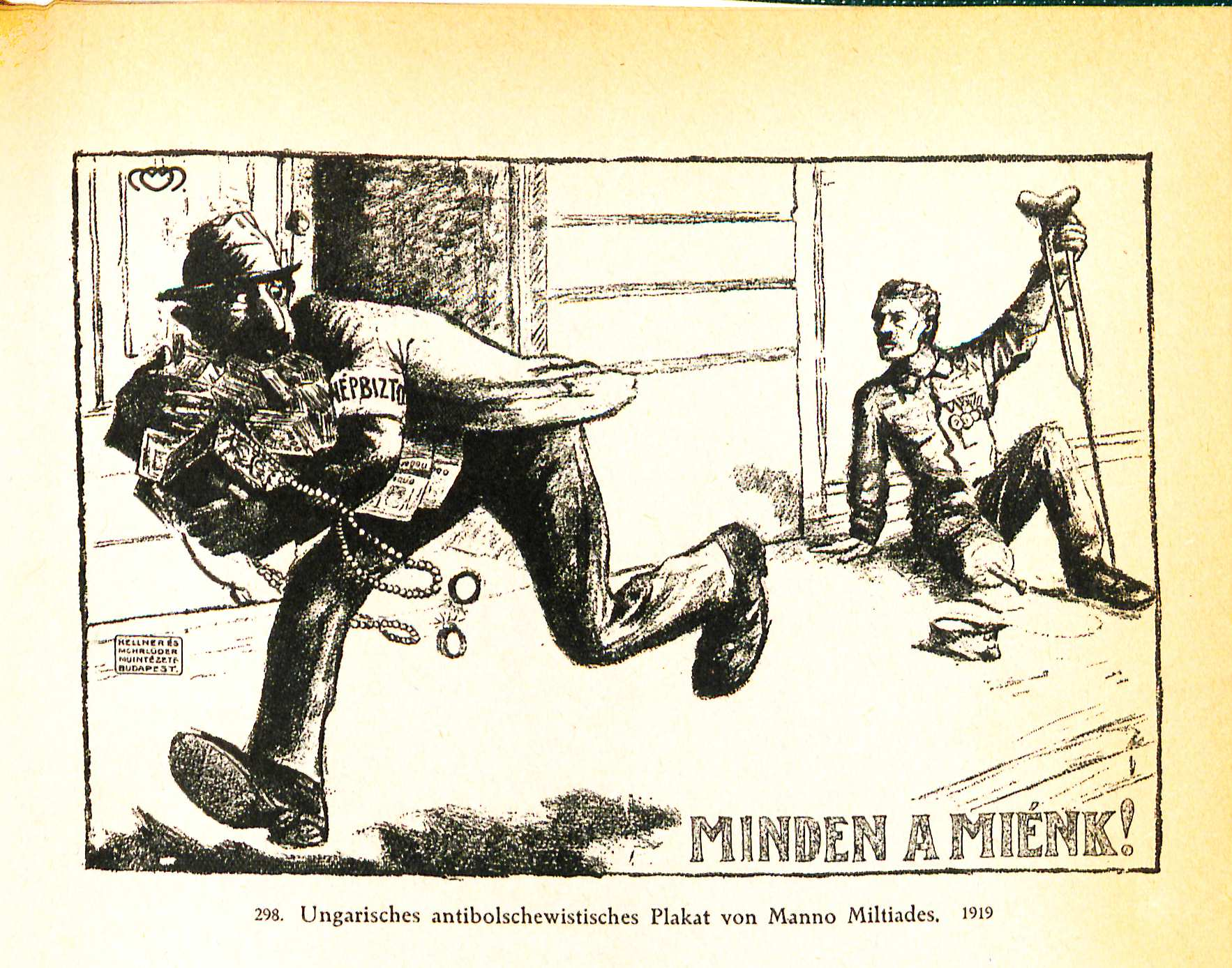
Commissaire du peuple juif volant son pays, sans égard pour le soldat estropié et médaillé. Inscription : « Tout est à nous ! », justifie le Juif. Dessin paru en Hongrie, Mi. Manno (1919).

Les allégations antisémites lient souvent les Juifs à l'argent et à l'avidité, les accusant d'être cupides, de s'enrichir aux dépens des non-juifs ou de « contrôler le monde » des finances et des affaires. Ces théories furent développées entre autres dans Les Protocoles des Sages de Sion, un faux prétendant attester le projet de conquête du monde par les Juifs, ou dans le Dearborn Independent (en), un journal publié au début du XXe siècle par Henry Ford, connu pour son antisémitisme.
Remplaçant peu à peu l'antijudaïsme, cet antisémitisme prend son essor, comme l'antisémitisme racial, au cours du XIXe siècle, parallèlement au développement du capitalisme industriel dans le monde occidental. Il est incarné en France par Édouard Drumont dans son ouvrage La France juive.
L'historien Derek Penslar (en) explique que ces allégations s'appuient sur les imputations suivantes :
- les juifs « sont naturellement incapables d'exercer un travail honnête ».
- les juifs « dominent une cabale financière cherchant à assujettir le monde ».

Penslar avance également l'idée que l'antisémitisme économique se distingue aujourd'hui de l'antisémitisme religieux, qui est lui « souvent feutré », alors qu'ils étaient liés jusqu'à maintenant, le second expliquant le premier.
Abraham Foxman (en) relève quant à lui six a priori communs à ces accusations :
- « tous les juifs sont riches »[65]
- « les juifs sont avares et cupides »[66]
- « des juifs puissants contrôlent le monde des affaires »[67]
- « la religion juive prône le profit et le matérialisme »[68]
- « les juifs n'hésitent pas à berner les goys »[69]
- « les juifs utilisent leur pouvoir au service de leur communauté »[70].

Finalement, le mythe du Juif et de l'argent est résumé par l'assertion suivante de Gerald Krefetz (en) : « [les juifs] contrôlent les banques, la réserve monétaire, l'économie et les affaires — de la communauté, du pays, du monde ».
La critique de cet antisémitisme voit le jour en France au XVIIIe siècle et a mené sous la Révolution française aux décrets d'émancipation de 1790 et 1791. Le 23 décembre 1789 à l'Assemblée constituante, Maximilien de Robespierre explique la situation en ces termes :

« On vous a dit sur les Juifs des choses infiniment exagérées et souvent contraires à l’histoire… Ce sont au contraire des crimes nationaux que nous devons expier, en leur rendant les droits imprescriptibles de l’homme dont aucune puissance humaine ne pouvait les dépouiller. On leur impute encore des vices, des préjugés, l’esprit de secte et d’intérêt les exagèrent. Mais à qui pouvons-nous les imputer si ce n’est à nos propres injustices ? Après les avoir exclus de tous les honneurs, même des droits à l’estime publique, nous ne leur avons laissé que les objets de spéculation lucrative. Rendons-les au bonheur, à la patrie, à la vertu, en leur rendant la dignité d’hommes et de citoyens… »

Robespierre fait ici allusion aux mesures discriminatoires prises au Moyen Âge contre les Juifs, qui notamment les confinaient aux professions commerçantes. À peu près au même moment, avec une ironie mordante, Camille Desmoulins prolonge dans Les Révolutions de France et de Brabant en sous-entendant que les citoyens actifs relativement fortunés dont le nombre est assez restreint devraient en plus justifier du « prépuce » :

« Ne serait-ce pas en effet le comble de l'absurdité si, avec la quittance du marc d'argent, il fallait encore justifier du prépuce ? »

En 2019, le site Le Monde.fr publie un article dans sa rubrique Les Décodeurs, pour rappeler que contrairement aux allégations complotistes qui pullulent à ce sujet, le système bancaire mondial n'est pas entre les mains de la banque Rothschild, c'est-à-dire des Juifs,,.
L'antisémitisme économique n'est pratiquement pas évoqué dans l'ouvrage du Service national pour les relations avec le judaïsme de la Conférence des évêques de France paru en juin 2023, Déconstruire l'antijudaïsme chrétien. Le mot n'apparaît qu'à la page 134, qui liste les différents registres de l'antisémitisme : religieux (antijudaïsme), racial, économique, culturel. Il est mentionné p. 140-141 que le document les Les Protocoles des sages de Sion « est encore édité et circule abondamment ».

### Antisémitisme historiographique
Selon l'historien Tal Bruttmann, le regain d'antisémitisme observé en France remonte au « début des années 2000 », au moment où « les gens se sont retrouvés dans le monde virtuel », avec comme principaux « vecteurs de l’antisémitisme » les polémistes Dieudonné et Alain Soral. Des tensions se manifestent par ailleurs peu après sur la scène politique mais aussi historiographique, avec diverses polémiques se croisant sur plusieurs lois mémorielles.
Une théorie du « complot juif », qui aurait « inventé, organisé, profité massivement de l’esclavage » apparaît en Europe et « s’implantera en France » tout particulièrement, « propagée par des extrémistes tels qu’Alain Soral ou l’ancien saltimbanque Dieudonné ».
Dieudonné et Soral s'inspirent de The Secret Relationship Between Blacks and Jews, publié par l"organisation Nation of Islam qui, en 1991, a allégué que les Juifs auraient dominé la traite atlantique. Ces théories furent réfutées notamment par l'Association historique américaine (AHA) dès 1995, année où elles échouent à s'implanter en France, malgré la propagande.
Selon cet « antisémitisme avéré », dénoncé par presse, historiens et intellectuels, les Juifs auraient implanté en 1654 ou 1655 l'industrie sucrière aux Antilles. Mais 20 ans auparavant, la Compagnie des îles d'Amérique avait signé en 1635 un contrat pour démarrer la production de sucre avec un marchand rouennais, lui donnant en 1639 le monopole du sucre en Martinique. En Guadeloupe, la compagnie lui avait également accordé des exemptions fiscales et autres avantages logistiques et financiers. En 1642, un édit royal du 8 mars établit que 7 000 personnes blanches avaient déjà migré aux îles françaises depuis 1635 au bénéfice de la Compagnie des îles d'Amérique, autorisées à importer cette fois des esclaves noirs. À Saint-Christophe, la plantation de canne à sucre du gouverneur dispose dès 1646 de plus de 100 esclaves noirs et 200 « serviteurs », c'est-à-dire des engagés blancs. Le missionnaire carme Maurile de Saint-Michel l'a visitée en 1646, écrivant à son retour que le sucre est déjà « la première marchandise de nos îles » et vers 1650, elle emploie cette fois 300 esclaves et 100 engagés blancs.
L'interprétation de The Secret Relationship déforme le récit de Jean-Baptiste Du Tertre, publié en 1667, qui ne dénombre que sept à huit Juifs du Brésil arrivés en Martinique, en 1654, sans préciser leurs noms où s'ils possédaient des esclaves. Le recensement de 1664, beaucoup plus fiable, dénombre en Martinique 22 Juifs, détenant 5 serviteurs blancs et en tout 20 esclaves. Du Tertre reprenait le texte d'un autre dominicain, ordre religieux pratiquant l'esclavage et tentant de récupérer ses concessions aux Antilles, où les carmes et jésuites lui ont été préférés en 1650. Les deux auteurs ont publié plus d'une décennie après les faits allégués et vivaient en 1654 en France. Des Hollandais ont obtenu des concessions en Guadeloupe, mais bien après 1654 et ils « étaient protestants et non juifs »
Les Hollandais ont été bien chassés du Brésil lors de sa reconquête par les Portugais en 1654, mais pour aller aux Provinces Unies, à la Barbade et à la Nouvelle-Amsterdam (future Manhattan, alors hollandaise), où l'arrivée de 23 Juifs du Brésil en 1654 est à l'origine de la communauté juive de New-York et des futurs États-Unis, malgré l'hostilité du gouverneur Pieter Stuyvesant.

### Antisémitisme racial

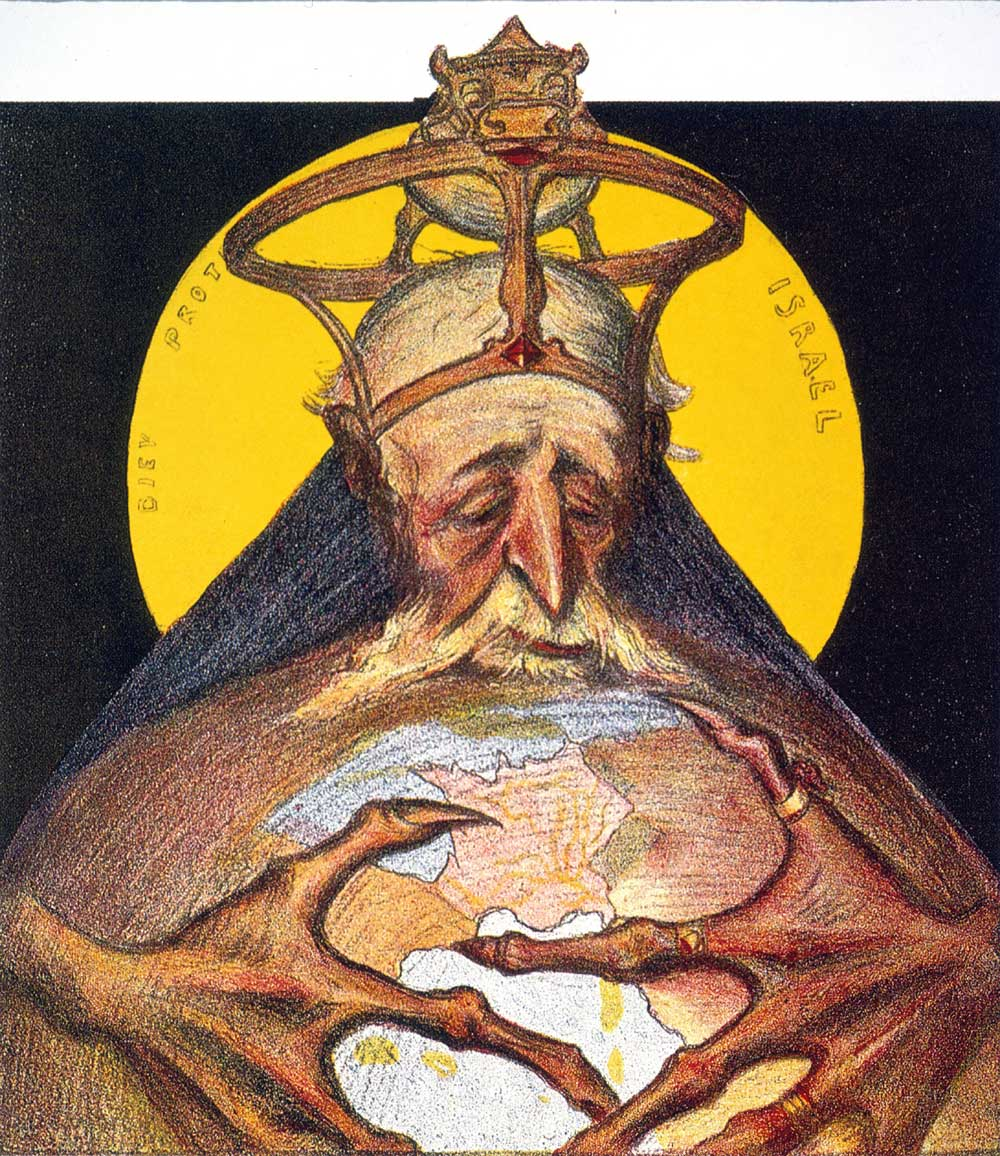
Caricature antisémite de Charles Léandre représentant la supposée hégémonie de la famille Rothschild, couverture du journal Le Rire (16 avril 1898).

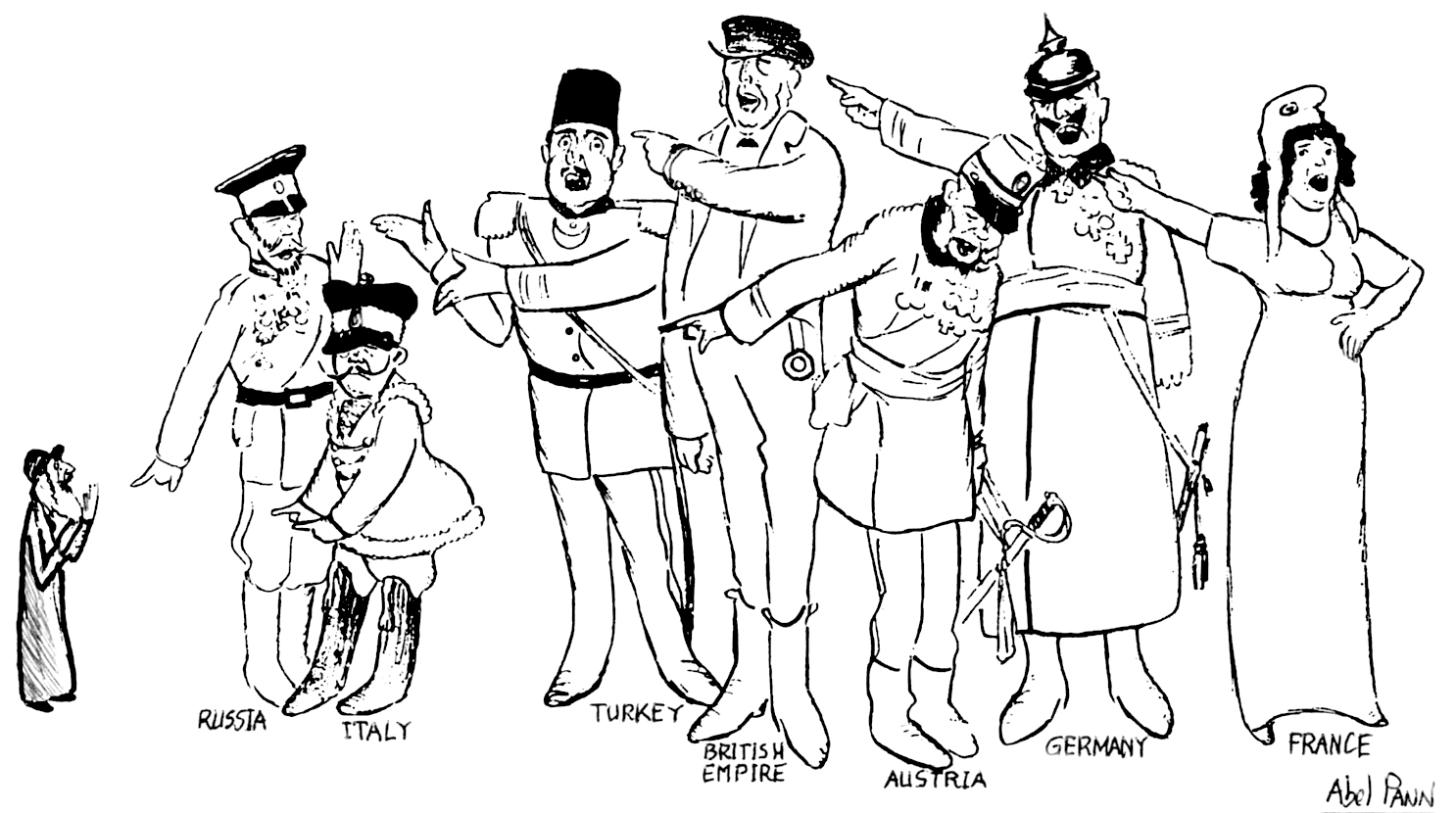
« Le bouc émissaire de l'Europe », dessin d'Abel Pann (1915).

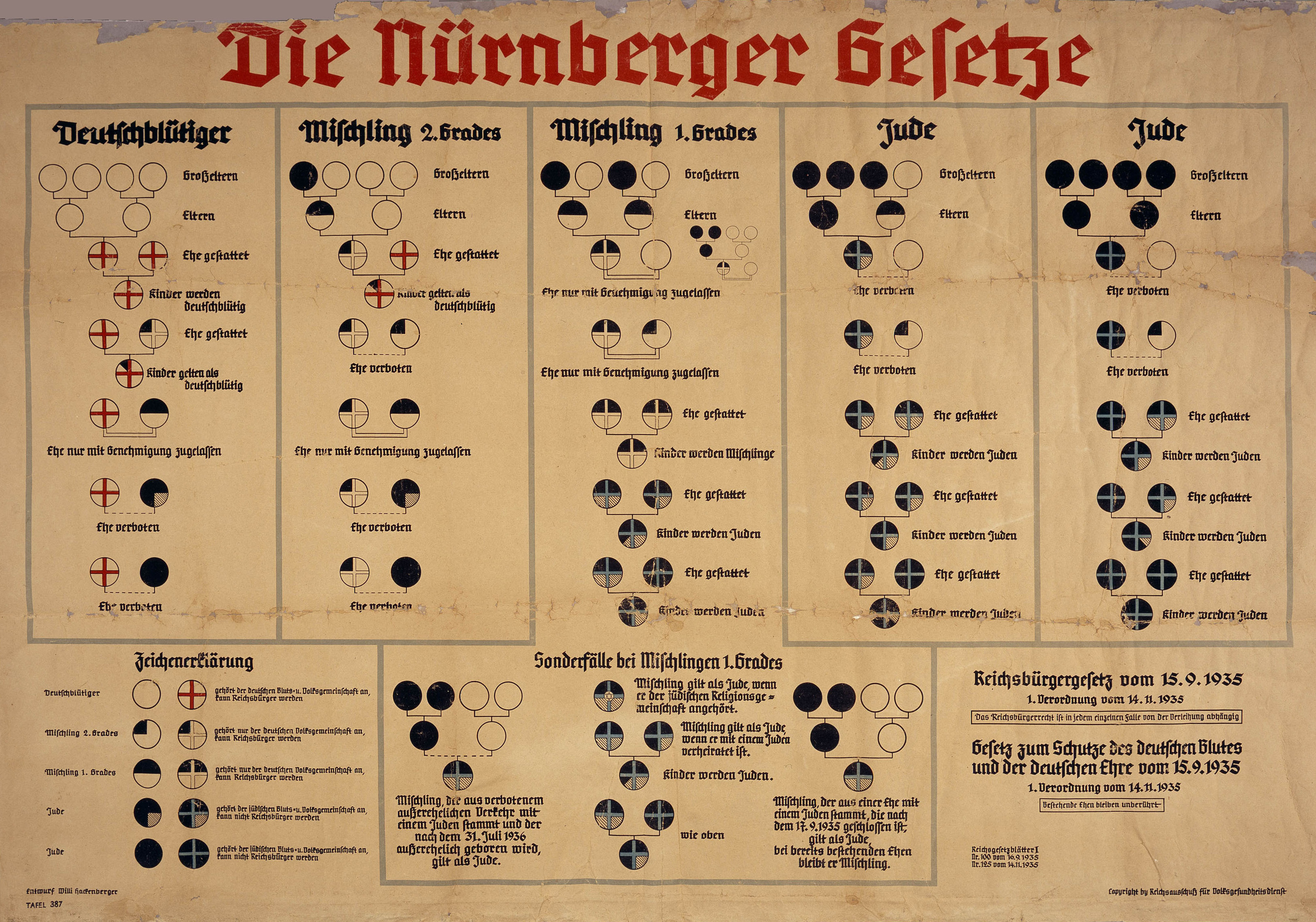
Tableau de 1935 expliquant ce qu'est un Juif d'après les lois de Nuremberg.

L'antisémitisme racial se définit comme la haine des Juifs en tant que groupe racial ou ethnique plutôt que sur des fondements religieux. Il considère que les Juifs sont une race inférieure à celle de la nation dans laquelle ils vivent.
L'antisémitisme racial trouve des occurrences historiographiques dans un phénomène s'apparentant aux lois espagnoles de la pureté de sang (limpieza de sangre) quand, de 1501 jusqu'au XIXe siècle, le fiqh (jurisprudence islamique) des Saffavides de la Perse chiite interdit aux Juifs de sortir par temps de neige ou de pluie, de crainte d'une souillure par eux des éléments et que ces éléments ne souillent à leur tour un musulman. De par leur « impureté » intrinsèque, ils ne peuvent pénétrer dans une boulangerie ou toucher ou acheter des fruits frais afin de ne pas contaminer le lieu ou les aliments. En France, l'ordre des Carmélites inscrit dans ses règlements aux XVIe et XVIIe siècles l'interdiction d'y accepter toute religieuse d'origine juive.
La théorie raciale se développe particulièrement dans les mouvements eugénistes et scientistes de la fin du XIXe siècle et du début du XXe siècle qui considèrent que les « Aryens » (ou le peuple germanique) sont racialement supérieurs aux autres peuples.
Au début du XIXe siècle, des lois entrent en vigueur dans certains pays d'Europe de l'Ouest permettant l'émancipation des Juifs. Ils ne sont désormais plus obligés de vivre dans les ghettos et voient leurs droits de propriété et leur liberté de culte s'étendre. Pourtant, l'hostilité traditionnelle envers les Juifs sur des bases religieuses persiste et s'étend même à l'antisémitisme racial. Des théories ethno-raciales comme celles de l'Essai sur l'inégalité des races humaines (1853-55) de Joseph Arthur de Gobineau participent de ce mouvement. Ces théories placent souvent les peuples blancs européens, et particulièrement la « race aryenne », au-dessus du peuple juif.
Il s'agit donc d'une idéologie laïque prenant le relais du vieil antijudaïsme religieux et s'y substituant. Les nouvelles formes d'hostilité qui s'en manifestent sont donc détachées de toute connotation religieuse, du moins dans la représentation que se fait d'elle-même cette idéologie.
S'inspirant de Gobineau, le Roumain (en) Alexandru C. Cuza (en) considère les Juifs comme relevant d'une « race » biologiquement différente qui empoisonne son pays par sa simple existence, et souligne la base de son idéologie dans les enseignements de l'Église orthodoxe ; ce nouveau type d'antisémitisme est appelé par l'historien Jean Ancel l'« antisémitisme raciste chrétien ».
L'antisémitisme tient une grande place dans l'idéologie nazie d'Adolf Hitler, führer de l'Allemagne nazie de 1933 à 1945. Les nazis, mouvement néo-païen, ne firent d'ailleurs aucune différence entre les Juifs orthodoxes et laïcs, les exterminant qu'ils ignorent leur judéité, qu'ils pratiquent le judaïsme ou soient baptisés chrétiens, voire engagés dans une vie religieuse chrétienne.

### Antisémitisme politique

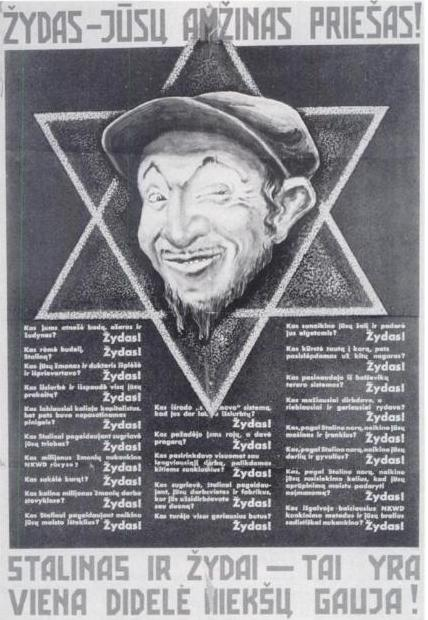
Affiche antisémite et antisoviétique de la propagande nazie, rédigée en lituanien (en haut : « Un Juif est votre ennemi éternel » ; en bas : « Qui a emprisonné des millions de personnes dans les camps de travail ? Un Juif ! »), (1941).

L'antisémitisme politique se définit comme une hostilité envers les Juifs fondée sur leur supposée volonté de s'emparer du pouvoir au niveau national ou mondial, ou leur volonté de dominer le monde au travers d'un « complot international ».
Les Protocoles des Sages de Sion, un faux se présentant comme un plan de « conquête du monde » établi par des Juifs, sont généralement considérés comme le début de la littérature contemporaine de la théorie du complot juif,. Daniel Pipes note que le document développe des thèmes récurrents de l'antisémitisme du complot : « les Juifs complotent toujours », « les Juifs sont partout », « les Juifs sont derrière chaque institution », « les Juifs obéissent à une autorité centrale, les vagues Sages », et « les Juifs sont proches de réussir leur plan ».

L'antisémitisme politique se démocratise particulièrement durant l'entre-deux-guerres à la suite de la révolution russe de 1917, notamment sous l'influence des Russes blancs, avant d'être récupéré par l'idéologie nazie. Il reposait sur l'idée que les « judéo-bolchéviques » tenteraient de prendre le pouvoir en imposant le communisme ou l'anarchisme à travers le monde.

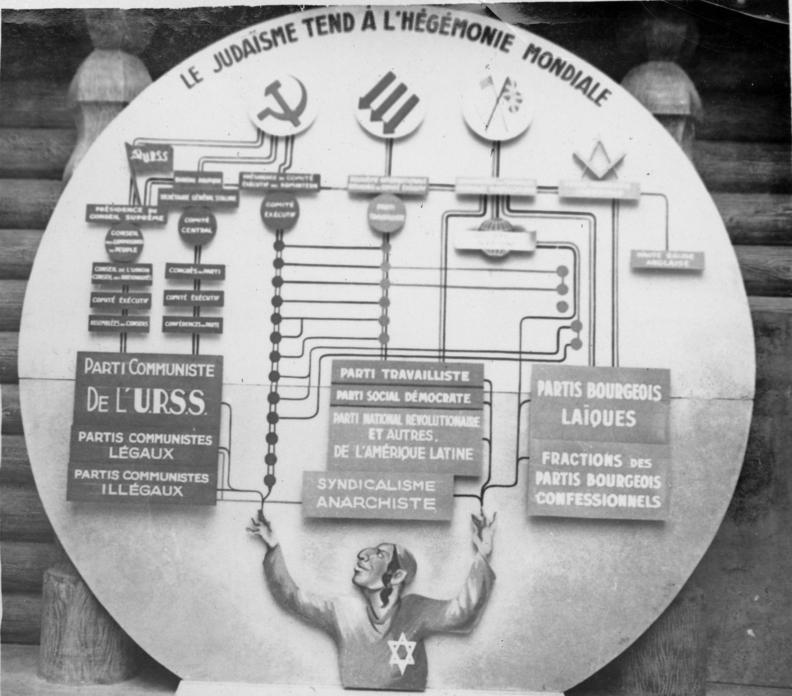
Inscription : « Le Judaïsme tend à l'hégémonie mondiale ».
Les Juifs étaient accusés par les nazis de chercher à s'emparer du pouvoir à travers les partis communistes, le syndicalisme ou l'anarchisme (1942).

Le concept apparaît alors comme un renouvellement de la théorie du complot juif qui se superpose, sans le remplacer, au mythe développé par l'antisémitisme économique du Juif responsable du capitalisme,. Il s'appuie également sur le fait qu'un certain nombre de penseurs ou de révolutionnaires communistes et anarchistes étaient réellement juifs ou d'origine juive : les théoriciens Karl Marx, Rosa Luxemburg, Emma Goldman, Georg Lukacs et Ernest Mandel ; ou bien, en Russie, les cadres bolcheviks Trotski, Martov, Lénine, Sverdlov, Kamenev, Berman, Zinoviev, Kun, Losovski, Radek, ou Iagoda. Ainsi, et pour certains des Russes favorables au régime tsariste, l'assassinat de la famille impériale par les Bolcheviks était forcément l'œuvre d'un « complot juif » et cette interprétation contribua à alimenter le climat antisémite en Russie.
Ce fait a également été repris par l'argumentaire nazi pour justifier l'existence d'un complot judéo-bolchévique visant à dominer l'Europe, et pour réprimer violemment les militants communistes. Les Juifs furent par ailleurs accusés, après la Première Guerre mondiale, d'être les responsables de la défaite allemande. Ce mythe, nommé en allemand Dolchstoßlegende (le « coup de poignard dans le dos »), fut une tentative de disculper l'armée allemande de la capitulation de 1918, en attribuant la responsabilité de l'échec militaire aux Juifs, mais aussi socialistes, aux bolcheviks et la république de Weimar.
Regardant d'un autre côté de la lorgnette politique, le socialiste allemand, August Bebel, disait de l'antisémitisme qu'il est « le socialisme des imbéciles » – expression souvent reprise par ses amis sociaux-démocrates à partir de 1890 et encore de nos jours,.

### Nouvel antisémitisme

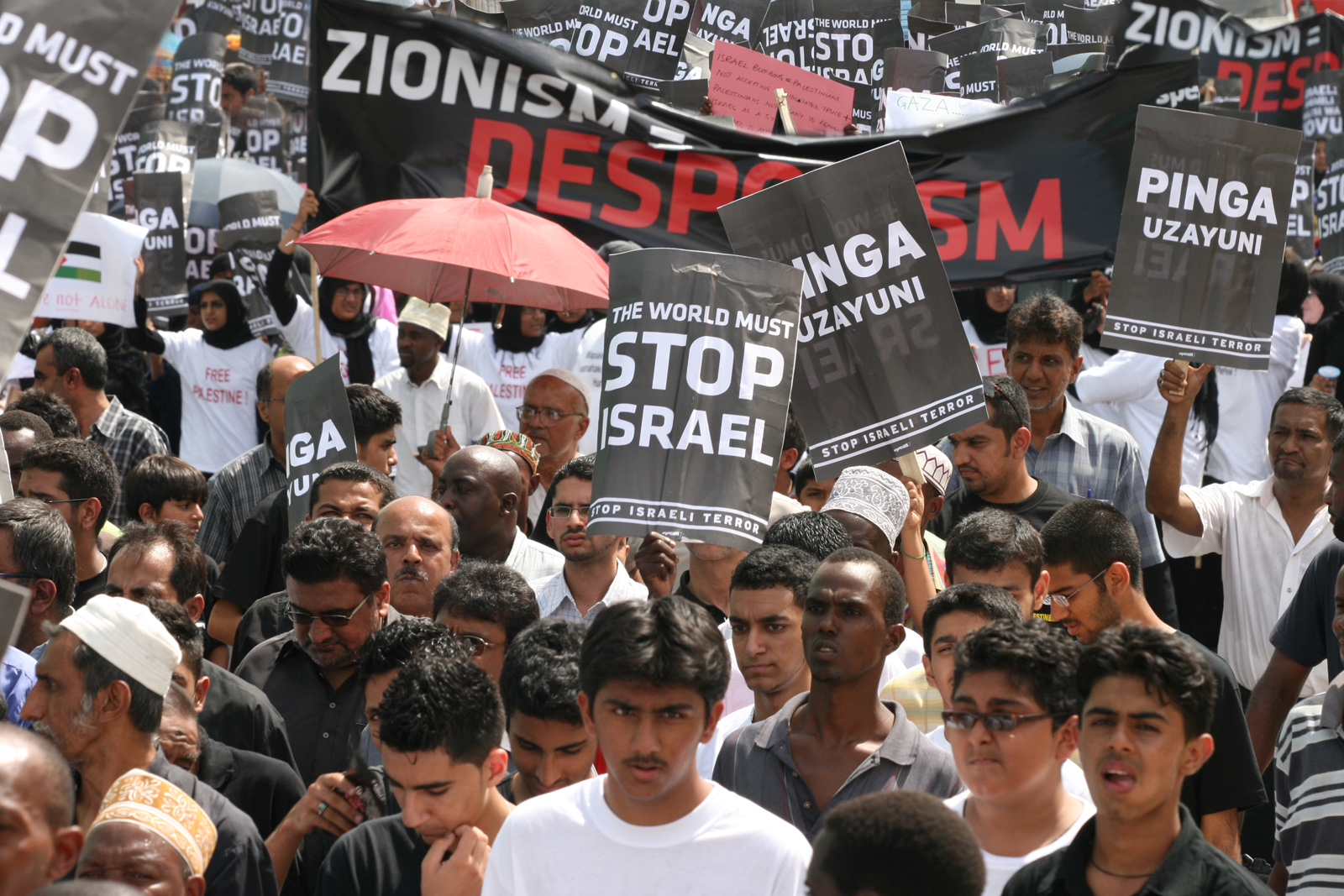
Les théoriciens du nouvel antisémitisme avancent que l'antisionisme peut parfois cacher une idéologie antisémite. Ici une manifestation contre la guerre de Gaza en Tanzanie, 2009.

Dans les années 1990 naît un concept inédit, celui d'un nouvel antisémitisme qui se serait développé aussi bien dans des partis de gauche que de droite, ainsi que dans l'islam radical. Pour certains auteurs, ces « nouveaux antisémites » se cacheraient désormais derrière l'antisionisme, l'opposition à la politique israélienne et la dénonciation de l'influence des associations juives en Europe et aux États-Unis — voire parfois même derrière l'anticapitalisme et l'antiaméricanisme — pour exprimer leur haine des Juifs,,.
Bernard-Henri Lévy réfère le nouvel antisémitisme à trois raisons principales :
1. L'antisionisme : « Les juifs seraient haïssables parce qu’ils soutiendraient un mauvais État, illégitime et assassin »[21].
2. Le négationnisme : « Les juifs seraient d’autant plus haïssables qu’ils fonderaient leur Israël aimé sur une souffrance imaginaire ou, tout au moins, exagérée »[21]. Ainsi, le 4 mai 1961 le député et vice-ministre des Affaires étrangères égyptien Hussein Zulficar Sabri avait disculpé Hitler du massacre des Juifs d'Europe en déclarant « les sionistes firent des promesses mais ne les tinrent jamais, pour obliger Hitler à commettre des crimes et créer une légende permettant d'aboutir, finalement, à la création de l'État d'Israël »[109].
3. La compétition des victimes : Les juifs commettraient « un troisième et dernier crime qui les rendrait plus détestables encore et qui consisterait, en nous entretenant inlassablement de la mémoire de leurs morts, à étouffer les autres mémoires, à faire taire les autres morts, à éclipser les autres martyres qui endeuillent le monde d’aujourd’hui et dont le plus emblématique serait celui des Palestiniens »[21].

Pour l'historien Bernard Lewis, le « nouvel antisémitisme » représente la « troisième vague » ou la « vague idéologique » de l'antisémitisme, les deux premières vagues étant l'antisémitisme religieux et l'antisémitisme racial. Il estime que cet antisémitisme prend ses racines en Europe et non dans le monde musulman, l'islam n'ayant pas la tradition chrétienne d'exagérer la puissance juive. L'obsession moderne vis-à-vis des Juifs dans le monde musulman est donc un phénomène récent qui dérive du Vieux-continent. L'émergence dans certains établissements scolaires de ce nouvel antisémitisme serait donc liée à une montée du communautarisme islamique et à la diabolisation de l'État d'Israël,,,.

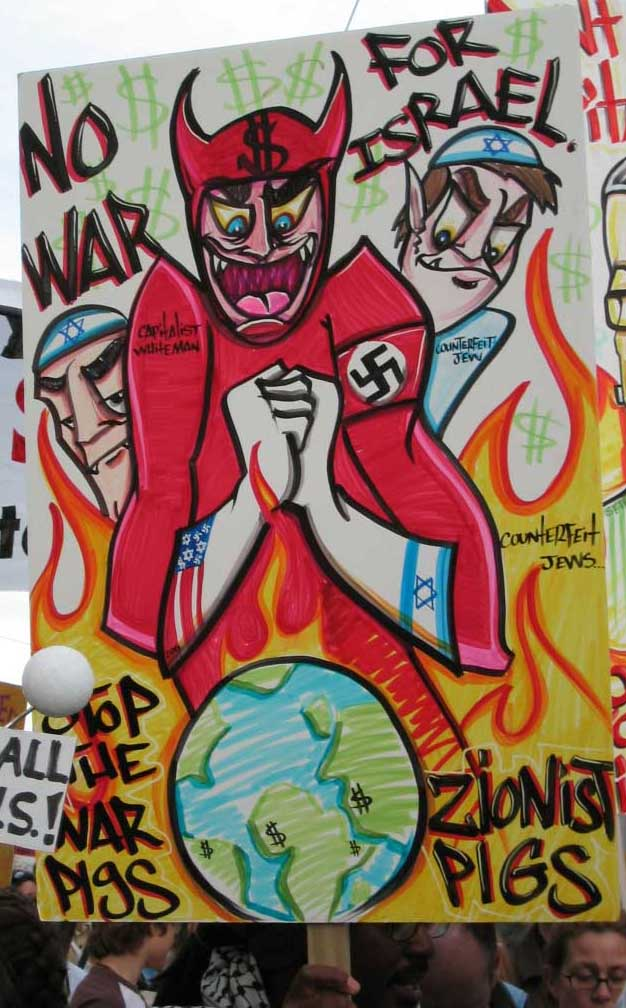
Pancarte « contre la guerre » lors d'une manifestation à San Francisco, États-Unis (2003).

Les critiques du concept de « nouvel antisémitisme » arguent quant à eux qu'il mélange l'antisionisme et l'antisémitisme, qu'il donne une définition trop étroite de la critique faite à Israël et trop large de sa diabolisation, ou encore qu'il exploite l'antisémitisme dans le but de faire taire le débat sur la politique israélienne. Pour Norman Finkelstein, par exemple, le « nouvel antisémitisme » est un argument utilisé périodiquement depuis les années 1970 par des organisations telles que la Ligue antidiffamation (équivalent américain de la LICRA) non pour combattre l'antisémitisme, mais plutôt pour exploiter la souffrance historique des Juifs et le traumatisme de la Shoah dans le but d'immuniser Israël et sa politique contre d'éventuelles critiques ». Pour appuyer cette thèse, il cite le rapport de 2003 de l'Observatoire européen des phénomènes racistes et xénophobes qui inclut, dans sa liste d'activités et de croyances antisémites, des images du drapeau palestinien, le support à l'OLP, ou la comparaison entre Israël et l'Afrique du Sud du temps de l'apartheid. Finkelstein soutient par ailleurs que les dérives de l'antisionisme vers l'antisémitisme sont prévisibles et non spécifiques aux Juifs : le conflit israélo-palestinien contribue au développement de l'antisémitisme tout comme les guerres du Vietnam et d'Irak ont contribué à la montée de l'antiaméricanisme dans le monde.
La difficulté de dessiner une frontière précise entre antisémitisme et antisionisme est illustrée par le fait que l'essayiste Alain Soral — condamné par la justice pour injure raciale, provocation et incitation à la haine raciale — et l'humoriste Dieudonné — dont la condamnation pour démonstration de haine et d’antisémitisme en France a été confirmée par la Cour européenne des droits de l'homme — sont accusés par les médias et une partie de la classe politique française de se dissimuler derrière la critique du sionisme et du pouvoir supposé d'un lobby juif pour diffuser des idées antisémites,. Soral, plusieurs fois condamné pour ses propos, se défend de ces accusations en affirmant ne pas fustiger ce qu'il nomme les « Juifs du quotidien » — ou la communauté juive dans son ensemble —, ou encore les courants spirituels du judaïsme, mais faire la critique de la « domination d'une élite communautaire juive organisée » en France et aux États-Unis ; de la politique israélienne en Palestine ; ainsi que des valeurs de ce qu'il nomme la « philosophie talmudo-sioniste », perçue par l'essayiste comme une lecture « belliqueuse » et « racialiste » de la Torah. Alain Soral avance, par exemple, que si un « Juif spiritualiste » traduit dans l'expression biblique de « peuple élu » une alliance entre Dieu et un « peuple choisi », invité à devenir un modèle de moralité pour les autres peuples, un « Juif racialiste » y lirait une preuve de la supériorité raciale et divine des Juifs sur le reste de l'humanité.
La définition de l'antisémitisme adoptée par le Parlement européen ne mentionne pas explicitement l'antisionisme. Toutefois, l'un des exemples d'antisémitisme qui l'accompagnent est le suivant : « Refuser au peuple juif son droit à l'autodétermination par exemple en affirmant que l'existence d'un État d'Israël est une entreprise raciste ».
Pour sa part, le sociologue Shmuel Trigano considère que « l'usage courant qui est fait du mot " juif " dans le discours public relève souvent d'une véritable pathologie ».

## Histoire
Selon les textes religieux hébraïques composés au fil des siècles et en voie de fixation vers le Ier siècle av. J.-C., l'oppression des Juifs en tant que peuple a existé de longue date : ils présentent le peuple hébreu se constituant dans sa résistance contre l'oppression des Égyptiens. Les textes relatent ensuite les attaques répétées auxquelles le peuple juif doit faire face pour préserver son indépendance et le caractère singulier de sa foi.
Pour les historiens contemporains, ces éléments n'ont pas de valeur historique et Jules Isaac ne relève ainsi aucune « trace authentique, incontestable de l'antisémitisme prétendu éternel » jusqu'au IIIe siècle av. J.-C. Selon les travaux de Léon Poliakov, le phénomène remonte cependant bien au monde gréco-romain, particulièrement à l'Égypte ptolémaïque. La nature précise de l'hostilité dont les juifs sont alors l'objet, particulièrement à Alexandrie, théâtre de luttes factieuses, fait toutefois encore l'objet de débats,.

### Antiquité

#### Antiquité gréco-romaine
Selon l'historien Léon Poliakov, il n'existe aucune trace d'antisémitisme dans l'Antiquité avant le IIIe siècle av. J.-C., et le foyer de cet antisémitisme est l'Égypte ptolémaïque. Encore peut-on ajouter, avec Jules Isaac, qu'il s'agit moins d'une hostilité envers les Juifs en tant que tels que d'une « haine envers les Asiatiques », ces derniers étant des Orientaux au sens large, et non pas seulement des Juifs. Néanmoins, des égyptologues comme Jean Yoyotte proposent des origines égyptiennes aux premières formes d'antisémitisme/antijudaïsme, remontant selon les auteurs à une période plus ou moins ancienne, à l'instar de son confrère Jan Assmann ou plus tardive, comme Alain-Pierre Zivie. Plusieurs chercheurs voient dans une lettre privée du Ier siècle av. J.-C. adressée à un habitant de Memphis le témoignage le plus ancien de l'expression de l'existence d'un sentiment antisémite au sein de la chôra égyptienne qui pourrait, selon certains chercheurs, avoir ses racines dès avant la conquête gréco-macédonienne.
Les premières expressions historiquement attestées de la « haine contre les juifs » se trouvent rassemblées dans le Contre Apion, un ouvrage de l'historien juif et citoyen romain Flavius Josèphe qui rassemble vers la fin du Ier siècle apr. J.-C. une anthologie des textes d'auteurs de l'Égypte gréco-romaine, parmi lesquels des détracteurs des Juifs, particulièrement alexandrins. Ainsi, dès le IIIe siècle av. J.-C., Manéthon propose une sorte de « contre-Exode » qui propage des fables à leur encontre, notamment celle suivant laquelle les Hébreux auraient été des lépreux chassés d'Égypte. Ces accusations, infamantes alors, sont néanmoins à contextualiser dans le cadre des tensions communautaires qui opposent à Alexandrie notamment les juifs hellénisés aux Égyptiens dont le culte animal est l'objet d'une véritable répulsion par les premiers. On peut noter qu'au-delà de l'hostilité sur une base religieuse qui relève de l'antijudaïsme, l'association de critères physiques trace peut-être les contours d'une forme d'antisémitisme antique.
Les violences généralisées contre les juifs n'apparaissent que sous la domination romaine. Au Ier siècle apr. J.-C. les Juifs d'Alexandrie réclament auprès des autorités romaines le droit de cité auquel les Grecs alexandrins s'opposent. Les tensions communautaires dégénèrent, la communauté juive est l'objet de persécution par le préfet d'Égypte Flaccus et la ville est le théâtre d'une crise inter-ethnique en 38 qui se traduit par de violentes émeutes contre les juifs, qui seraient qualifiées aujourd'hui de « pogroms ». Les affrontements intercommunautaires deviennent monnaie courante et un nouveau pogrom se déroule en 66, sous les ordres de Tiberius Julius Alexander, lui-même d'origine juive.

##### La période hellénistique

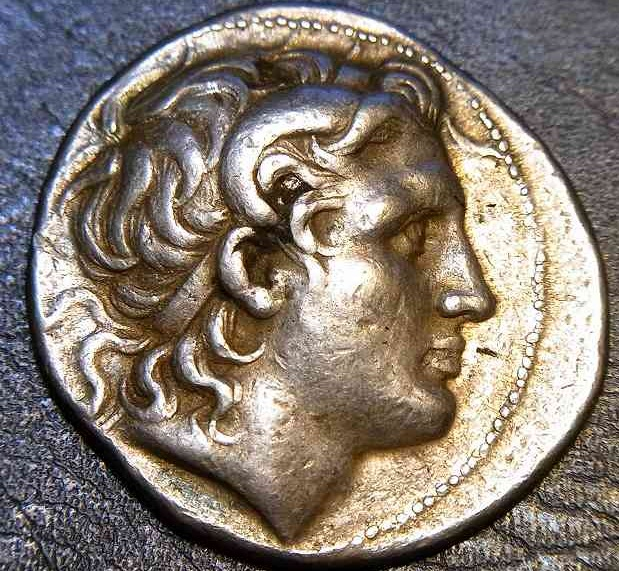
Portrait d'Alexandre le Grand sur un tétradrachme d'argent émis par Lysimaque (297-281 av. J.-C.)

Alexandre le Grand (356 - 323 av. J.-C.) est l'initiateur de la présence juive à Alexandrie d'Égypte, en tant que fondateur de cette ville. L'un de ses généraux, qui lui succède comme souverain en Égypte, Ptolémée Ier, fait venir des Juifs pour peupler la nouvelle cité. La Cœlé-Syrie se trouvant sous influence Lagide jusqu'à la 5e guerre de Syrie. À Alexandrie, ils forment une entité politique séparée : ils occupent deux quartiers sur cinq de la ville hellénistique, ils sont responsables devant une juridiction spécifique, l'ethnarque, s'occupant de commerce, ils édifient rapidement de grandes fortunes (ce qui fait dire qu'ils sont avides d'or) : ils se voient confier plusieurs fermes des impôts par les Lagides durant le IIIe siècle. Formant des communautés fermées, en lien les unes avec les autres à l'échelle du monde méditerranéen, ils doivent non seulement faire face à l'animosité populaire : animosité contre le percepteur, contre leur richesse mais aussi des prêtres et des philosophes : Le Stoïcien Apollonius Molon les accuse d'anthropophagie rituelle, les Sophistes leur reprochent de falsifier des textes grecs, ce qui, selon le journaliste Bernard Lazare, semble ne pas être sans fondement.

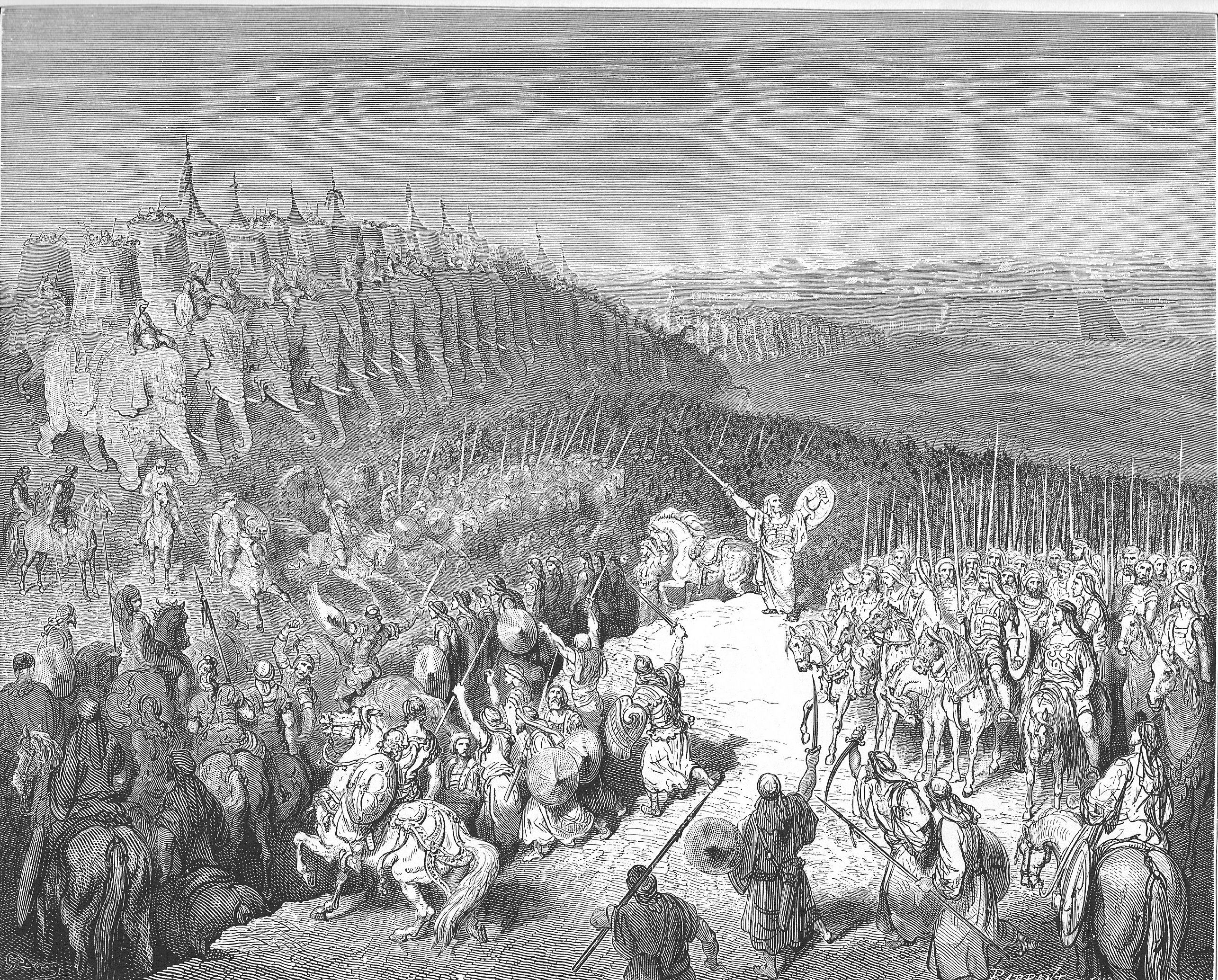
« Judas Maccabeus devant l'armée de Nicanor » (1 Macc. 7:26-32) par G. Doré

Les persécutions contre les Juifs en tant que telles sont rares et ne peuvent jamais être attribuées à un antisémitisme d'État. C'est ainsi que la première persécution connue de la religion juive est perpétrée par Antiochos IV Épiphane, descendant de l'un des généraux d'Alexandre le Grand. Les Juifs se sont révoltés contre lui et ont vaincu les Grecs sous la direction des Maccabées. Les motivations principales de cette « crise macchabéenne » ne sont pas nécessairement religieuses. Cette crise résulte de la conjonction entre une crise politique au sein des élites judéennes pour le contrôle de la Grande Prêtrise d'Israël (conflits entre les Oniades, descendants légitimes du grand prêtre Josuè, et les Tobiades, famille puissante mais privée de pouvoir politique) et les conflits entre les grands empires (séleucides, lagides, puis plus tard romains) qui se déchirent pour le partage du Proche-Orient ancien.
Les persécutions d'Antiochos IV n'interviennent pas soudainement, elles suivent la dégradation de la situation politique à Jérusalem où les rivalités internes à la société juive et les pressions économiques des souverains séleucides ont déjà plongé le pays dans la guerre civile. La dynastie hasmonéenne tire parti de ces oppositions et fonde la dernière dynastie des Hébreux. Ces événements ont par la suite symbolisé au sein de la communauté juive la résistance des Juifs face aux persécutions des « païens » et ont été à l'origine de la fête juive de Hanoucca.

##### L'Empire romain
Au Ier siècle av. J.-C., les Romains occupent la terre d'Israël et soumettent les Juifs. Si les Romains détruisirent le second temple de Jérusalem, on ne peut parler initialement d'antisémitisme, puisque les Romains appliquaient le même procédé (répression des causes de désordre public) à nombre de peuples conquis. Néanmoins en 60 av. J.-C., Cicéron, dans un procès célèbre, décrit le judaisme comme une barbara superstitio, incompatible donc avec la Majesté du peuple romain.
Les Romains sont dans l'ensemble assez tolérants en matière religieuse, n'exigeant pas des populations conquises qu'elles abandonnent leurs cultes, mais ils sont heurtés, comme une bonne part de l'Antiquité polythéiste, par l'aniconisme des Juifs. Après la sacralisation de l'Empereur, le refus de ceux-ci de sacrifier à son culte, que le judaïsme rejette absolument, selon le principe de l'exclusivisme monothéiste, est incompréhensible pour la plupart des peuples de l'Antiquité (sauf par les zoroastriens). Par ailleurs, les autorités romaines ne peuvent appliquer l'Interpretatio romana au judaïsme, ce qui était une cause de tension.
Néanmoins les Romains, en administrateurs pragmatiques, adaptent certaines de leurs coutumes aux Juifs, les dispensant ainsi partiellement du Culte impérial, privilège qui suscite des jalousies. Certains juifs peuvent devenir citoyens romains, à l'exemple de Paul de Tarse ou de Flavius Josèphe, et peuvent même accéder aux magistratures en acceptant de sacrifier aux dieux, à l'instar de Tiberius Julius Alexander. D'après Tacite et Flavius Josèphe, 4 000 Juifs furent exilés en Sardaigne. Plus tard, Titus Flavius Clemens, un consul de la famille impériale des Flaviens aurait été exécuté pour ses sympathies envers le judaïsme ou le christianisme. À la même époque le Contre Apion de Flavius Josèphe montre l'existence d'un antisémitisme structuré et ancien en Égypte.
L'attitude répressive des Romains est également exprimée par Titus écrasant la Judée lors de la première guerre judéo-romaine (entre 66 et 73) et surtout par Hadrien changeant le nom romain de « Judée » de cette partie de province que les rebelles juifs nomment « Israël » dans leurs monnaies, en celui de « Syria Palestina » (ou terre des Philistins), ce qui pourrait dénoter une orientation vers l'antijudaïsme dans une guerre de maintien de l'ordre dirigée contre des rébellions juives. Lors de la persécution des chrétiens dans l'empire romain, ceux-ci avaient d'abord été considérés comme une faction juive, les premiers chrétiens dont Jésus et les apôtres, étant juifs. Suétone rapporte que « les juifs » fomentaient des troubles « à l'instigation d'un certain Crestus » (souvent lu Cristos), mais juifs et chrétiens furent ensuite progressivement distingués les uns des autres notamment en raison de l'existence du Fiscus judaicus (impôt pour les Juifs) et de la réaction des synagogues qui rejetèrent de plus en plus les juifs reconnaissant Jésus comme Messie biblique et refusant la circoncision.

##### L'empire chrétien

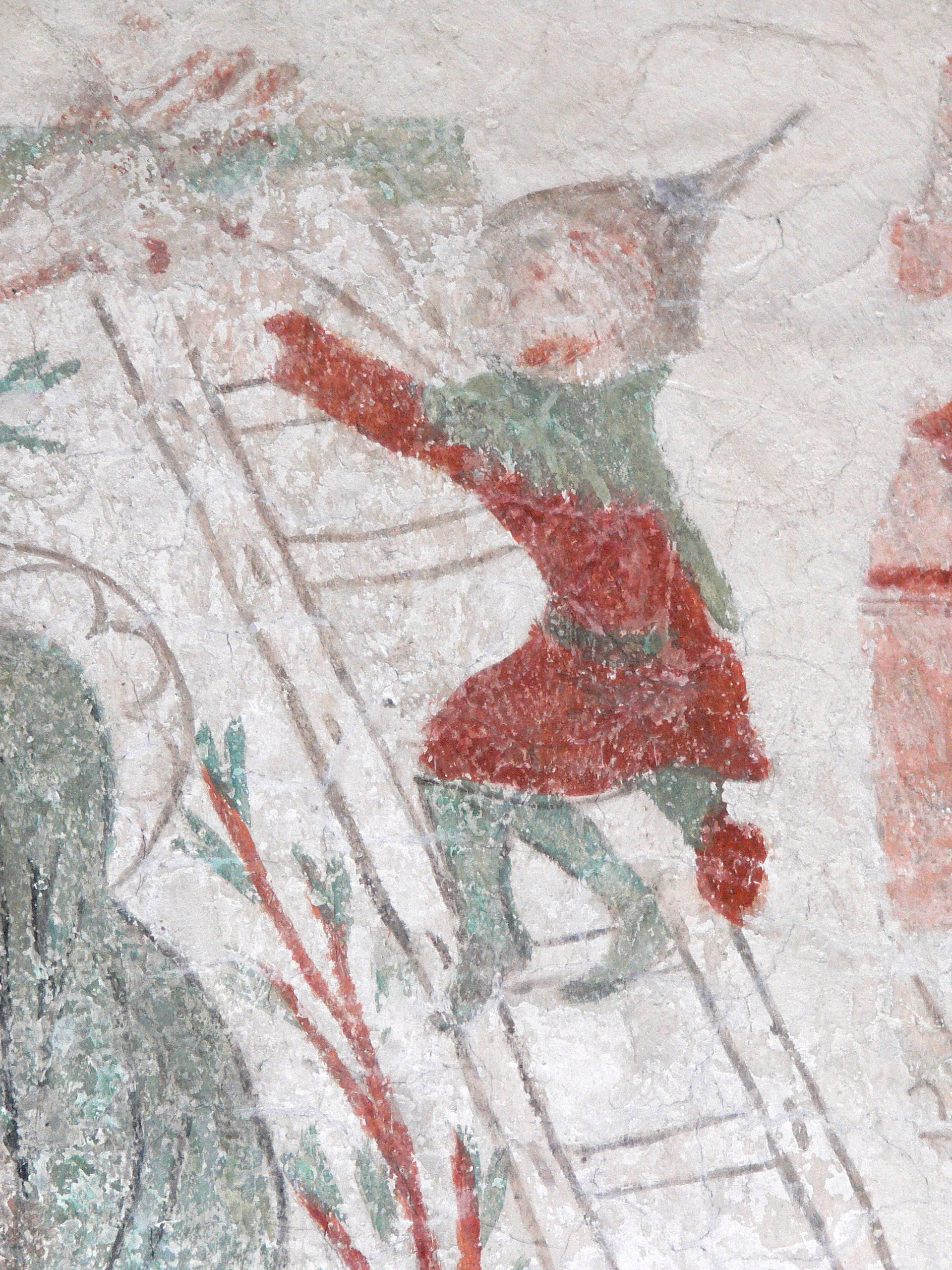
Juif (portant le judenhut) représenté comme le bourreau de Jésus sur une peinture murale gothique de l'église de Bunge en Suède

Au sein de la chrétienté, une opposition va se faire autour de deux passages de Paul de Tarse.

Dans la Première épître aux Thessaloniciens, en effet, il considère les Juifs comme déicides et « ennemis de tous les hommes » : 

« Car vous, frères, vous êtes devenus les imitateurs des Églises de Dieu qui sont en Jésus-Christ dans la Judée, parce que vous aussi, vous avez souffert de la part de vos propres compatriotes les mêmes maux qu’elles ont souffert de la part des Juifs.
Ce sont ces Juifs qui ont fait mourir le Seigneur Jésus et les prophètes, qui nous ont persécutés, qui ne plaisent point à Dieu, et qui sont ennemis de tous les hommes, nous empêchant de parler aux païens pour qu’ils soient sauvés, en sorte qu’ils ne cessent de mettre le comble à leurs péchés. Mais la colère a fini par les atteindre. »

— 1Th 2:14-16
Il écrit pourtant dans l'épître aux Romains (Rm 11) que les Juifs sont « chers à Dieu », en précisant notamment (Rm 11:28-29) : « Ils sont aimés à cause de leurs pères. Car Dieu ne se repent pas de ses dons et de son appel. »
Paul était juif lui-même, ce qui peut aussi expliquer une plus grande liberté de ton quand il s'adresse directement à eux (1Th), que lorsqu'il en parle aux Romains convertis (Rm).
Dans la pratique, le pouvoir romain devenu chrétien sait utiliser les deux attitudes en fonction de ses intérêts du moment. Dans un premier temps, l'antijudaïsme est d'ordre spirituel : la religion officielle véhicule l'idée que le judaïsme peut être intrinsèquement pervers. Les premiers chrétiens étant juifs, ils rejettent leur ancienne religion.

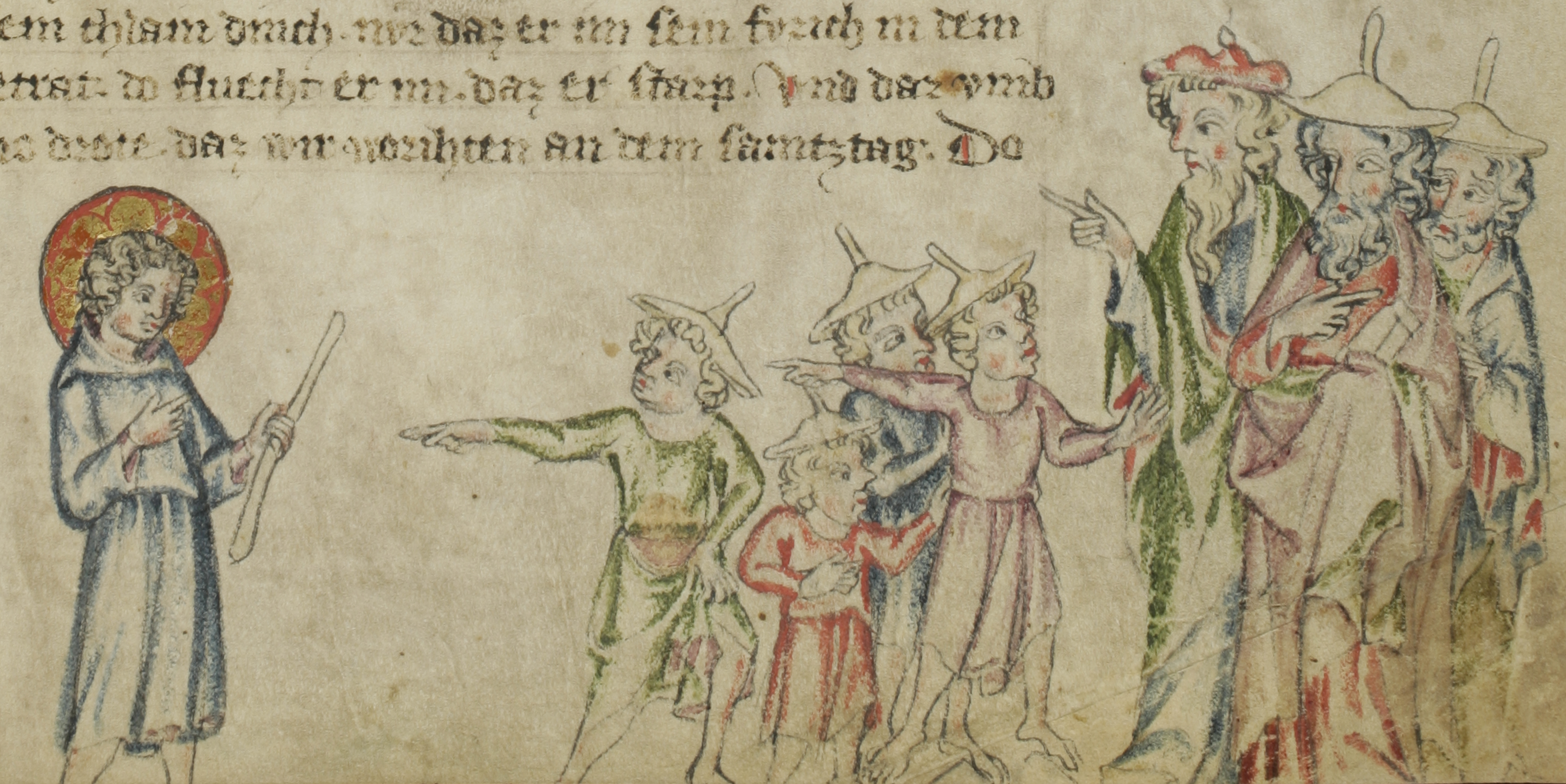
Les enfants juifs (portant le judenhut) se plaignent de Jésus auprès des adultes, Évangile de l'enfance selon Thomas, Klosterneuburger Evangelienwerk, Autriche (v. 1340).

Par ailleurs, la continuité de l'existence des Juifs (« Ancien Israël ») aux côtés de la nouvelle religion (« Nouvel Israël ») est perçue comme la négation factuelle de l'authenticité du message évangélique. Elle remet en cause la théologie de la substitution, d'où le harcèlement envers les Juifs. Une partie du clergé et des théologiens les présentent comme un peuple déicide, coupable collectivement de la mort de Jésus de Nazareth. Les Juifs sont alors considérés comme destinés à se convertir au christianisme et, sous cette condition seulement, à participer à la Parousie.
Selon Jules Isaac :

« L'avènement de l'Empire chrétien au IVe siècle a eu pour effet immédiat de renforcer et développer l'action (ou la réaction) antijuive, par l'étroite union des pouvoirs politiques et religieux. »

L'historien pointe ainsi certains Pères de l'Église « appliqués à traîner leurs adversaires dans la boue » ; par exemple, Jean Chrysostome (Adversus Judaeos) crée le mythe antisémite d'une « cupidité » des Juifs. À cette période, « par la volonté de l'Église, [le Juif] est devenu l'homme déchu ; on pourrait déjà dire l'homme traqué ».

### Moyen Âge
Plus encore que l'accusation de déicide, ce qui fut âprement reproché aux Juifs par les chrétiens fut leur refus de se convertir à la foi nouvelle et de reconnaître Jésus comme messie. Seuls les Juifs baptisés étaient laissés en paix et certains convertis devinrent d'ailleurs d'actifs prosélytes chrétiens, jouant souvent à leur tour un grand rôle dans les campagnes antijuives : ainsi, l'archevêque Julien de Tolède, au VIIe siècle, lui-même d'origine juive, mena activement campagne pour la conversion forcée de ses anciens coreligionnaires en Espagne wisigothique.

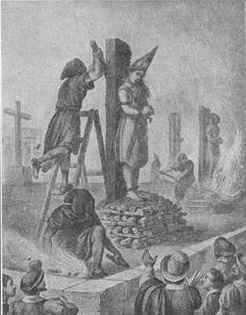
Exécution au Mexique en 1596 de Francisca de Carvajal, une juive convertie de force, accusée d'être restée secrètement fidèle au judaïsme (1601).

Au haut Moyen Âge, ainsi que le montre Bernhard Blumenkranz, la population chrétienne paraît généralement coexister avec les juifs sans grand problème. Parfois même, elle les soutient. Lorsque le juif Priscus est tué à Paris, en 582, par Pathir, devenu chrétien depuis peu, Pathir doit se réfugier avec ses domestiques dans l'église de Saint-Julien-le Pauvre. Il réussit à s'enfuir, mais l'un de ses serviteurs est sauvagement tué par la foule.
Cependant, dès 633, le IVe concile de Tolède publie, parmi ses décisions, le canon 57 à propos des juifs :

« Au sujet des juifs, le Saint Concile a prescrit que nul désormais n'utilise la violence pour faire des conversions… Mais ceux qui ont déjà été obligés de venir au christianisme…du fait qu’il est sûr que recevant les sacrements divins et baptisés ils ont eu la grâce, qu'ils ont été oints du chrême et qu'ils participent de la chair et du sang du Christ, ces hommes-là, il importe de les obliger à conserver leur foi, même s'ils l'ont reçue de force. »

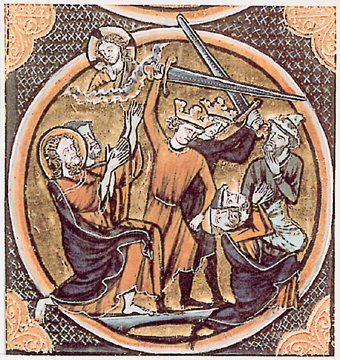
« Exécution des Hébreux » lors de la première croisade, illustration d'une Bible moralisée (ap. 1250).

Au cours du haut Moyen Âge, les juifs ne jouissent pas des mêmes droits que les chrétiens. Toutefois, les expulsions ou menaces d'expulsion proviennent avant tout du clergé et rarement du souverain. Au Xe siècle, le pape Léon VII, répondant à l'archevêque de Mayence qui lui demande s'il faut contraindre les juifs au baptême ou plutôt les expulser, lui recommande de leur prêcher, mais de ne pas les obliger au baptême, tout en les menaçant de l'exil s'ils ne se convertissent pas.
Au début du XIe siècle, un mouvement que rapporte Raoul Glaber annonce de futures persécutions. Ce mouvement aurait éclaté en France et en Italie pour répliquer à une prétendue collusion entre juifs et le sultan Al-Hakim. Les juifs d'Orléans auraient prévenu le sultan que s'il ne détruisait pas le Saint-Sépulcre, les chrétiens viendraient conquérir son royaume.

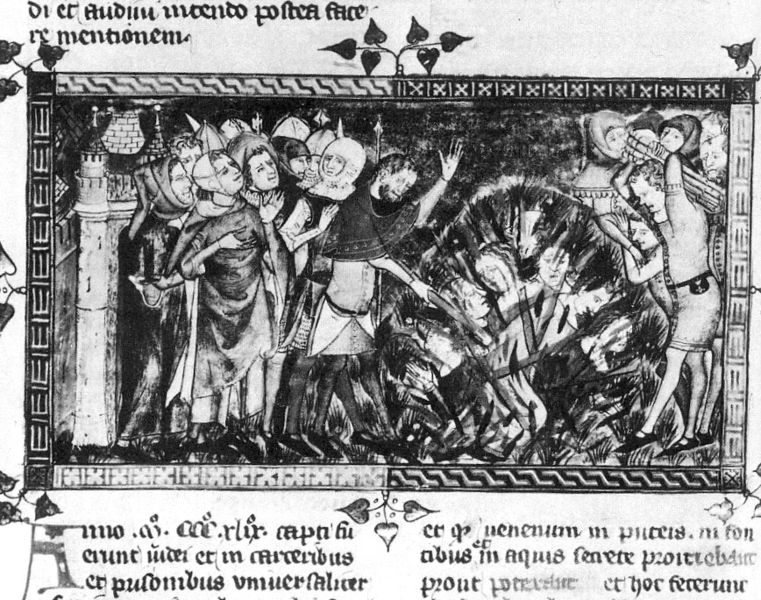
Juifs brûlés lors de la peste noire (1349)

Le juif qui vit en marge de la société chrétienne peut désormais être considéré comme un être maléfique. Quand, en 1020, le jour du vendredi saint, un tremblement de terre détruit Rome, les juifs en sont rendus responsables. La persécution est le fait tout à la fois du pouvoir civil et religieux. L'Église imposa peu à peu aux autorités civiles la relégation des Juifs au ban de la société. Ils vivent souvent reclus dans des ghettos. L'aboutissement de cette évolution fut les massacres perpétrés par la population chrétienne dans toute l'Europe, quels qu'en soient les motifs originels allégués (croisades, épidémies de peste, rumeurs de meurtres rituels d'enfants chrétiens…).
C'est encore un pape, Innocent III, dont on dit qu'il est « le père de l'antisémitisme », qui imposa, le premier, le port d'un signe distinctif (signum) aux Juifs au tournant des XIIe – XIIIe siècle lors du concile de Latran : notamment un vêtement jaune ou la rouelle. Néanmoins, l'Église essaya parfois de limiter les violences contre les Juifs, qu'elle avait suscitées. Ainsi, quand Innocent III eut vent de ces violences infligées aux juifs à cause du signe distinctif qu'il leur avait imposé et les ayant conduits à une exposition dangereuse face à la population civile, demanda-t-il ensuite aux évêques de France de « laisser les juifs porter des vêtements par lesquels ils peuvent être distingués des chrétiens, mais pas de les forcer à en porter de tels qui pourraient mettre leur vie en péril ». En France néanmoins, les juifs étaient particulièrement protégés dans le Comtat Venaissin (territoire papal).
Nombre de professions furent interdites aux Juifs. Ils furent exclus de toute fonction administrative, et surtout des corporations de métiers, des guildes et des confréries religieuses. Il leur était interdit de posséder des terres pour les cultiver. Ils vivaient donc dans les villes où ne leur restaient comme possibles activités que celles qui étaient précisément interdites aux chrétiens. Si bien qu'ils furent repoussés de presque tous les métiers, et contraints principalement de s'orienter vers le commerce et le prêt à intérêt, souvent interdit aux chrétiens d'Occident et aux musulmans. On attribue à l'interdiction par les évêques du prêt à intérêt à Rome, une part de responsabilité dans la crise économique qui se termina par sa chute. Constantinople n'eut pas ces scrupules et accueillit nombre de Juifs chassés d'Espagne qui contribuèrent largement à la réussite de l'Empire ottoman.
Par exception, les Juifs pratiquaient aussi l'artisanat d'art (orfèvrerie, la taille des pierres précieuses) et la médecine : c'est ainsi que des professeurs juifs de l'université de Montpellier ou des médecins en Espagne, pratiquaient secrètement la dissection (interdite par l'Église) afin d'améliorer les connaissances du fonctionnement du corps humain.

La répression et les expulsions des Juifs concernent avant tout l'Angleterre, la France et l'Empire germanique, car l'Espagne connaît un décalage d'un siècle par rapport à ces pays tandis qu'en Italie, les relations judéo-chrétiennes restent bien meilleures. 

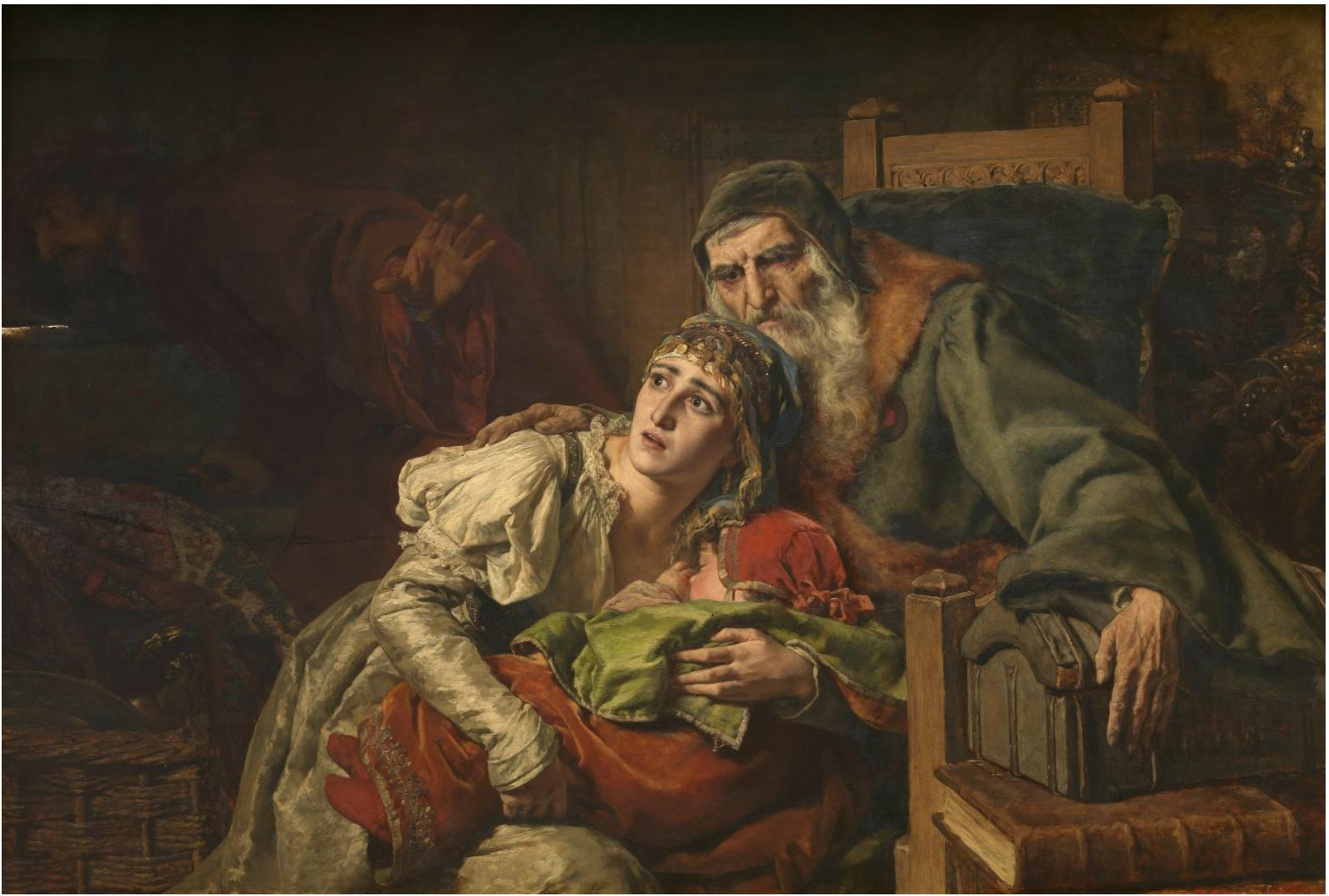
Les Juifs au Moyen Âge, huile sur bois, K. Ooms, Anvers (1890).

Au Moyen Âge, les Juifs donnèrent à l'Europe de nombreux savants, et furent des traducteurs et importateurs des textes anciens, grecs en particulier, qu'ils traduisirent, commentèrent et permirent ainsi à l'Europe de les découvrir. Ils traduisirent également à partir de la langue arabe, lors de la grande période de l'Espagne andalouse (Al-Andalus) où les échanges entre intellectuels juifs et musulmans atteignirent leur plus haut niveau lors de la Convivencia. Cette époque fut aussi celle de la traduction des textes d'Aristote (1120-1190), qui mobilisa des équipes composées de confessions des religions monothéistes, à Tolède, et dans quatre villes d'Italie (Pise, Rome, Palerme, Venise). Elle fut à l'origine de la Renaissance du XIIe siècle.
Au concile de Trente au XVIe siècle, l'Église catholique remet en question l'accusation de déicide contre le peuple juif en précisant que le déicide est le chrétien qui renie le Christ par ses actes.

### L'antijudaïsme islamique
D'après l'écrivain et historien du judaïsme André Chouraqui, « Si leur sort fut souvent peu enviable, il convient de dire cependant qu'ils [les Juifs] furent relativement mieux traités par l’Islam que par la Chrétienté : jamais les Musulmans ne commirent rien qui rappelât les excès de l’Inquisition, de l’Expulsion d’Espagne, ou, dans l’Europe moderne, l’horreur des camps de concentration et des fours crématoires ». En effet, les Juifs vivant en terre d'islam furent souvent sujet à une marginalisation et une perception négative, parfois à des persécutions, mais également, pour certains, à une relative intégration au sein du tissu politique et administratif.

#### Les relations entre juifs et musulmans lors de l'émergence de l'islam

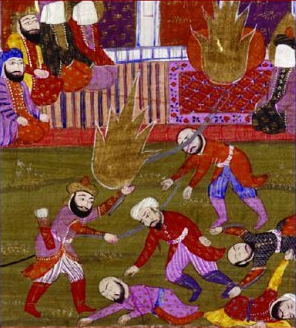
Massacre par les tout premiers Musulmans des Banu Qurayza, une tribu juive de Médine en 627 (gravure du XVIIIe siècle).

À l'époque de Mahomet, à Médine et dans la péninsule Arabique vivaient des tribus juives que Mahomet s'efforça d'abord de convertir à l'islam. La très grande majorité n'acceptent pas cette religion tandis que de grands débats émergent parmi les Juifs quant au caractère prophétique du prêcheur musulman. Il finit par les combattre et les chasser, allant jusqu'au massacre, comme dans le cas des hommes de la tribu des Banu Qurayza.
La position de Mahomet à l'égard du judaïsme est de considérer certaines prescriptions mosaïques comme étant en réalité coraniques et que les textes saints ont été falsifiés par les Juifs.
Ainsi, le prophète de l'islam prêche-t-il aux Juifs que l'islam est la véritable religion révélée à l'ensemble des prophètes du judaïsme, tandis que les saintes écritures juives, à savoir la Bible, ont été falsifiées par des religieux juifs puis chrétiens au fil des années. Le Coran, selon les musulmans, vient rectifier ces falsifications. Pour ce qui est de l'Alliance scellée avec le peuple d'Israël, celle-ci devient étendue à l'islam, bien que le livre des musulmans ne fasse pas mention d'une alliance exclusive auprès d'Isaac mais désigne, sans le nommer, l'un des fils d'Abraham comme promis à l'immolation.
Toutefois, lors de la signature de la Constitution de Médine, le prophète de l'islam scelle l'intégration à part entière des juifs au sein de la Oumma, la communauté de croyants, garantissant ainsi le respect de la liberté des juifs à pratiquer leur religion.
Les persécutions contre les juifs dans le monde musulman apparaissent surtout après la mort du prophète musulman en 632. C'est toutefois en terre d'islam, en Espagne sous domination musulmane, que voit le jour un âge d'or de la culture juive long de plusieurs siècles durant lesquels les Juifs ont connu un essor religieux, culturel, social et intellectuel,,,. Cet âge d'or est depuis les années 2000 sujet à débats.
L'essor de l'islam, dès 610, permet dans un premier temps au judaïsme oriental de s'émanciper de la chrétienté triomphante, notamment du fait du retour en force progressif de l'empire byzantin.

#### Le statut dedhimmides juifs en terres musulmanes
La dhimma, condition de « protégé », est le statut civique que les législateurs islamiques décernent aux « gens du Livre », dont font partie les Juifs, dans les terres musulmanes. C'est un statut de citoyen de seconde zone : ils avaient le droit de pratiquer leur religion, d'accéder à la propriété et disposaient d'une autonomie juridique. En contrepartie, ils devaient s'acquitter d'une capitation (al-djizîa) et étaient soumis à toutes sortes de restrictions et d'humiliations,. Ils ne pouvaient monter à cheval, bâtir de nouvelles synagogues ou de maisons plus hautes que celles de leurs voisins musulmans. Parfois, les Juifs devaient porter des vêtements permettant de les distinguer de la population.
Les conditions de vie des Juifs en terre musulmane étaient dures, les réduisant le plus souvent à un état misérable,. Dans la vie quotidienne, ils étaient considérés avec mépris, supposés lâches et perfides, éléments de dissolution du corps social,. Il arrivait toutefois que parfois des fonctions administratives ou financières leur soient confiées en raison de leur compétence.

#### Persécutions anti-juives en Afrique du Nord
Malgré le verset coranique (« Nulle contrainte en religion »), des communautés juives d'Afrique du Nord ont également été converties de force, et des synagogues ont été détruites. Des milliers de Juifs furent tués dans des pogroms organisés dans la Grenade musulmane en 1066 ou à Fez en 1465. De nouveaux pogroms ont lieu à la fin du XVIIIe siècle et au début du XIXe, principalement en Afrique du Nord. Ce ne fut pas le cas dans l'Empire ottoman qui accueillit les Juifs pour le développement du commerce, après leur expulsion d'Espagne et du Portugal.

### DuXVIIeauXIXesiècle
En somme, dans toute l'histoire de la chrétienté, ou de l'Europe, et jusqu'au XXe siècle non compris, le sentiment antijuif et les persécutions et discriminations qui s'ensuivirent furent le fait de l'antijudaïsme chrétien, même si l'antisémitisme de Voltaire n'est pas de source chrétienne. Cependant, selon Hannah Arendt, au XVIIIe siècle, « les hommes des Lumières », à l'exception de Denis Diderot, méprisent les Juifs comme trop attachés à leur religion, alors qu'ils sont mieux considérés par les conservateurs : 

« Les hommes des Lumières qui préparèrent la Révolution française méprisaient tout naturellement les Juifs : ils voyaient en eux les survivants de l’obscurantisme médiéval, les odieux agents financiers de l’aristocratie. Leurs seuls défenseurs déclarés en France furent les écrivains conservateurs qui dénoncèrent l’hostilité envers les Juifs comme « l’une des thèses favorites du XVIIIe siècle » (J. de Maistre). »

— Hannah Arendt, Sur l’antisémitisme, Calmann-Lévy, 1973, p.110
Pourtant en 1989, Robert Badinter découvrit également des critiques de l'antisémitisme dans des textes de Jean-Jacques Rousseau, qui inspirèrent probablement l'allocution de Robespierre prononcée le 23 décembre 1789. Condorcet était à la fois homme des Lumières et révolutionnaire, âgé de 46 ans en 1789. À nouveau Robert Badinter et son épouse Elisabeth dans une biographie montrèrent en lui un défenseur de toujours, des droits à l'égalité des Juifs, comme des protestants, des femmes, des esclaves, des hommes de couleur libres. D'autres révolutionnaires oeuvrèrent à l'Assemblée constituante ou dans leurs écrits en cette année 1789 pour les droits des juifs : Clermont-Tonnnerre, l'abbé Grégoire, Lafayette, Adrien Duport. Ce fut ce dernier qui fit voter deux ans plus tard par l'Assemblée constituante, le 27 septembre 1791, l'émancipation des Juifs. Hors de l'assemblée, les journalistes Jacques-Pierre Brissot (girondin) et Camille Desmoulins (montagnard) contribuèrent également entre 1789 et 1791 à cette sensibilisation égalitaire.
L'antisémitisme n'était pas un sentiment général dans les milieux intellectuels du XIXe siècle, comme on le voit notamment avec Friedrich Nietzsche qui écrit :

« Or les juifs sont sans aucun doute la race la plus forte, la plus résistante, et la plus pure qui existe actuellement, ils savent s'imposer… grâce à certaines vertus dont on aimerait faire des vices, grâce surtout à une foi résolue. C'est un fait que les juifs s'ils le voulaient pourraient dès maintenant exercer leur prépondérance et même littéralement leur domination sur l'Europe, c'est un fait qu'ils n'y travaillent pas et ne font pas de projet en ce sens. Ils aspirent à s'établir enfin quelque part où ils soient tolérés et respectés. »

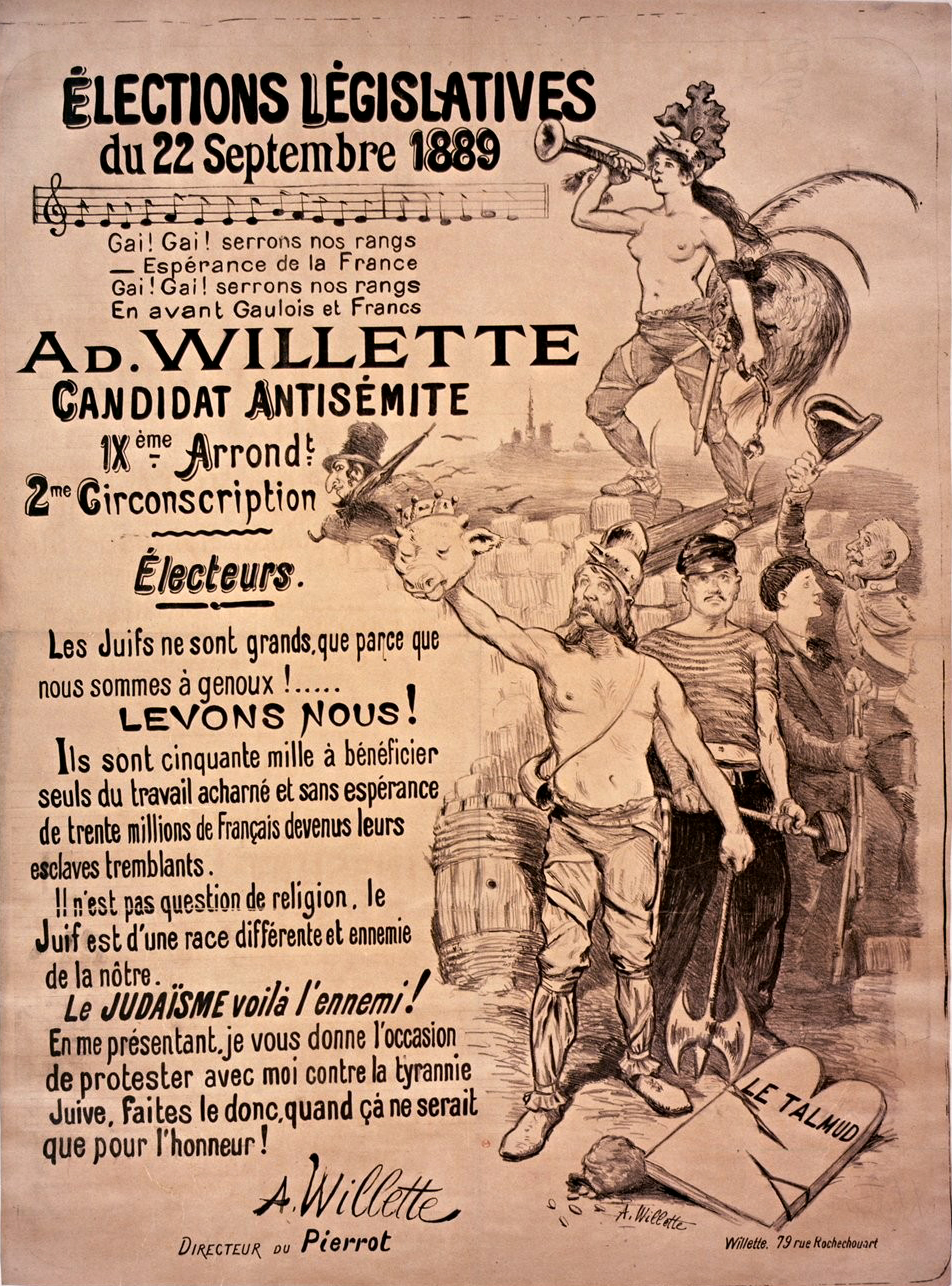
Affiche antisémite française de 1889 d'Adolphe Léon Willette.

Cet antijudaïsme doit être distingué de l'antisémitisme moderne qui va s'exacerbant avec la crise des États-nations, et qui pointe avec l'affaire Dreyfus en France, les théories de Houston Stewart Chamberlain en Allemagne et qui va exploser en racisme avec le nazisme exterminateur (voir pour cette histoire et la périodisation des différents formes de persécutions antijuives, de Raul Hilberg : L'Extermination des Juifs d'Europe).
Dans le monde moderne, avec le développement des grands États européens, certains banquiers juifs comme les Péreire ou la dynastie des Rothschild ont joué un rôle important dans le financement du développement industriel et de grands projets nationaux (chemins de fer) de leur pays. Cette place est assortie de privilèges, comme l'anoblissement. Les rares Juifs concernés deviennent en quelque sorte des « hors-caste » : ce n'est pas une exclusion de la communauté (même si ces privilèges y suscitent des jalousies), mais l'intégration de ces Juifs privilégiés dans la société goïe les préserve parfois des mesures discriminatoires qui frappent l'immense majorité de leurs coreligionnaires, et cela rompt sporadiquement ce qu'Hannah Arendt nomme la « communauté de destin » (Schicksalsgemeinschaft). Dans l'ensemble, les Juifs riches bénéficient de cette manière d'une protection politique (ce qui est fréquent dans leur histoire, comme on le voit au début de l'islam qui protégea parfois les Juifs et en fit des administrateurs), qu'il s'agisse des Juifs de Cour, ou de certains financiers du XIXe siècle.

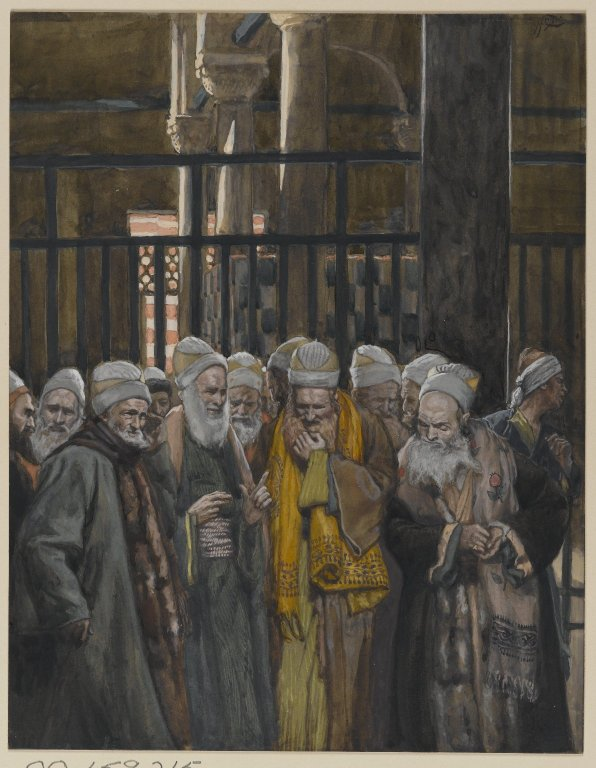
Titre de la peinture de James Tissot : Conspiration des juifs (1886-94).

L'écrivain français Octave Mirbeau ou l'Allemand Bismarck, qui tenaient des propos antisémites dans leur jeunesse, y renonceront plus tard. Par la suite, des antisémites[Qui ?] l'accuseront d'être « à la solde des Juifs ».

Il apparaît ainsi que le développement de l'Europe, déjà imprégné par ses racines culturelles, de leur religion, fut tributaire de la puissance financière des Juifs les plus riches ; mais, comme le remarque Hannah Arendt, cette puissance s'accompagne d'une grande réticence à s'engager dans les événements du monde, contrairement à ce que diront les antisémites par la suite, avec leur théorie du complot juif. Dans l'Europe moderne, les Juifs furent une communauté internationale impliquée dans le développement culturel et économique, souvent porteurs de technologies (notamment de la communication : imprimerie, photographie, librairies), de modes et d'idées nouvelles, ce qui les met en opposition avec la montée en puissance du repli identitaire et nationaliste des autres peuples. Diderot est l'un des rares philosophes des Lumières à ne pas détester les Juifs : ils sont selon lui le ciment indispensable des nations européennes. Parmi les idées nouvelles auxquelles des Juifs ont pu adhérer, on trouve le socialisme émancipateur, ce qui n'empêche pas des socialistes du XIXe siècle d'adhérer à l'antisémitisme en raison du rôle de certains Juifs dans les rouages financiers des grandes industries et des aristocraties foncières. Selon Hannah Arendt encore, la gauche est majoritairement antisémite jusqu'à l'affaire Dreyfus, où, par opposition aux cléricaux majoritairement anti-dreyfusards, elle défendra Dreyfus : 

« Les cléricaux se trouvant dans le camp antisémite, les socialistes français se déclarèrent finalement contre la propagande antisémite au moment de l’affaire Dreyfus. Jusque-là, les mouvements de gauche français du XIXe siècle avaient été ouvertement antisémites. »

— Hannah Arendt, Sur l’antisémitisme, Calmann-Lévy, 1973, p.111
C'est vers cette époque que débute le mouvement d'émancipation des Juifs d'Europe et au début du XIXe siècle. Dans certains pays, ils obtiennent l'égalité des droits, parce que la notion de citoyenneté est jugée plus importante et plus universelle que la question de savoir si un individu est juif ou non.
Mais ce caractère international fut interprété également dans le sens d'un complot (dont la famille Rothschild, installée en France, en Autriche, en Angleterre, aurait été le symbole), alors qu'il est lié en réalité à la plus grande importance chez les Juifs de la famille par rapport à la nation. Aussi les antisémites ont-ils projeté sur les Juifs des catégories de pensée qui sont étrangères à ces derniers.

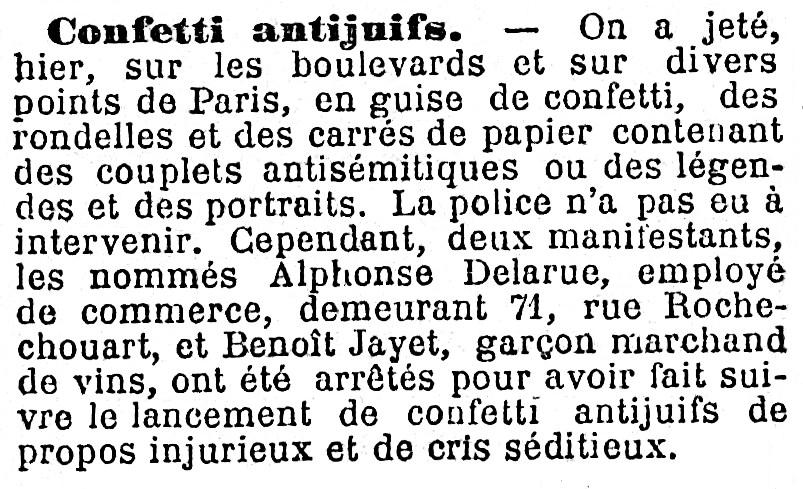
« Confettis antijuifs », Paris (1899).

Par la suite, au cours du XIXe siècle, l'influence financière des Juifs diminue fortement, et c'est à ce moment de leur histoire où les Juifs ne sont presque plus influents économiquement en ce qui concerne les affaires politiques, que naîtra cette haine virulente les accusant d'intentions qu'ils n'ont jamais réalisées quand ils l'auraient pu, et qu'ils n'étaient de fait plus capables de réaliser, même au cas où ils l'auraient voulu. En revanche, c'est à ce moment que les Juifs obtiennent des postes en nombre plus importants, dans l'administration par exemple, ce qui sera encore une fois jugé comme une menace (« France enjuivée »). Ces accusations ne sont pas seulement des contre-vérités économiques et politiques, mais elles ignorent également cette tendance fréquente chez les Juifs à l'assimilation, à la dissolution même de la communauté juive d'un pays, tendance freinée soit par un regain d'hostilité à leur égard, soit par une politique d'État visant à conserver le statut de Juif, eu égard à son utilité indiquée plus haut. Paradoxalement, on reproche aux Juifs leur particularité, leur « isolement sociétal ». Et on les réprime lorsqu'ils entament des processus d'ouverture, d'assimilation à la société environnante. Au moment où l'antisémitisme explose en Europe et s'organise (vers 1870, après plusieurs vagues au cours du XIXe siècle), les Juifs n'ont donc plus la même importance, et l'existence même de l'identité juive est en passe de disparaître, sans que la cause en soit une volonté délibérée de détruire leur culture.

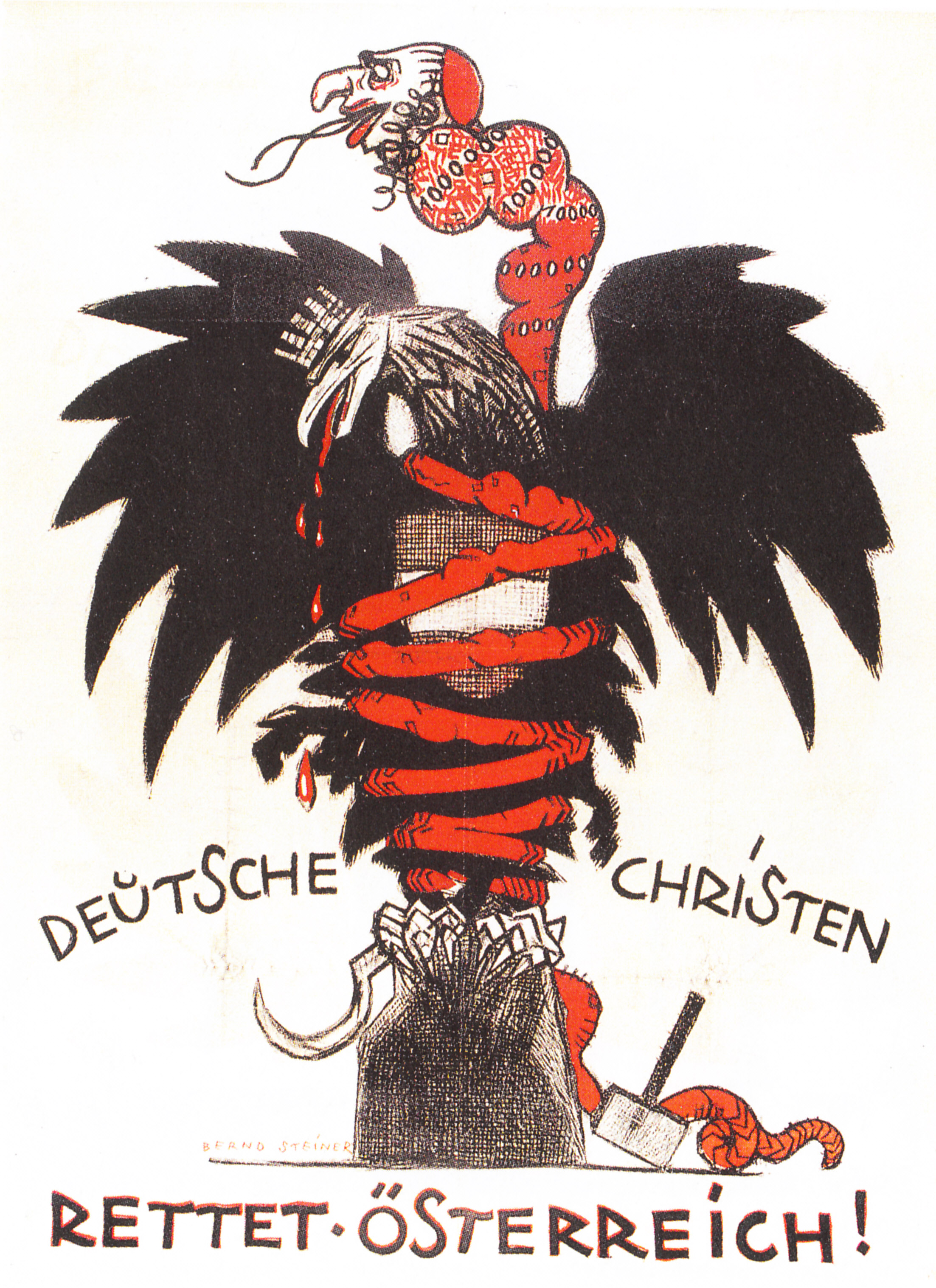
Caricature antisémite autrichienne sur une affiche électorale du parti chrétien-social à Vienne (1920).

L'organisation de l'antisémitisme commence donc dans les années 1870-1880. En Grande-Bretagne, l'afflux des réfugiés juifs originaires de Russie, où se multiplient les pogroms durant les années 1880, finit par provoquer des émeutes antisémites à Londres, cependant isolées et réprimées par la police. En Allemagne, les propos antisémites commencent à avoir du succès avec Stöcker, et avec Schönerer en Autriche, où la virulence de l'antisémitisme est plus grande du fait de l'opposition de la communauté allemande alors prépondérante contre l'État : le pangermanisme y est particulièrement exacerbé, et les Juifs sont, on l'a vu, associés à l'État dans ce genre de propagande (le mouvement autrichien apparaît ainsi comme la véritable préfiguration du nazisme). C'est à partir des années 1880 que l'antisémitisme européen recourt de plus en plus systématiquement à l'image imprimée, comme en témoigne l'exposition « Dessins assassins » du Mémorial de Caen (France) en 2017 et 2018, réalisée à partir de la collection d'antisemitica du diamantaire Arthur Langerman,.
Un trait caractéristique de l'antisémitisme, à ce moment de son histoire, est son caractère supranational, ce qui peut apparaître paradoxal. Le fait est cependant que les partis antisémites allemands et autrichiens se présentant comme des partis au-dessus des partis (donc des partis qui ont vocation à contrôler totalement l'État, à incarner la nation), se réunissent en congrès internationaux, et c'est à ce niveau qu'ils ont l'ambition de lutter contre les Juifs, qui sont alors le seul élément de dimension européenne. En somme, les antisémites imitent les Juifs tels qu'ils les imaginent, et projettent de prendre le « pouvoir occulte » qu'ils leur attribuent.
L'agitation antisémite n'est toutefois pas durable, et il n'y a pas d'intensification constante de cette idéologie jusqu'à l'avènement du nazisme. Ainsi Stefan Zweig nota-t-il que la période 1900-1920 sembla un âge d'or pour les Juifs, au point que les précédentes agitations contre ces derniers ne semblaient plus qu'un mauvais souvenir.

### L'antisémitisme au début duXXesiècle

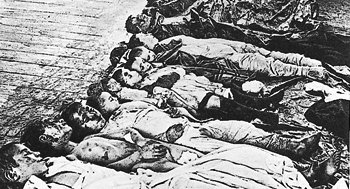
Jeunes victimes juives d'un pogrom à Dnipropetrovsk (1905).

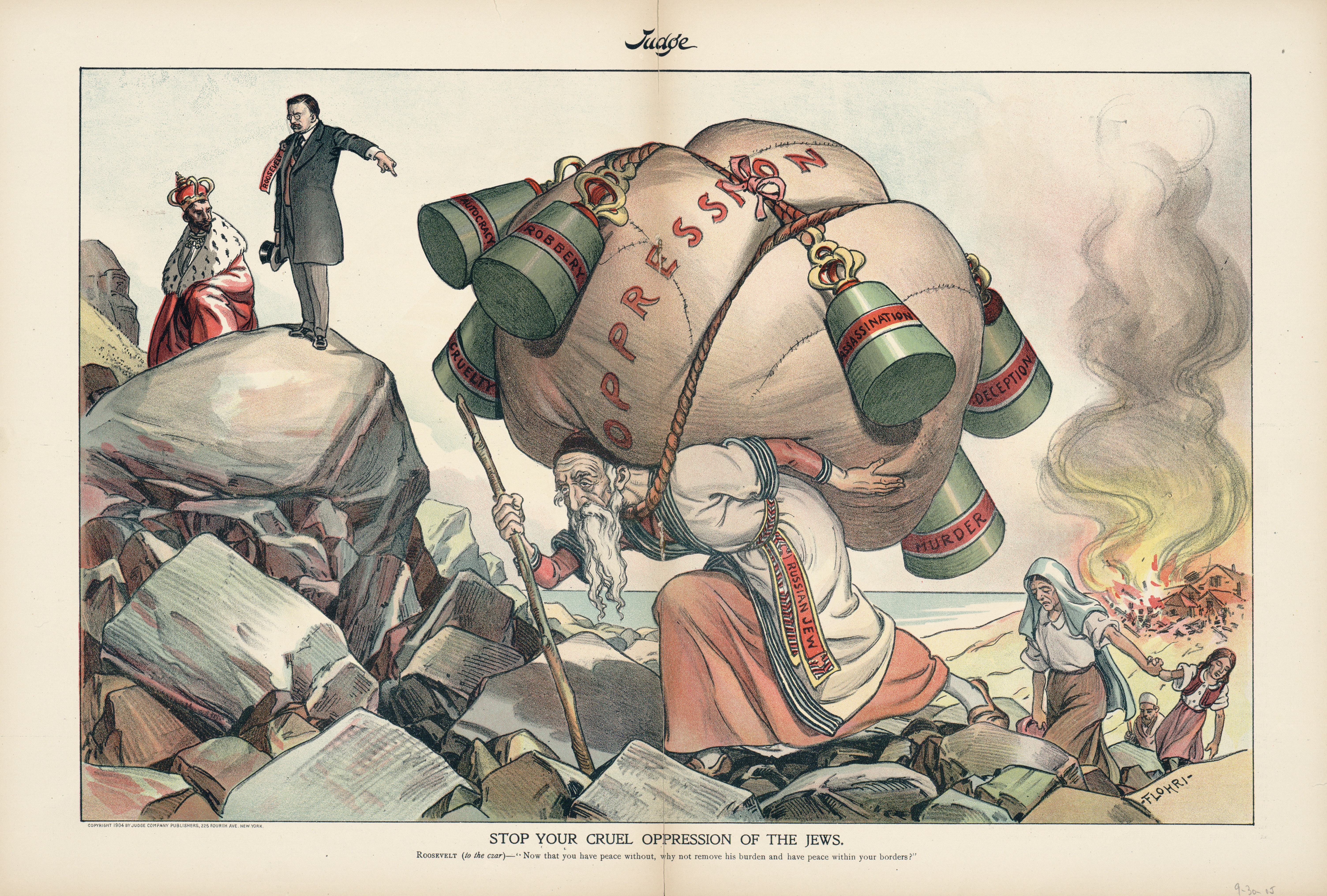
Dessin américain de 1904 dénonçant la situation des Juifs dans l'Empire russe.

Le premier coup d'arrêt à l'antisémitisme en France fut la réaction à l'affaire Dreyfus (1894 à 1906).
L'empire russe, lui, connaissait des vagues de pogroms successives, persécutions qui provoquèrent en réaction l'idée du projet sioniste créé par le journaliste, écrivain et homme politique Theodor Herzl afin de faire accéder les Juifs au rang de peuple politique, susceptibles enfin de bénéficier des mêmes droits politiques que tout autre peuple ou nation se donnant son organisation politique, ainsi que des Droits de l'homme que les États européens qui abritaient les Juifs durant la période nazie, n'avaient pas convoqués ni su faire jouer pour les protéger des persécutions du nazisme.

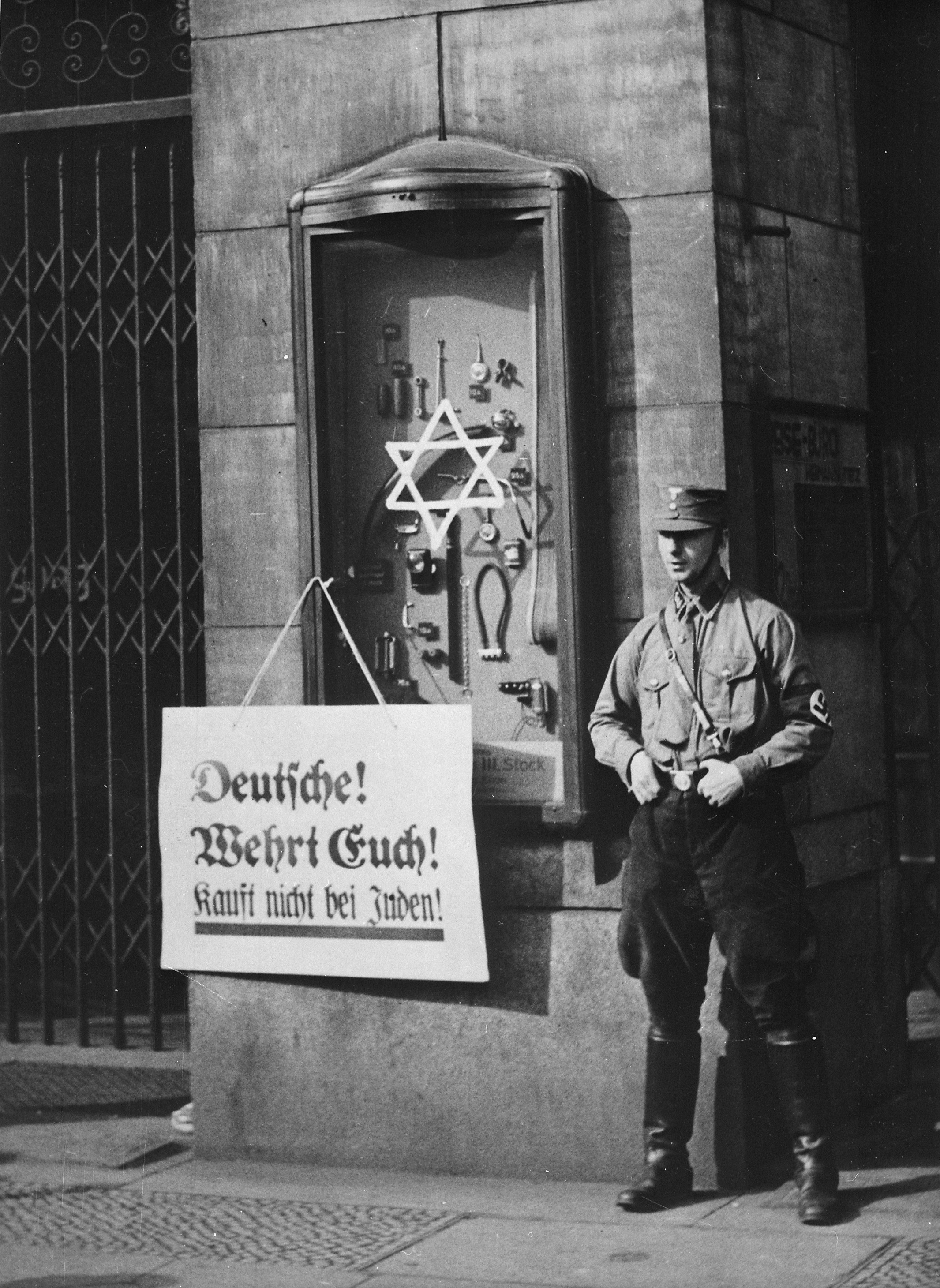
Affiche antisémite en Allemagne nazie, avec un SA en premier plan.
« Allemands ! Défendez-vous ! N'achetez pas chez les Juifs ! » (1933).

Les analyses de Hannah Arendt à ce propos, soulignent l'absence de contenu de la notion de « droits de l'homme » en l'absence d'un État pour les faire valoir et les appliquer à une nation donnée. Avec les persécutions nazies, les droits de l'homme sont en effet apparus après-coup, comme étant équivalents aux « droits des peuples » dans le système de l'État-nation. Les peuples sans État (celui de leur nation) se trouvèrent là démunis, privés de tous droits, et en tant qu'« hommes », leurs droits n'étaient garantis nulle part par aucune institution.
En France comme ailleurs, des écrivains ont vivement pratiqué et encouragé l'antisémitisme : Charles Maurras, les Frères Goncourt, Octave Mirbeau, Édouard Drumont avec son pamphlet La France juive (1886), Robert Brasillach, Louis-Ferdinand Céline à l'époque où l'Europe sombra dans le fascisme. Maurras donna à ses écrits une forme doctrinale, qui s'est développée dans le courant de l'Action française entre 1899 et 1939, et fut condamnée à deux reprises par le Vatican (en 1914 et en 1926) ; cette doctrine rejetait les racines juives du christianisme. Mais à l'inverse, d'autres écrivains, parfois catholiques comme Léon Bloy, soutiennent le rôle historique et religieux du peuple juif et sa qualité. Bloy écrit dans ses mémoires que « quelques-unes des plus nobles âmes que j'ai rencontrées étaient des âmes juives. La sainteté est inhérente à ce peuple exceptionnel, unique et impérissable ».

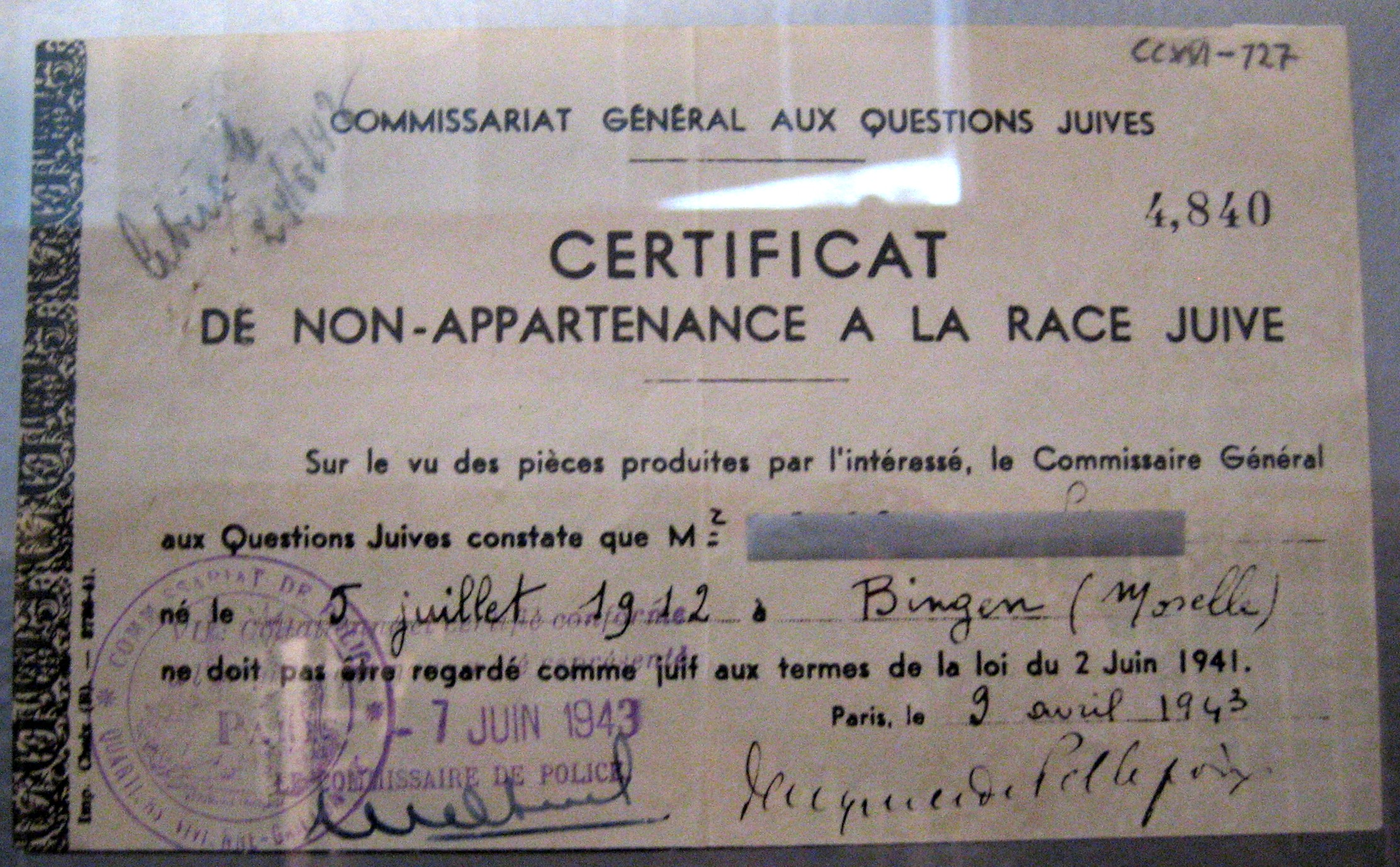
« Certificat de non-appartenance à la race juive » délivré par le Commissariat général aux questions juives à une personne née à Bionville-sur-Nied sous le régime de Vichy (1943).

Historiquement, de nombreux motifs ont été utilisés pour justifier, perpétuer ou susciter l'antisémitisme, incluant des éléments sociaux, économiques, nationaux, politiques, raciaux et religieux. Ainsi, selon la théologie chrétienne du Vetus Israël/Verus Israël (ancien Israël contre véritable Israël) développée par Augustin d'Hippone au IVe siècle, le peuple chrétien serait désormais le véritable peuple de l'Alliance, car Dieu se serait détourné des Juifs. De ce fait, le judaïsme serait condamné à disparaître et les Juifs à se convertir. Cette position théologique se nomme le supersessionisme ou théologie de la substitution. Elle a contribué à l'antijudaïsme chrétien, lien qui a été mis en évidence lors de la conférence de Seelisberg (1947) et que Jules Isaac appelait l'Enseignement du mépris,, pouvant conduire à des persécutions et des conversions forcées se résolvant, dans le meilleur des cas, dans le marranisme.

D'après le philosophe Yeshayahou Leibowitz, seul cet enseignement du mépris, inhérent selon lui au messianisme chrétien du Sauveur dégageant l'homme du « joug de la Torah et des mitsvot », explique que les populations et les élites dirigeantes européennes aient laissé faire et souvent réalisé elles-mêmes l'assassinat des Juifs d'Europe pendant la Seconde Guerre mondiale. Le parcours de l'historien Daniel Cordier, tel qu'il l'a raconté, illustre cela : né dans un milieu ultra-nationaliste, ultra-catholique, antisémite et anti-républicain maurrassien, on lui enseigne que le peuple juif est déicide, puis, après avoir rejoint la France libre en 1940, il évolue au contact de diverses personnalités de la Résistance comme Raymond Aron, Jean Moulin et Stéphane Hessel, et surtout, en arrivant à Paris en mars 1943, lorsqu'il a le choc de voir un grand-père et son petit-fils portant l'étoile juive, ce qui lui inspire une honte immense et la « prise de conscience de la réalité criminelle » de ce que signifient les discours antisémites ; dès lors, sa doctrine est faite : « le peuple juif est le symbole de la Résistance, résistance aux persécutions, […] résistance à l'extermination. Aucun peuple n'a mérité avec une telle ténacité d'avoir une patrie et de vivre en paix selon sa loi ».
La limpieza de sangre (pureté du sang) se développe en Espagne après le décret de l'Alhambra (1492) et l'expulsion des Juifs d'Espagne (à la même date). Pour obtenir certaines charges honorifiques, exercer certaines professions, entrer dans certains ordres religieux, il est nécessaire de prouver qu'aucun ancêtre n'était juif ou musulman : la Reconquista terminée, Grenade prise par les rois catholiques, il s'agit à présent de reconstruire l'identité nationale espagnole. Ce statut n'est progressivement adopté par les archevêchés que dès la fin des années 1520. En pratique, la limpieza est reconnue à un seuil de trois générations ; au-delà, il est quasi-certain que l'ancêtre ait du sang juif ou musulman, étant donné le métissage de l'Espagne médiévale. La reconnaissance de la limpieza de sangre se fait par enquête de l'Inquisition, sur dénonciation : enquête par définition longue, et coûteuse. Ainsi, qui sort de ce filet se trouve lavé de tout soupçon, mais généralement ruiné.
À la fin du XIXe siècle, deux documents fallacieux apparaissent à quelques années de distance. D'une part, le prêtre Pranaitis publie Le Talmud démasqué (1892), ouvrage rempli de fausses citations du Talmud et destiné à faire croire à une volonté meurtrière des Juifs contre les chrétiens. Pranaitis sera confondu lors de l'affaire Beilis mais son livre continuera à être diffusé jusqu'à nos jours.
D'autre part, moins de dix ans plus tard, la théorie du complot juif international est diffusée principalement par Les Protocoles des Sages de Sion (1901), un autre faux fabriqué par le Russe Matveï Golovinski pour le compte de la police secrète de la Russie tsariste (l'Okhrana). Les Protocoles sont un pamphlet qui décrit les prétendus plans de conquête du monde par les Juifs. Ce faux fut utilisé par les nazis comme instrument de propagande et figure en bonne place parmi les prétextes invoqués pour justifier la persécution des Juifs et leur extermination, la Shoah. Ce faux a été réactualisé ces dernières années en forme de série télévisée populaire (Le Cavalier sans monture), diffusée dans quelques chaînes diffusant en langue arabe, particulièrement durant le mois de Ramadan où les familles musulmanes se réunissent le soir pour le ftar,,,. La « plupart des écrivains et des journalistes égyptiens ont soutenu la diffusion de la série » mais elle est toutefois « dénoncée par des intellectuels et des éditorialistes du monde arabe »,.
Particulièrement après la Seconde Guerre mondiale, entre les années 1960 et 2000, outre ceux du monde arabe, qui connaît le plus grand nombre de traductions au monde en arabe, de très nombreux pays éditent et rééditent Les Protocoles des Sages de Sion, : France, Espagne, Pologne, Grande-Bretagne, Italie, Mexique, Argentine, Brésil (et autres pays sud-américains), Inde, Iran, Russie,États-Unis,, Australie, Colombie, Inde, Bulgarie, en hongrois, en grec, en slovène, en grec, en polonais, en japonais, en roumain, en croate…

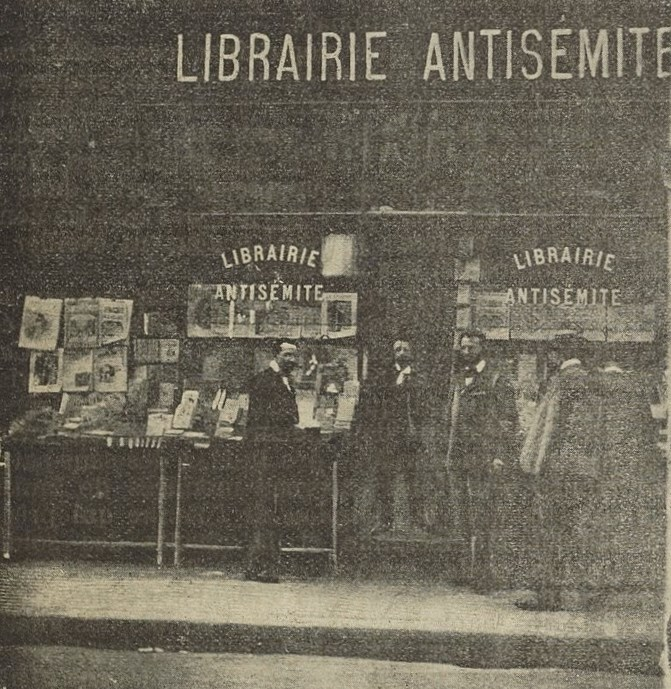
« Librairie antisémite », 45 rue Vivienne, Paris (1901).

L'ouvrage d'un docteur Celticus publié par la Librairie antisémite de la rue Vivienne à Paris en 1903, permet au lecteur de savoir reconnaître un Juif au moyen de ses nombreuses tares commentées.
L'Église catholique, par la déclaration Nostra Ætate de 1965, le discours de Jean-Paul II à la grande synagogue de Rome en 1986 puis lors des repentances de la fin du IIe millénaire, a finalement reconnu avoir véhiculé dans l'Histoire un discours et une culture antijudaïques, illustrés entre autres par l'expression de « peuple déicide » ou la mention des « Juifs perfides », restée dans la prière du vendredi saint jusqu'aux réformes du concile Vatican II sous les papes Jean XXIII et Paul VI.
En Russie tsariste puis en Union soviétique, un antisémitisme existait dans la sphère de la vie quotidienne au niveau de l'Empire puis, durant la guerre civile (1917-1921), tant du côté des russes blancs que des soviétiques sous Joseph Staline, notamment lors du complot des blouses blanches en 1953, où des médecins en majorité juifs sont accusés d'avoir assassiné des dirigeants soviétiques .

### Antisémitisme et antisionisme
L'antisémitisme se retrouve en toile de fond de plusieurs événements marquant le développement du sionisme en Palestine mandataire entre la prise de contrôle du pays par les Britanniques en 1917 et la fondation de l'État d'Israël à la suite de la résolution 181 de l'Assemblée générale de l'ONU.
Historiquement, le Mandat britannique fut un facteur majeur qui permit l'établissement d'un « foyer national juif » en Palestine. Selon le nouvel historien Tom Segev, assez paradoxalement, le soutien initial des Britanniques au projet sioniste tient principalement à l'idée que les « Juifs contrôlent le monde » et que le Commonwealth se verrait récompensé en les appuyant ; Chaim Weizmann, parfaitement conscient de ce sentiment, aurait su l'utiliser pour faire avancer sa cause.
Dès l'arrivée des premiers immigrants autour de 1900, le projet sioniste voit l'opposition des Arabes de Palestine. D'abord exprimée sous forme de plaintes aux autorités ottomanes qui tenaient le territoire, elle se mue en nationalisme pan-arabe puis palestinien dans les années 1920 et s'accompagne rapidement de dérives à caractère antisémite de plus en plus violentes. Des massacres de Juifs ont lieu lors des Émeutes de Jérusalem de 1920, des émeutes de Jaffa en 1921, des émeutes et du massacre d'Hébron en 1929 et lors de la Grande Révolte arabe en 1936-1939. Le contrôle de la Palestine par les Britanniques et la lutte contre le sionisme poussent également des nationalistes arabes dans le camp nazi. Plusieurs d'entre eux collaborent activement avec l'Allemagne pendant la Seconde Guerre mondiale.

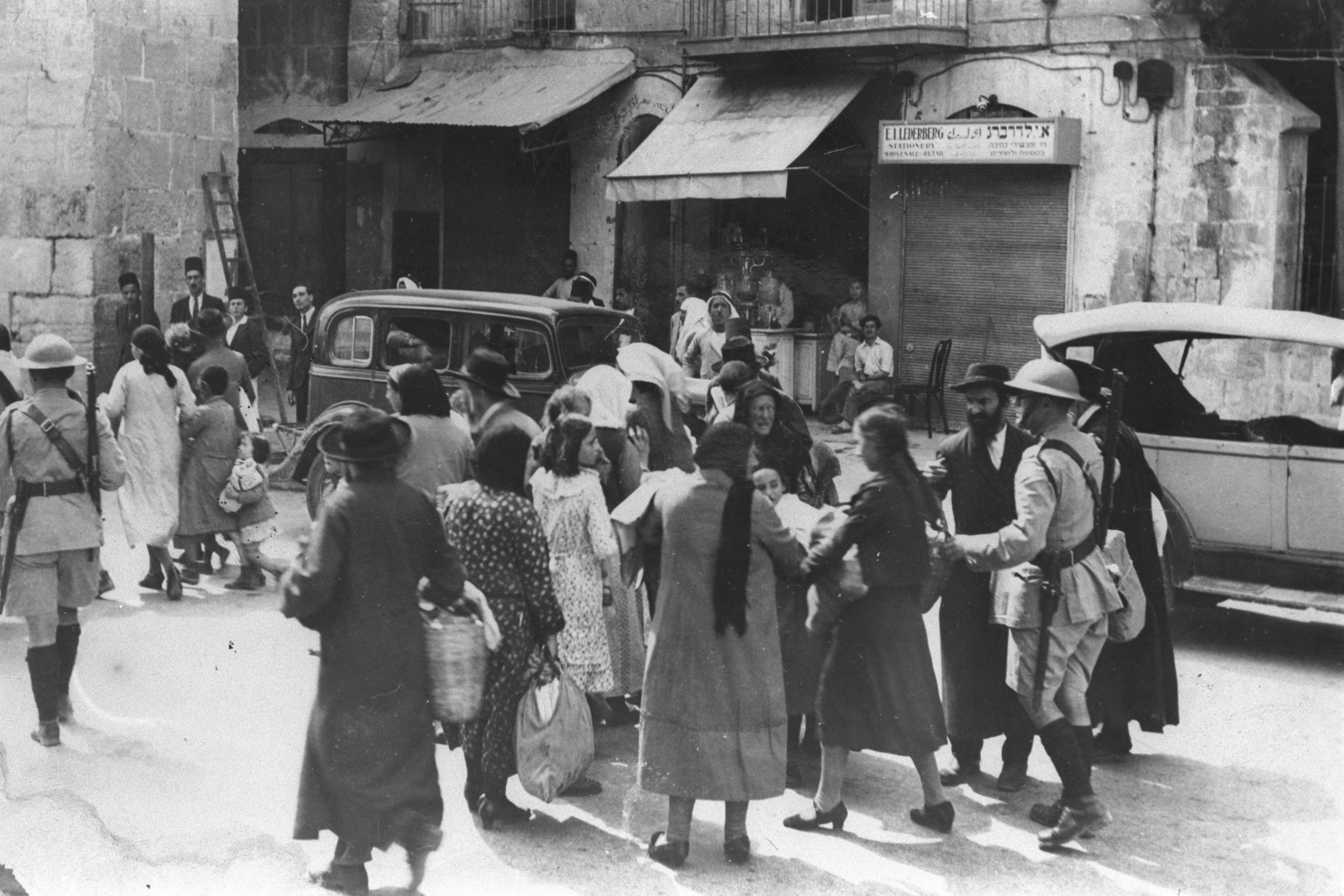
Soldats britanniques évacuant des Juifs de la Vieille ville de Jérusalem lors des émeutes arabes, 1936.

Quoique la Shoah soit souvent présentée comme une des causes de la fondation de l'État d'Israël, l'évolution du Yishouv sous le mandat britannique infirme ce point de vue. Ainsi que le rappelle Tom Segev, avant la Seconde Guerre mondiale les « bases sociales, politiques, économiques et militaires de l'État-à-venir étaient déjà fermement en place ; et un sens profond d'unité nationale prévalait. (…) [même si] le choc, l'horreur et le sentiment de culpabilité ressenti par beaucoup généra un sentiment de sympathie envers les Juifs en général et le mouvement sioniste en particulier » après la Shoah.
Après la Seconde Guerre mondiale, des Juifs passent à l'offensive et attaquent la présence britannique pour obtenir l'indépendance, notamment par des actions sanglantes organisées par l'Irgoun et le Lehi. Les Britanniques dépêchent alors en Palestine près de 100 000 soldats avec à leur tête le général Bernard Montgomery, qui avait maté la Révolte arabe de 1936, et le général Evelyn Barker, antisioniste et pro-arabe convaincu. Des dérives antisémites se produisirent alors. Le général Barker ordonne ainsi aux soldats britanniques de ne plus fréquenter les établissements juifs, y compris les restaurants, parce que « le meilleur moyen de punir les Juifs était de les frapper au porte-monnaie, ce que cette race déteste particulièrement ». Le 29 juin 1946, il organise l'opération Agatha avant de participer à la guerre civile de 1947-1948.
Résumant les différents motifs de se retirer de Palestine, dont les principales étaient le coût, l'impossibilité de résoudre le conflit entre Juifs et Arabes, et la mort inutile de soldats britanniques, Hugh Dalton, chancelier de l'Échiquier, écrivait au Premier ministre Attlee que la présence britannique « expose nos garçons, pour aucune bonne raison, à des expériences abominables et nourrit l'antisémitisme à une vitesse des plus choquantes »,.
En 1947, les dirigeants arabes sous-estimèrent la capacité des Juifs à mener une guerre, ce qui fut une des causes de la victoire israélienne de la Guerre de Palestine de 1948. Le nouvel historien Ilan Pappé attribue cette faiblesse notamment à leur antisémitisme, notant toutefois que le roi Abdallah de Jordanie était quant à lui conscient de la puissance réelle du Yichouv.
En URSS, se développe une pseudo-science, la sionologie, qui sous couvert d'antisionisme, reprend certains des mythes de l'antisémitisme comme la puissance financière et le contrôle des médias.

### Antisémitisme et conflit israélo-palestinien

#### Incidents antisémites liés au conflit israélo-palestinien

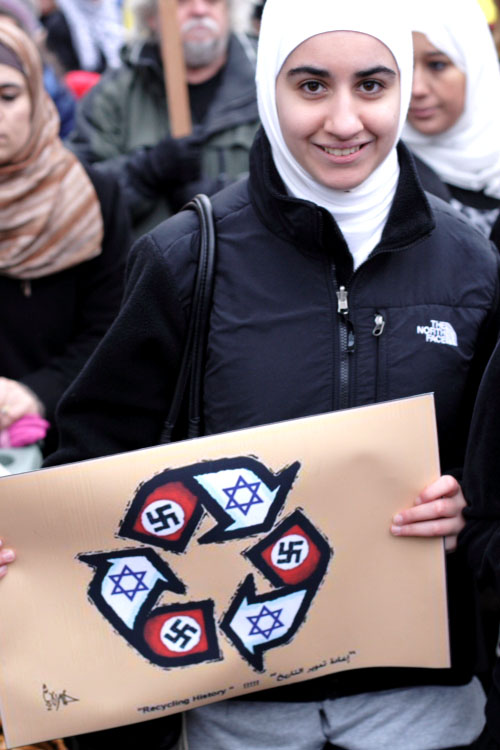
Logo du recyclage comparant le sionisme au nazisme lors d'une manifestation à Seattle, États-Unis, (2009).

L'Observatoire européen des phénomènes racistes et xénophobes (EUMC) a publié en mai 2006 un document de travail sur l'antisémitisme dans l'Union européenne des quinze États membres de 2001 à 2005. L'EUMC s'est donné pour tâche « d’observer le développement historique de l’antisémitisme, d’identifier le contexte social qui donne essor à la haine des agresseurs, mais aussi d’écouter avec sensibilité les peurs des communautés juives ». Le rapport conclut que, dans de nombreux pays l'augmentation des incidents antisémites est le fait plus de musulmans au Danemark, en France, en Belgique que de l'extrême-droite. Ce serait moins le cas aux Pays-Bas, en Suède ou en Italie. L'EUMC estime que « les événements au Moyen-Orient, les activités et le discours de l’extrême-droite et jusqu’à un certain point de l’extrême-gauche peuvent influer sur le nombre d’actes antisémites ».
Si « les études montrent que les stéréotypes antijuifs ont peu changé, les manifestations publiques d’antisémitisme dans la politique, les médias et la vie quotidienne ont changé récemment, surtout depuis le déclenchement de l’Intifada Al-Aqsa en septembre 2000 ».
Concernant l'antisionisme, l'EUMC note que : « En Europe, « l’antisémitisme secondaire » et l’utilisation de l’antisionisme comme un moyen de contourner le tabou antisémite dominent parmi les extrêmes gauche et droite. Le révisionnisme et le négationnisme sont devenus un élément central du répertoire propagandiste des organisations d’extrême-droite dont l’antisémitisme forme un élément central dans leur formation ».
C'est bien cette convergence entre antisionisme et antisémitisme qui amène une trentaine de familles juives à quitter, en 2009, Malmö en Suède après des incidents antisémites dont l'incendie d'une synagogue,,.

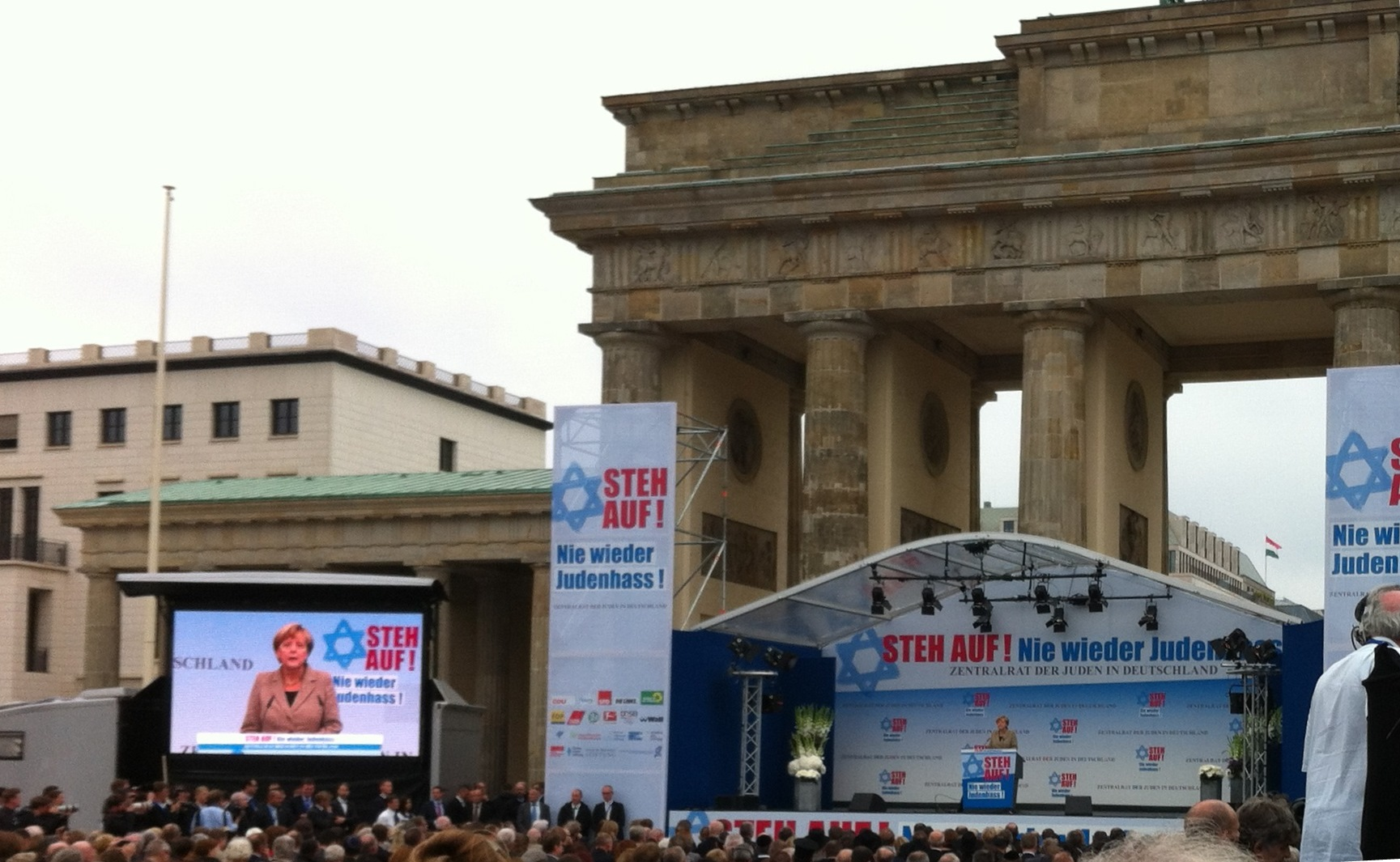
Angela Merkel prononçant un discours dénonçant l'antisémitisme (14 septembre 2014).

En 2014, la presse internationale rapporte une augmentation des incidents antisémites dans le monde, liée à l'opération Bordure protectrice. Ainsi USA Today signale-t-il des incidents antisémites dans plusieurs pays européens (Allemagne, Angleterre, Italie, Belgique, France) et en Turquie. Ces incidents sont déplorés par le secrétaire général des Nations unies, Ban-Ki-Moon qui dénonce « la flambée d'attaques antisémites, notamment en Europe, en lien avec les manifestations concernant l'escalade de la violence à Gaza » et estime que « le conflit au Proche-Orient ne doit pas fournir un prétexte pour une discrimination qui pourrait affecter la paix sociale n'importe où dans le monde ». En Allemagne, la chancelière Angela Merkel dénonce l'antisémitisme lors d'une manifestation à la porte de Brandebourg, à Berlin : « La vie juive fait partie de notre identité et de notre culture ».
Les chiffres les plus récents de Statistique Canada révèlent qu'en 2016, c'est la communauté juive qui était la plus fréquemment visée par des crimes haineux contre une religion dans ce pays. Steve McDonald, directeur des politiques au Centre consultatif des relations juives et israéliennes, considère que « L’antisémitisme vise directement les juifs, mais il ne concerne pas que les juifs et ce n’est pas un problème juif ».
Une vaste enquête européenne d'Eurobaromètre dont les résultats parviennent en janvier 2019, révèle que la moitié des Européens considèrent que l'antisémitisme est un problème dans leur pays, particulièrement influencé par le conflit israélo-palestinien et en hausse ces cinq dernières années. Des disparités de perception se dégagent parmi les habitants de l'Union des 28 pays : selon le pays et ses composantes démographiques ou selon l'appartenance religieuse et l'entourage des sondés. En cela, la France arrive parmi les pays en tête des inquiétudes face aux manifestations de haine du juif (insultes, profanation de cimetières, agressions verbales ou physiques…). L'ONG bruxelloise Contribution juive pour une Europe inclusive (CEJI), estime que le problème de l'antisémitisme trouve une de ses racines dans l'éducation où les Juifs sont seulement évoqués à travers la Shoah et jamais à travers les rôles importants et positifs qu'ils ont joués en Europe.
En parallèle ou en écho, le rapport du ministère israélien de la Diaspora dénonce la hausse des attaques antisémites de par le monde, à travers son rapport annuel publié en janvier 2019. En France, cette hausse s'élève à 69 % pour 2018 et en Grande-Bretagne, elle « atteint un record historique ». Si les néo-nazis prennent une part grandissante dans cette responsabilité, « les attaques antisémites dans la rue et sur la Toile (…) sont pour 70 % "de nature anti-israélienne" ».

#### Traitement particulier à l'ONU
Le 16 décembre 2016 et avant de quitter son poste, Ban Ki-Moon fait le bilan de son mandat à l'ONU et constate que « des décennies de manœuvres politiques ont créé un nombre disproportionné de résolutions, rapports et comités contre Israël » (68 résolutions contre Israël et 67 concernant tout le reste du monde entre 2006 et 2017) ; il ajoute : « Au cours de la dernière décennie, j'ai dit que nous ne pouvons pas avoir un parti pris contre Israël à l'ONU ». Néanmoins, depuis 2007, Israël reste le seul pays au monde dont les violations présumées des Droits de l'homme sont régulièrement discutées dans le cadre d'un point permanent unique inscrit à l'ordre du jour (qui en compte dix) du Conseil des droits de l'homme à l'ONU, auquel la Suisse demande en 2017 que ce point 7 soit supprimé afin de ne plus « soutenir la mise au pilori systématique d'un seul pays » ; cette demande est rejetée en 2018.
Ainsi, l'ONG UN Watch dont la mission première est d'assurer que l'ONU respecte sa propre Charte et que les Droits de l'Homme soient accessibles à tous, s'inquiète régulièrement du systématisme des résolutions onusiennes contre Israël, et de l'irrationalité de certaines conclusions des commissions contre l'État hébreu, qui rejoignent les « accusations moyenâgeuses d'empoisonnement des puits ». Aussi, l'ONG dénonce-t-elle précisément l'incitation à la haine, à l'antisémitisme et au terrorisme contre Israël ou les Juifs par de nombreux employés et enseignants palestiniens de l'agence UNRWA financée par l'ONU qui leur a pourtant délivré un « Certificat d'éthique ».
Le 23 avril 2017, Antonio Guterres, premier secrétaire général de l'ONU à participer à l'Assemblée plénière du Congrès juif mondial, déclare que « la forme moderne de l’antisémitisme est de nier l’existence de l’État d’Israël ». Néanmoins, il ne reconnaît pas de lien associatif entre l'antisémitisme contemporain et l'isolement d'Israël. Cet avis n'est pas partagé par l'historien Yakov Rabkin qui appelle justement à dissocier les Juifs et Israël. Selon lui, la politique d'Israël à l'égard des Palestiniens peut bien être à la source d'une violence antijuive en Europe, du fait d'une confusion fallacieuse qui s'est installée dans les esprits.
Encore en janvier 2024, la députée Elise Stefanik, partisane déclarée de Donald Trump, évoque la « gangrène antisémite » de l'ONU en rappelant au Sénat américain qu'« il y a plus de résolutions visant Israël que contre tous les pays et crises confondus », alors qu'elle avait précédemment accusé l'organisation onusienne de « croupir dans l’antisémitisme »,.

#### Droit à l'expression
Loin de s'interroger sur le sens de la focalisation des détracteurs d'Israël répondant néanmoins au test 3D d'identification de l'antisémitisme, le 28 mai 2018, plusieurs personnalités (dont Gisèle Halimi, Rony Brauman, Pierre Joxe, Gilles Manceron, Lilian Thuram, Pierre Haski, Christophe Deloire…) lancent une pétition et apportent leur soutien à Pascal Boniface face aux accusations d'antisémitisme dont il est l'objet. Ils réclament comme lui « le droit de pouvoir [s]'exprimer librement sur le conflit israélo-palestinien » sans être accusés d'antisémitisme.
Pour Gérard Rabinovitch, dans le cas de blagues sur les Juifs, certaines ne seraient rien d'autre que : « une pique à caractère antisémite dans lesquelles l’accent est mis sur la malhonnêteté, l’avarice, la saleté, la cupidité »[pas clair].[pertinence contestée]

#### Déclarations de Mahmoud Abbas

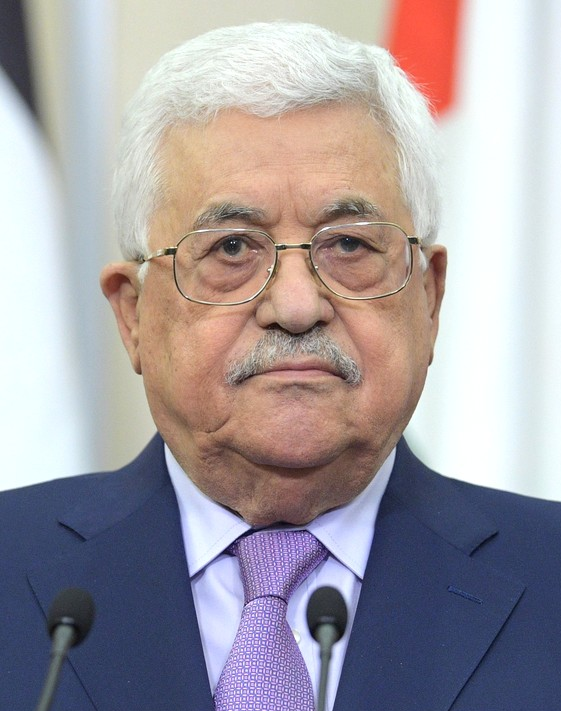
Mahmoud Abbas en 2017.

Le président de l'Autorité palestinienne Mahmoud Abbas est critiqué par plusieurs organisations de lutte contre l'antisémitisme et les historiens spécialisés, qui l'accusent de négationnisme et de minimiser le nombre de victimes du génocide.
Mahmoud Abbas publie en 1984 (re-publié en 2011) un livre intitulé en français (en) La Relation secrète entre le nazisme et le sionisme, lors de ses études à l'université Patrice Lumumba à Moscou où il avait soutenu une thèse à ce sujet, dans lequel il accuse les sionistes d'avoir eux-mêmes tué un grand nombre de Juifs durant la Shoah, en partenariat avec les nazis, ce qui les rendrait responsables à égalité de la Shoah,. Dans son livre, Abbas émet également des doutes quant à l'existence des chambres à gaz, citant à l'appui le négationniste Robert Faurisson,. Une enquête mondiale sur la négation de la Shoah, publiée par David S. Wyman Institute for Holocaust Studies en 2004, décrit le livre comme « niant la Shoah ».
Dans une interview accordée à l'agence de presse palestinienne Ma'an en 2013, Mahmoud Abbas soutient sa thèse de doctorat concernant la relation entre le sionisme et le nazisme et déclare qu'il « défie quiconque pouvant nier que le mouvement sioniste avait des liens avec les nazis avant la Seconde Guerre mondiale »,.
Le 23 juin 2016, prononçant un discours devant le Parlement de l'Union européenne, lui-même accuse certains rabbins israéliens d'avoir appelé à empoisonner l'eau des puits pour tuer les Palestiniens,.
En décembre 2017, il accuse à nouveau les Juifs de « contrefaire l'histoire et la religion », d'être des maîtres de la falsification et avance que le Coran affirme que les Juifs « falsifient la vérité ».
Le 30 avril 2018, lors d'un discours à l'occasion d'une session du Conseil national palestinien, qu'il qualifie de « leçon d'histoire », il déclare que la cause principale de l'extermination de six millions de Juifs durant la Shoah n'était pas l'antisémitisme, mais « le comportement social, l’usure et les activités financières des Juifs européens ». Selon lui, les Juifs auraient choisi de se laisser tuer plutôt que d'émigrer vers la Palestine mandataire. Il affirme également qu'Hitler aurait facilité l'établissement d'un foyer juif en Palestine à la suite d'un accord financier, l'accord d'Haavara, avec l'Anglo-Palestine Bank. Il nie en outre qu'il y aurait eu des pogroms contre des communautés juives ayant vécu dans les pays arabes et musulmans,,,.
Le 2 mai 2018, le diplomate palestinien Saeb Erakat réagit au nom de l'Autorité palestinienne aux condamnations internationales, de l'Union européenne et de l'ONU,,, se disant « choqué » par ce qu'il qualifie « d'attaque orchestrée par Israël dans le monde pour accuser le président Abbas d'antisémitisme ».
Le 4 mai de la même année, à la suite de la vague de condamnations internationale, Abbas présente ses excuses et déclare qu'il respecte la foi juive, condamne l'antisémitisme et la Shoah.
| « Les Juifs sont des gens que l'on déteste encore plus depuis Auschwitz. À cause d'Auschwitz », Imre Kertész. |

### Antisémitisme auXXIesiècle

#### Réapparition de l'antisémitisme
Outre l'antisémitisme sanglant qui réapparaît en Europe et aux États-Unis dans divers attentats (Toulouse, musée juif de Belgique, Hypercasher, Pittsburgh…), on constate un retour aux accusations moyenâgeuses de propagation des épidémies : le 25 janvier 2021, Antonio Guterres, secrétaire général de l'ONU, déplore la montée de l'antisémitisme dans le monde, liée à la pandémie de COVID-19. Il dénonce les accusations contre les Juifs d'avoir créé le virus dans une tentative de domination du monde. Pour lui, « l'antisémitisme est la forme la plus ancienne, la plus persistante et la plus enracinée de racisme et de persécution religieuse dans notre monde »,.
En 2021, la théorie du complot juif revient en France dans l'actualité à l'occasion de l'affaire « Mais qui ? »,,,,.
Les dragons célestes sont une référence antisémite sur internet, puisant dans l'univers du manga One Piece. Ces personnages de One Piece n'ont aucun lien avec les Juifs. Mais sur internet, et notamment sur Twitter, des militants antisémites utilisent cette expression en tant qu'appel du pied,,,.

#### Solitude des Juifs?
Pour le rabbin Delphine Horvilleur, les agressions antisémites des années 2010 viennent « a priori, de mondes très différents » : des djihadistes comme Mohammed Merah en mars 2012 à Toulouse, du « gang des barbares », des slogans en marge des manifestations de « gilets jaunes », des suprémacistes américains blancs comme à Pittsburg ou noirs comme dans la fusillade de Jersey City, des profanateurs de stèles en Alsace . Elle ajoute que pour les suprémacistes comme pour l'extrême gauche, les Juifs confisqueraient quelque chose au « vrai peuple ». L'affaire Sarah Halimi lui paraît « emblématique » : « l'arrêt de la cour d'appel décrit Traoré comme un « baril de poudre » et l'antisémitisme comme « l'étincelle » ». Delphine Horvilleur se demande pourquoi, ces dernières années, l'antisémitisme « permet » le passage à l'acte et fait étincelle. Elle conclut alors que « dans le refus de penser plus globalement le phénomène, on a renforcé la solitude des Juifs ».

#### Antisémitisme de rue

##### Oslo en 2008-2009
A Oslo, le 8 janvier 2009, des militants pro-palestiniens attaquent une manifestation demandant pour Israël "le droit de se défendre", en présence de représentants du Parti du progrès (extrême droite) mais aussi du Kristelig Folkeparti (démocrate-chrétien), conduisant à 31 arrestations, lors des émeutes d'Oslo en 2008 et 2009. Six ans après, en février 2015, pour témoigner de leur "dégoût devant l'antisémitisme après les attentats meurtriers à Copenhague et à Paris commis par des terroristes djihadistes" quelques semaines avant, les photos d'une "manifestation spectaculaire des jeunes musulmans norvégiens se tenant la main autour d'une synagogue" font  le tour du monde. Au même moment, Muhammad Ali Chishti, qui en 2009 expliquait lors d'un meeting pour la Palestine "détester les juifs et les gays", affirme dans une interview au quotidien norvégien "Verdens gang" regretter ses propos tenus six ans auparavant, même s'il continue à "critiquer la politique d'Israël".

##### Région parisienne en juillet 2014
En France, la docteure en histoire Valeria Galimi a documenté l'"antisémitisme de rue" des années 1930 et c'est seulement la Guerre de Gaza de 2014 qui le voit ressurgir pour la première fois , sous forme de violences devant une synagogue selon la presse ou plusieurs selon d'autres sources,, ou de pillages à Sarcelles, événements qui seront régulièrement rappelés au cours des sept années suivantes,. La première manifestation en soutien aux Palestiniens, le 13 juillet 2014, autorisée, réunit 7000 personnes selon la policeet se disperse vers 17h. Vers 17h30,, des participants et des groupes de défense juifs se "sont affrontés", avant de s'accuser "mutuellement d'avoir allumé la mèche", dans des récits reconstitués par la presse trois jours après, l'avocat Arno Klarsfeld ayant alerté dans Le Monde le jour-même, sans avoir encore de détails.
La version des premiers mentionne la fermeture du métro Bastille, obligeant des manifestants à se rendre métro Voltaire par la rue de la Roquette, reliant les deux stations, qui héberge au numéro 84, à un demi-kilomètre du métro Bastille, la Synagogue Don Isaac Abravanel, où 400 personnes sont réunies pour une journée de prières pour la paix en Israël. En passant devant, les manifestants auraient reçus insultes et projectiles de militants de la Ligue de défense juive (LDJ) et du Betar venus protéger la prière, comme semblent l'indiquer témoignages et images vidéos. Le récit de ces derniers mentionne au contraire plusieurs centaines de manifestants marchant en direction de la synagogue en criant "Israël assassin" et "À mort les juifs", et tentant de pénétrer dans la synagogue. Des manifestants sont arrivés "avec des foulards palestiniens noués sur la tête et des bâtons", témoigne un riverain trois jours après à France 24, média qui publie la photo d'une "échauffourées" mélant une trentaine de personnes au pied du bâtiment plutôt que devant une entrée. La police arrive après 18h30 pour les séparer et par prudence n'évacue les 400 fidèles restés dans la synagogue, très inquiets, que vers 20h45. "Aucun incident" n'avait été signalé jusque là, mais un groupe de manifestants a, peu avant, dû renoncer à aller en direction d'une autre synagogue, située elle aussi à un demi-kilomètre du même métro Bastille fermé, au 25 rue rue des Tournelles, proche du métro chemin vert. Ce groupe a en effet été "rapidement détourné par les forces de l’ordre à coup de gaz lacrymogènes". Le lendemain, cependant, un communiqué du premier ministre Manuel Valls parle de violences « aux abords des synagogues ». 
Les organisateurs modifient le parcours des manifestations suivantes, pour les prévenir et en rendent le gouvernement responsable. La suivante a lieu cette fois dans le quartier parisien de Barbèsau seul appel du Nouveau Parti anticapitaliste (NPA). Elle est interdite puis autorisée après un recours en justice et réunit jusqu'à près de 3000 personnes à 15 h30. Des "heurts ont opposé certains manifestants aux forces de l'ordre", avec "une quinzaine de policiers blessés", scénario qui se reproduit le lendemain pour deux autres manifestations, cette fois définitivement interdites, de la Ligue de défense juive (LDJ) et des pro-palestiniens, toutes deux à Sarcelles (Val d'Oise), à l'issue desquelles une vingtaine de personnes sont placées en garde à vue: en plus de violences contre les policiers et le mobilier urbain, "des scènes de guérilla urbaine" sont observées par un syndicat de policiers : très nombreux commerces et bâtiments pillés, brûlés ou "mis à sac", dont une épicerie casher déjà "visée par un attentat à la grenade en septembre 2012" par le groupe terroriste dit de "Cannes-Torcy", démantelé peu après. Certaines informations erronées du site du Figaro sont corrigées par la suite, comme celle d'une synagogue "en partie incendiée" et d'un "commissariat attaqué",.
Finalement, le 23 juillet, une cinquième manifestation, d'un "Collectif national pour une paix juste et durable entre Israéliens et Palestiniens", cette fois autorisée, se "passe globalement dans le calme", avec entre 15000 et 250000 participants. Trois hommes, âgés de 21 et 28 ans, sont condamnés à de la prison, entre six et dix mois pour leur participation à l'émeute, un quatrième avec sursis, et un mineur à une amende, mais aucun pour « antisémitisme ». Trois autres sont condamnés avec sursis pour leur participation à une émeute à Paris le même jour. Le terme «émeute» n'a jamais été utilisé par la police ou les procureurs.

##### Novembre 2024 à Amsterdam
Les 7 et 8 novembre 2024, lors d'une rencontre pour un match de football de l'UEFA Europa League au stade Johan Cruyff Arena à Amsterdam, aux Pays-Bas, entre le club israélien Maccabi Tel-Aviv et le club néerlandais Ajax Amsterdam, des affrontements ont lieu en marge de la rencontre.
Avant les affrontements, un chauffeur de taxi est blessé et lynché par des hooligans du Maccabi Tel-Aviv. L'organisation néerlandaise MRWN (nl) porte ainsi plainte contre les supporters du club israélien pour une vingtaine de faits de violences, en se basant sur des preuves en images. Parmi les faits, figurent l'agression de femmes portant le hijab ou un keffieh palestinien.
Pendant les affrontements, entre 20 et 30 personnes, principalement des supporters et hooligans israéliens, sont blessées, dont cinq sont brièvement hospitalisées. Un supporter israélien a raconté qu’après le match, il avait été attaqué par un groupe de 20 personnes à l’extérieur d’un casino. Ces derniers l’auraient interrogé sur sa nationalité, et lorsqu'il a refusé de montrer son passeport, ils l’ont battu, le laissant inconscient avec deux dents cassées. Une autre supportrice israélienne a expliqué qu’elle était restée cachée dans son hôtel jusqu’à ce qu’il soit sûr d’en sortir. Un autre fan a rapporté qu’il semblait que des personnes attendaient les supporters du Maccabi à la gare. « Nous avions vraiment peur, même pour aller à l’aéroport », a-t-il confié.

#### Antisémitisme sur les réseaux sociaux
Depuis quelques années, la montée de l'antisémitisme sur les réseaux sociaux interpelle notamment les milieux académiques. Dès 2021, des articles sont publiés sur ce thème. L'ONU s'en inquiète également et appelle à combattre l'antisémitisme sur les réseaux sociaux.
En octobre 2021, un rapport publié par des organisations européennes révèle qu'Instagram et TikTok sont utilisés pour répandre des contenus antisémites auprès de jeunes. L'antisémitisme auprès des jeunes publics prend la forme de théories du complot et s'intensifie fortement pendant la pandémie. Le nombre de recherches dans Google de l'expression «nouvel ordre mondial», une théorie du complot antisémite, a atteint son plus haut niveau depuis 15 ans en mars 2020.

### Sociologie

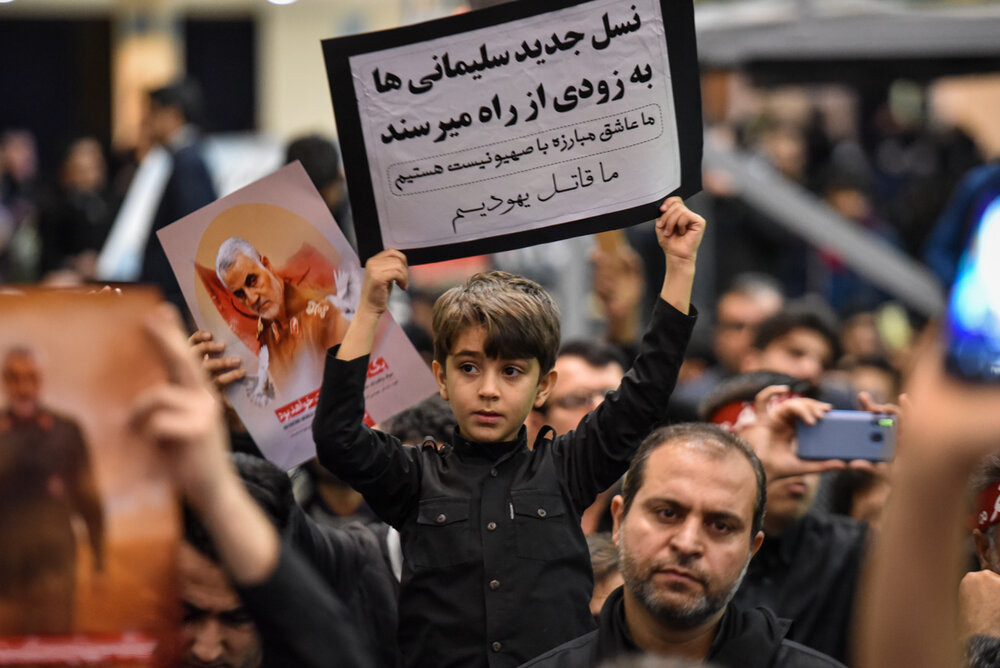
Garçon brandissant une pancarte : « Nous sommes les tueurs des Juifs », Téhéran (Iran), 6 janvier 2020

### Liens externes

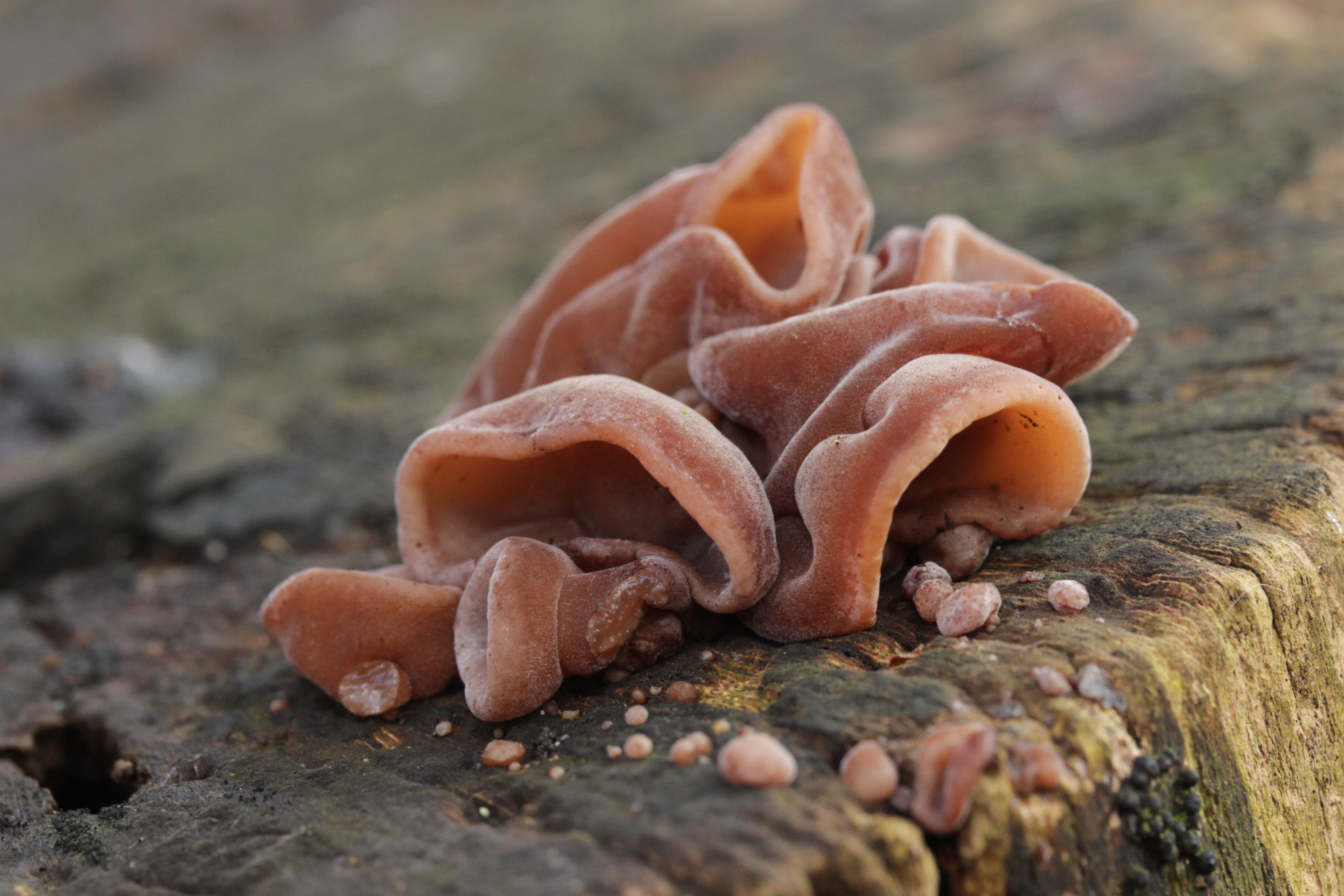
Les oreilles-de-Judas (Auricularia auricula-judae) sont des champignons parasites.

#### Après le 7 octobre 2023
Les massacres en Israël du 7 octobre 2023 par le Hamas servent de catalyseur aux manifestations d'antisémitisme aux États-Unis et en Europe. Aux États-Unis, en décembre 2023, le Congrès ouvre une enquête sur les grandes universités américaines accusées de dérives antisémites tandis les actes antisémites se multiplient en France au premier trimestre 2024 et qu'en mai 2024, le concours de l'Eurovision à Malmö en Suède est perturbé par les manifestations antisémites.
Après le 7 octobre 2023, l'antisémitisme sur les réseaux sociaux s'intensifie et semble difficile à juguler.

## Législation

### Institutions internationales

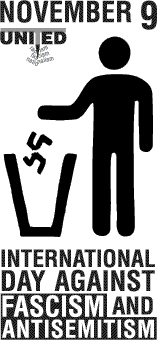
Logo de la campagne d'UNITED pour la « Journée internationale contre le fascisme et l'antisémitisme », le 9 novembre (début du pogrom de la nuit de Cristal).

En 1993, les chefs d'États membres du Conseil de l'Europe établissent la Commission européenne contre le racisme et l'intolérance (CERI) et décident de mettre en œuvre une politique commune de lutte contre le racisme, la xénophobie et l'antisémitisme. À la suite de la croissance de l'antisémitisme en Europe, l'Assemblée parlementaire du Conseil de l'Europe adopte en 2007 la résolution 1563 « Combattre l'antisémitisme en Europe » qui met l'accent sur le danger immense de l'antisémitisme et demande aux États membres de mettre systématiquement en œuvre une législation criminalisant l'antisémitisme et les autres discours de haine. Elle leur demande aussi de condamner toutes les formes de négation de l'Holocauste.
En 2008, c'est l'Union européenne qui adopte la décision-cadre 2008/913/JHA concernant la lutte contre le racisme et la xénophobie. En vertu de cette décision, Viviane Reding, commissaire européenne chargée de la justice, demande, lors de la Journée internationale de commémoration de l'Holocauste en 2014, « à tous les États membres de l’UE d'agir afin de transposer intégralement la décision-cadre de l’UE et de garantir son application sur le terrain ».
L'Assemblée générale des Nations unies tient une session extraordinaire le 22 janvier 2015 consacré à la lutte contre l'antisémitisme, la première de son histoire. Elle est ouverte par Bernard-Henri Lévy. L'ambassadeur d'Arabie saoudite y représente l'Organisation de la coopération islamique.

### Législation française

#### Textes
De nombreuses lois forment le dispositif français de lutte contre le racisme, la xénophobie et l'antisémitisme :
- 1881 : loi du 29 juillet 1881 sur la liberté de la presse (chapitre IV), première loi sanctionnant les propos publics discriminatoires ;
- 1939 : décret-loi Marchandeau du 21 avril 1939, modifiant la loi du 29 juillet 1881 sur la liberté de la presse. Il réprime l'excitation à la haine raciale ou religieuse. Le décret-loi Marchandeau sera abrogé le 27 août 1940 par le gouvernement de Vichy[308] ;
- 1972 : loi no 72.546 du 1er juillet 1972 relative à la lutte contre le racisme par laquelle un certain nombre d'actes de la vie courante sont érigés en infraction (par exemple, le refus de fournir un bien ou le licenciement pour des raisons raciales) ;
- 1990 : loi no 90-615 du 13 juillet 1990 tendant à réprimer tout acte raciste, antisémite ou xénophobe avec en particulier, création du délit de contestation de crime contre l'humanité : négationnisme ;
- 1994 : le Nouveau Code Pénal, publié le 1er mars 1994, a créé de nouvelles infractions et renforcé la répression des délits racistes (l'étendant aux personnes morales) ;
- 2003 : décret no 2003-1164 du 8 décembre 2003 portant création du comité interministériel de lutte contre le racisme et l'antisémitisme. NOR : PRMX0300202D
- 2004 : la loi no 2004.204 du 9 mars 2004 portant adaptation de la justice aux évolutions de la criminalité précise cette circonstance aggravante quand l'infraction est « précédée, accompagnée ou suivie de propos, écrits, images, objets ou actes » racistes ou antisémites. La loi prévoit différentes sanctions pénales allant de l'amende à l'emprisonnement. Ainsi, l'injure raciale est punie - au maximum - de 6 mois d'emprisonnement et/ou d'une amende de 22 500 euros.
- 2004 : sur Internet (cybercriminalité), la loi no 2004-575 du 21 juin 2004 dispose que « les hébergeurs et fournisseurs d’accès Internet ont l’obligation de contribuer à la lutte contre la diffusion de données à caractère pédophile, négationniste et raciste ».
- 2019 : le président de la République, Emmanuel Macron annonce la mise en œuvre de la définition de l'antisémitisme de l'Alliance internationale pour la mémoire de l'holocauste (IHRA)[309] adoptée par le Parlement européen[Note 15] et, au 2 décembre 2019 par quinze états membres de l'Union européenne dont l'Allemagne et le Royaume-Uni[311]. Une résolution en ce sens est adoptée par l'Assemblée nationale à l'initiative de Sylvain Maillard, député LREM, le 3 novembre 2019[35] puis par le Sénat le 5 octobre 2021[312]. Elle s'appuie sur la résolution du Parlement européen contre l'antisémitisme du 1er juin 2017[313],[31] et fait référence à la définition « opérationnelle » et « non contraignante » de l'antisémitisme de l'IHRA[314] : « L’antisémitisme est une certaine perception des Juifs qui peut se manifester par une haine à leur égard. Les manifestations rhétoriques et physiques de l’antisémitisme visent des individus juifs ou non et/ou leurs biens, des institutions communautaires et des lieux de culte ».